# Liste d'îles imaginaires
Ne doit pas être confondu avec Île fantôme.

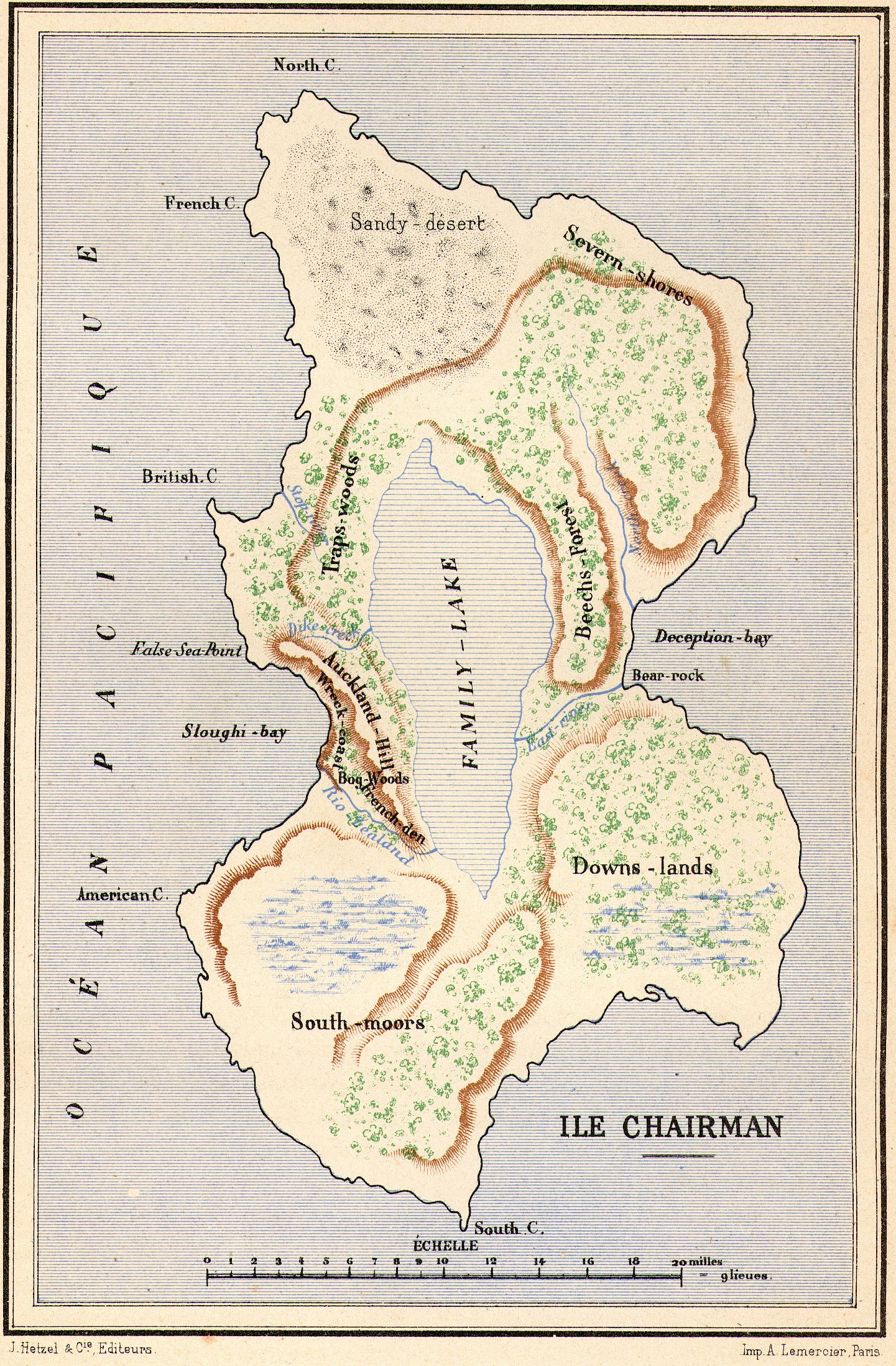
Carte de l'île Chairman tirée du roman de Jules Verne Deux ans de vacances.

Une île imaginaire est une île dont l'existence est fictive parce qu'elle est imaginaire ou que son existence a été réfutée après la supposition de celle-ci, ou après sa prétendue découverte. Cette notion regroupe donc les îles tirées d'œuvres (littéraires, cinématographiques, etc), des croyances populaires et religieuses ainsi que des considérations historiques (on parle alors d'îles fantômes dans ce dernier cas). Les caractéristiques d'une île imaginaire et les évènements qui peuvent s'y dérouler peuvent être totalement inventés ou s'appuyer sur des faits et considérations réels, mythifiés le cas échéant.
La nature irréelle de ces îles leur permet d'acquérir des facultés improbables comme celles de se déplacer, de flotter dans les airs, d'abriter une faune, une flore ou des populations humaines peu communes, d'être creuses, etc.
L'île, cet espace clos isolé au milieu de l’océan, objet géographique (en), est le support de nombreux mythes, symboles ou fantasmes. Elle devient alors un espace imaginaire, source multiple et puissante, qui donne naissance à des œuvres nombreuses et variées dont elle est le cadre. Véritable espace des possibles l'île imaginaire peut représenter le Paradis ou l'Enfer. Elle peut être le théâtre de l’aventure, de la mise à l’épreuve, de l’initiation...[Interprétation personnelle ?]
Lorsqu'elle est au centre d'une œuvre, elle joue différents rôles en fonction de sa thématique. Dans une robinsonnade, elle isole le ou les héros, qui apprennent comment y survivre et s'en échapper (exemples : Robinson Crusoé, L'Île mystérieuse). Dans un récit de chasse au trésor, elle sert de cache au butin, que celui qui l'y a dissimulé veut protéger des convoitises (exemple : L'Île au trésor). Elle peut aussi servir de repaire à des criminels pour s'y cacher ou préparer leurs activités (exemple : L'Île Noire). De même, elle peut abriter une société imaginaire, utopique, dystopique ou autre (exemples : L'Utopie, Les Voyages de Gulliver). Dans une œuvre policière ou un thriller, elle constitue un huis clos nécessaire à la tension narrative (exemples : Dix Petits Nègres, Les Hommes qui n'aimaient pas les femmes). Dans les mythes et légendes, elle peut servir de séjour des morts (exemple : îles des Bienheureux). Ces différents exemples parmi tant d'autres expliquent pourquoi l'île fascine et demeure une source inépuisable d'inspiration pour des œuvres de toutes sortes.

## Les îles imaginaires des mythes et des légendes

### Aspidochélon (et autres animaux pris pour des îles)
L'aspidochélon (littéralement « aspic tortue ») est un monstre marin décrit notamment dans le Physiologus, confondu avec une île. Cet animal rappelle les créatures prises pour des îles, comme les poissons ou les baleines, notamment présents dans Li livres dou Tresor (de) de Brunetto Latini, le premier voyage de Sinbad le marin et le Voyage du saint abbé Brendan.

### Atlantide
L'île de l'Atlantide ou île d'Atlas est une des îles mythiques les plus célèbres. Citée pour la première fois par Platon dans le Timée et Critias, lui-même repris ensuite par d'autres auteurs, elle connut une postérité prolifique. Beaucoup ont cherché à la rapprocher d'îles ou autres lieux actuels, minimisant son statut d'île imaginaire (Théra / Santorin par exemple, dont l'explosion du volcan se prête bien à enflammer les imaginations).

### Avalon
Avalon est le lieu où, d'après le cycle arthurien, vit la Fée Morgane, où aurait été forgée Excalibur et où le Roi Arthur serait emmené à sa mort après la bataille de Camlann.

### Aztlan
Aztlan est une île lacustre de la mythologique aztèque, là d'où viennent les Aztèques.

### Baltia
Baltia est une île de la mythologie romaine, censée se trouver au nord de l'Europe.

### Benben
Benben, dans la mythologie égyptienne héliopolitaine, représente la butte primordiale qui émergea de Noun, l'océan primordial, et sur lequel le soleil apparut pour la première fois.

### Bienheureux (îles des)
Pour les anciens Grecs, les îles des Bienheureux (ou îles Fortunées, assimilables aux champs Élysées), étaient aux Enfers le refuge post-mortem des âmes des humains vertueux. Elles ont été identifiées au cours des âges avec des îles de la côte atlantique de l'Afrique.

### Bouïane
Bouïane est une île légendaire de la mythologie slave, qui a la capacité d'apparaître et de disparaître à volonté.

### Brittia
Brittia (en) est, selon l'historien byzantin Procope de Césarée, une île mythologique dans la culture des habitants de la région des Pays-Bas.

### Buitani
Dans la mythologie nauruane (de Nauru, en Micronésie), Buitani est l'île où séjournent les esprits nobles.

### Flottantes (îles)
Charles Montgomery Skinner, écrivain américain, eut pour volonté de mettre en avant une mythologie propre à l'Amérique. Il collecta ainsi des légendes des États-Unis et du Canada, qu'il réunit dans son Myths And Legends of Our Own Land (publié en 1896). Il dédie un chapitre aux dieux de l'eau des autochtones vivant autour du lac Supérieur (vaste lac entre les États-Unis et le Canada). Il souligne que le dieu le plus vexatoire semblait être celui qui dirigeait les îles flottantes. On y trouvait des arbres et des fleurs, du métal brillant et des cristaux scintillant sur leurs rebords, des fruits sucrés poussant en abondance et des oiseaux chanteurs voltigeant au-dessus d'elles. Émerveillé, le chasseur se précipitait vers eux dans son canot. Mais en s'approchant de leurs rives gazonnées, le manitou qui gardait ces terres féeriques pour son propre plaisir, jetait un brouillard les cachant à la vue du visiteur. Ainsi, en dépit de ses recherches, jamais le chasseur ne pourrait y accéder.

### Gorgades
Le nom de Gorgades désigne aussi bien un groupe d'îles au large de la côte atlantique de l'Afrique que ses habitants. Les femmes y sont entièrement couvertes de poils ; cette idée vient peut-être des récits d'anciens marins sur certaines espèces de singes.

### Hawaiki
Hawaiki est une île mythique où les peuples de Polynésie situent leur origine.

### Hespérides (îles des)
Les Hespérides sont les nymphes du Couchant, habitant un jardin merveilleux situé à la limite occidentale du monde. Son emplacement a fait l'objet de différentes hypothèses. Le cartographe français Gilles Robert de Vaugondy allant même jusqu'à le placer sur des îles qu'il localise dans la région des Antilles.

### Hyperborée
Île supposée aux confins septentrionaux du monde habité par les Grecs antiques, depuis le VIIIe siècle av. J.-C., Hyperborée passait pour une terre paradisiaque, séjour des Bienheureux.

### Ka
Île égyptienne sur laquelle s'échoue le héros du Conte du naufragé. Le nom de l'île, Ka, renvoie au Ka, une des composantes de l'être dans l'Égypte antique. Il est traduit différemment à travers l'histoire selon les auteurs : île des Provisions, île des génies, île enchantée ou encore, île de Double. L'égyptologue français Gaston Maspero la rapproche de île des morts de la mer Rouge cachée dans les brouillards dont parle le naturaliste romain Pline l'Ancien indique une dans son Histoire naturelle (publiée vers 77),.

### Kumari Kandam
Kumari Kandam, continent légendaire situé dans l'océan Indien d'où seraient originaires les tamil, d'après la tradition tamoule. Il est parfois comparé et assimilé à la Lémurie.

### Lanka
Dans le Ramayana, épopée écrite par Vâlmîki entre le IIIe siècle av. J.-C. et le IIIe siècle, le roi asura (démon) Ravana a son royaume fortifié à Lanka (en). Cette île est généralement identifiée au Sri Lanka, dans l'océan Indien.

### Leucé (ou île Blanche)
Leucé (ou île Blanche) est un lieu des Enfers, l'une des entrées du royaume des morts, dans la mythologie grecque. Elle est parfois assimilée à l'île des Serpents, dans la mer Noire, en Ukraine.

### Lyngvi
Dans l'Edda de Snorri, les dieux nordiques emmènent le gigantesque loup Fenrir sur cette île située sur le lac Amsvartnir (en) pour l'y attacher. Pendant sa captivité, celui-ci bave au point de former la rivière Ván.

### Mag Mell
Aussi nommé Magh Meall (le nom signifie plaine de joie), cet au-delà est identifié soit comme étant une île à l'Ouest de l'Irlande, soit comme un royaume sous les océans.

### Milieu (île du)
Lors du conflit entre Horus et Seth, l'Ennéade s'y réunit pour arbitrer qui dirigera l'Égypte.

### Mu
Mu, continent mythique, quelquefois confondu avec la Lémurie ou l'Atlantide, situé généralement dans le Pacifique.

### Rai
Les anciens Slaves considéraient que le séjour des morts était située sur une île mystérieuse au milieu de l'océan, appelée Rai. C'était la demeure du soleil, qui s'y retirait après son trajet quotidien. Ils croyaient aussi que les âmes des enfants baptisés s'y rendaient, jouant à l'ombre des arbres touffus et cueillir des fruits dorés. Il pourrait y avoir une similitude avec Bouïane. Il est à noter qu'en vieux slave, le mot "Rai" désigne le Paradis.

### Thulé
Thulé ou Ultima Thulé (située à six jours de voile des Orcades ; évoquée par l'explorateur grec Pythéas et décrite par Diodore de Sicile, Strabon et Procope de Césarée). On ne sait pas s'il s'agit d'une île imaginaire ou d'une île réelle (comme l'Islande), qui fut appelée ainsi par les Grecs.

### Tír na nÓg
Tír na nÓg (en gaélique « la Terre de l'éternelle jeunesse »), un des plus connus des « autres mondes » de la mythologie celtique irlandaise.

### Waq-Waq
Les îles Waq-Waq sont peuplées de djinns et plantées d'arbre waq-waq, aux curieux fruits en forme de tête.

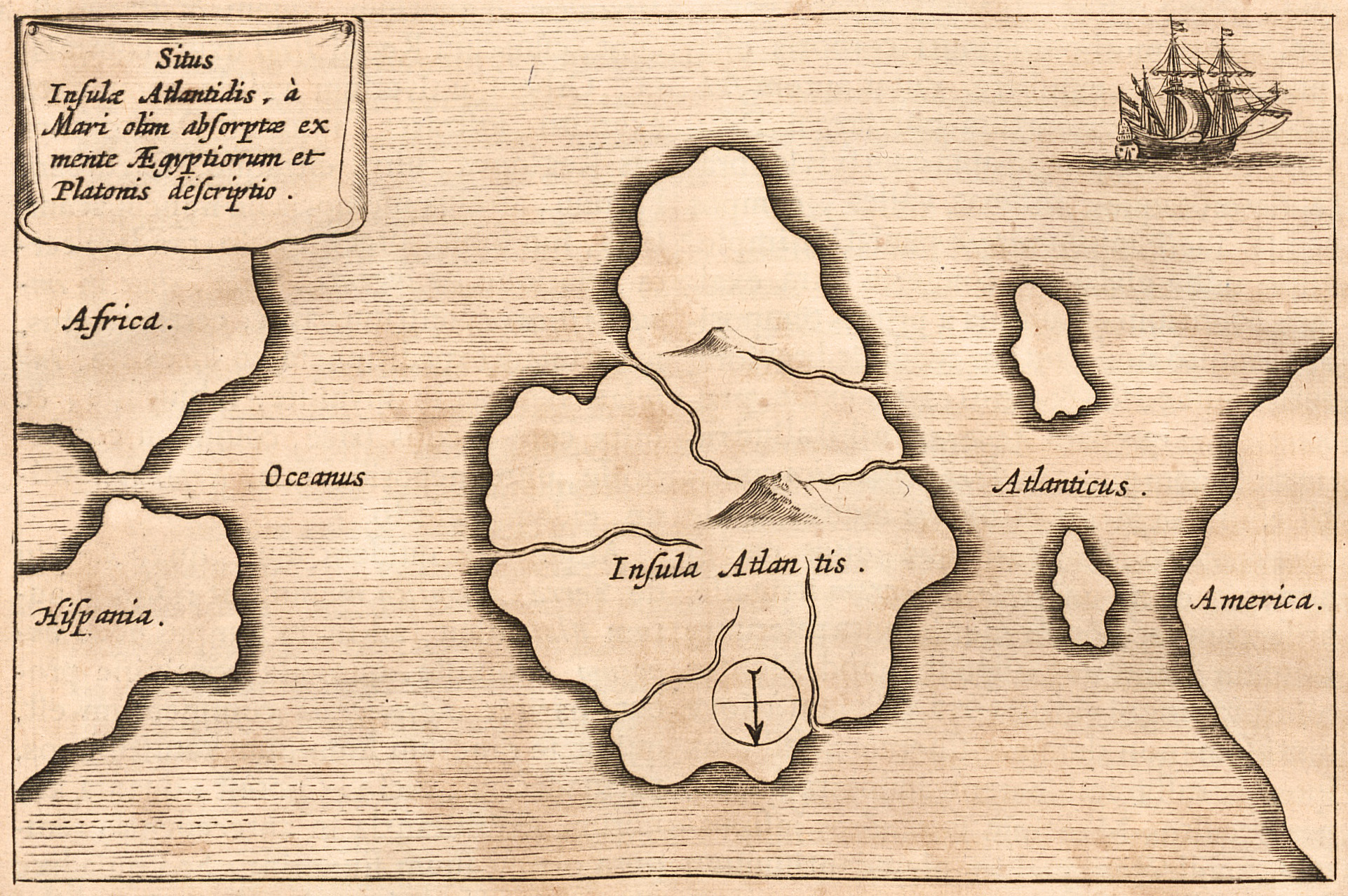
Carte fantaisiste de l'Atlantide (1678) d’Athanasius Kircher, Mundus Subterraneus (le nord est en bas).
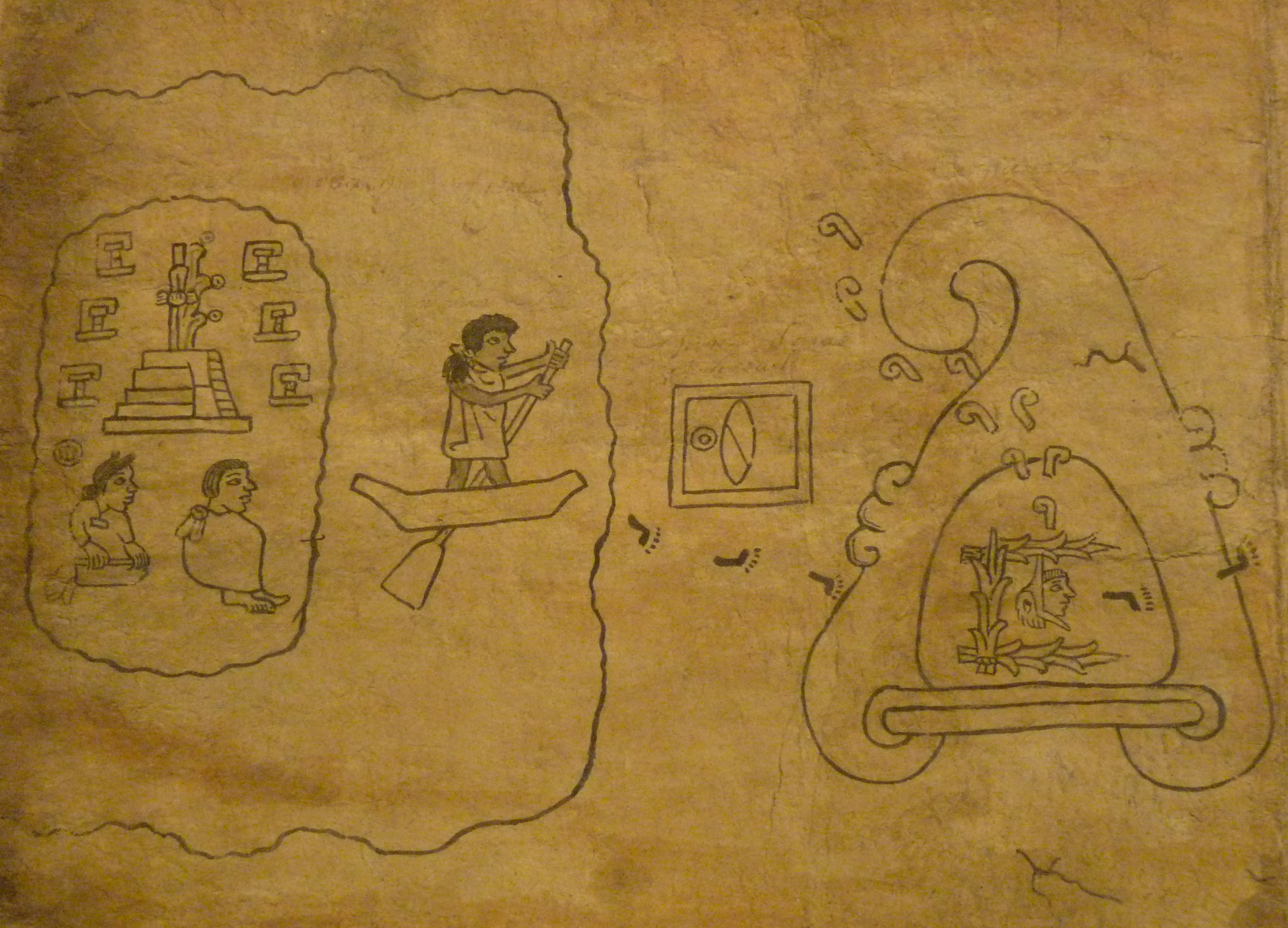
Détail du Codex Boturini qui représente l'île d'Aztlán à droite.
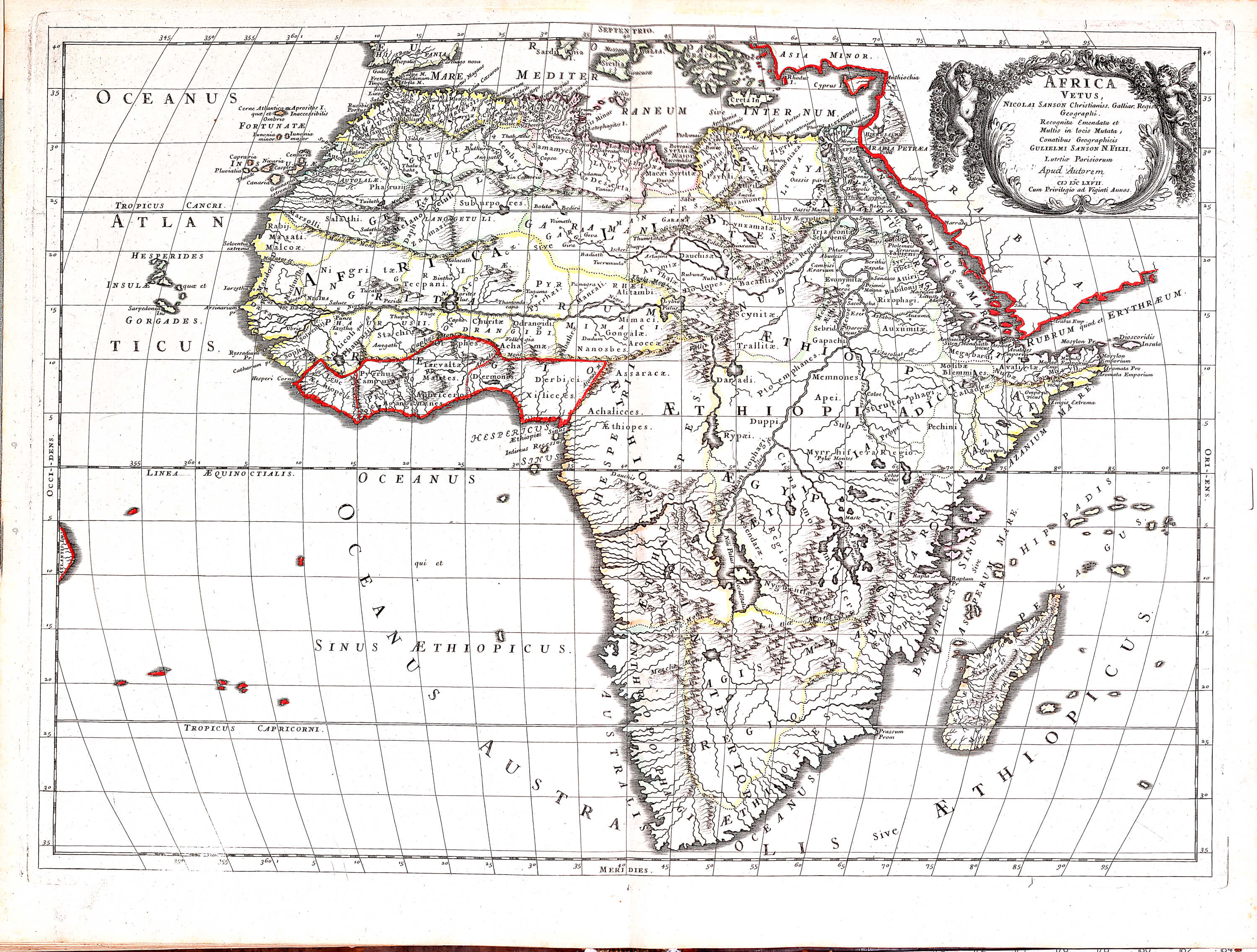
Carte de l'Afrique ancienne, 1651, Nicolas Sanson, où les îles Fortunées sont localisées au niveau des Canaries et de Madère. D'autres îles légendaires, les Gorgades (en) et les Hespérides se trouvent à l'emplacement de celles du Cap-Vert.
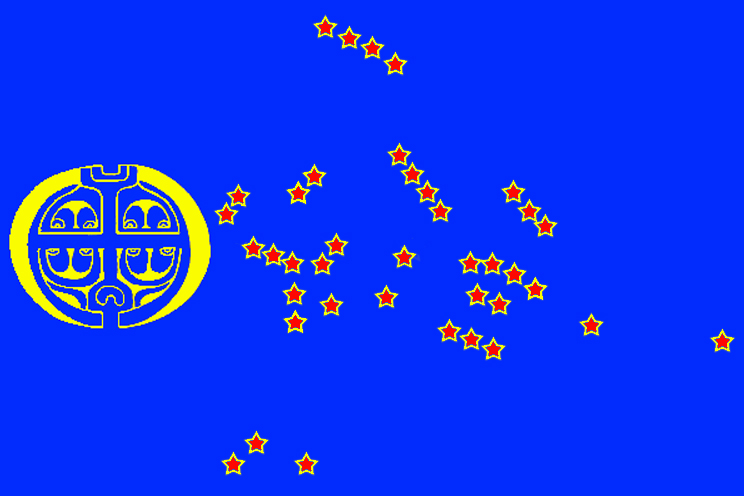
Dans ce drapeau non officiel des Polynésiens en vente dans les boutiques de Honolulu, Hawaiki est représentée par un pétroglyphe en jaune d'or, et les principales îles réelles par des étoiles.
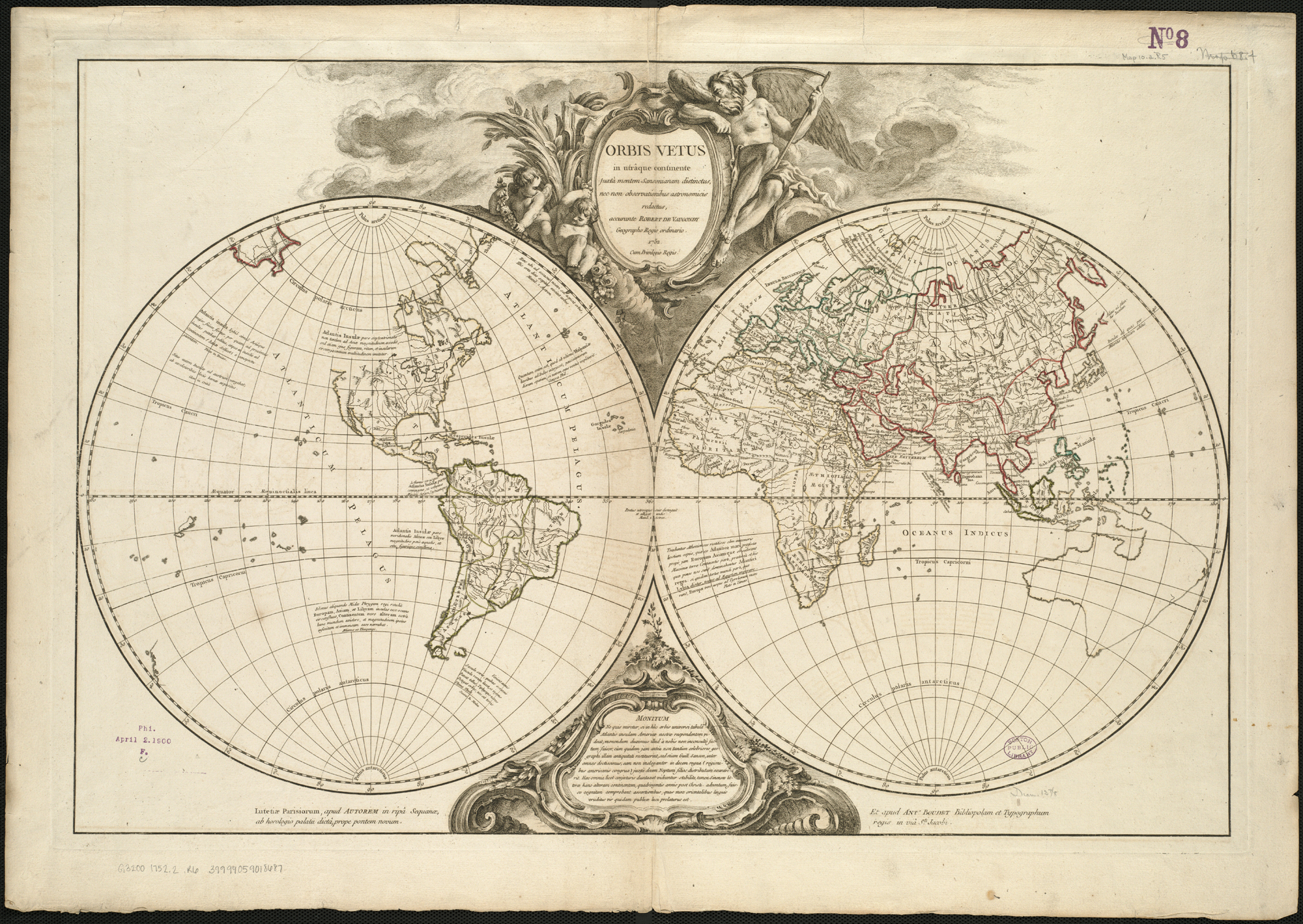
Mappemonde de Gilles Robert de Vaugondy (1752) indiquant les îles Hespérides situées aux Antilles.
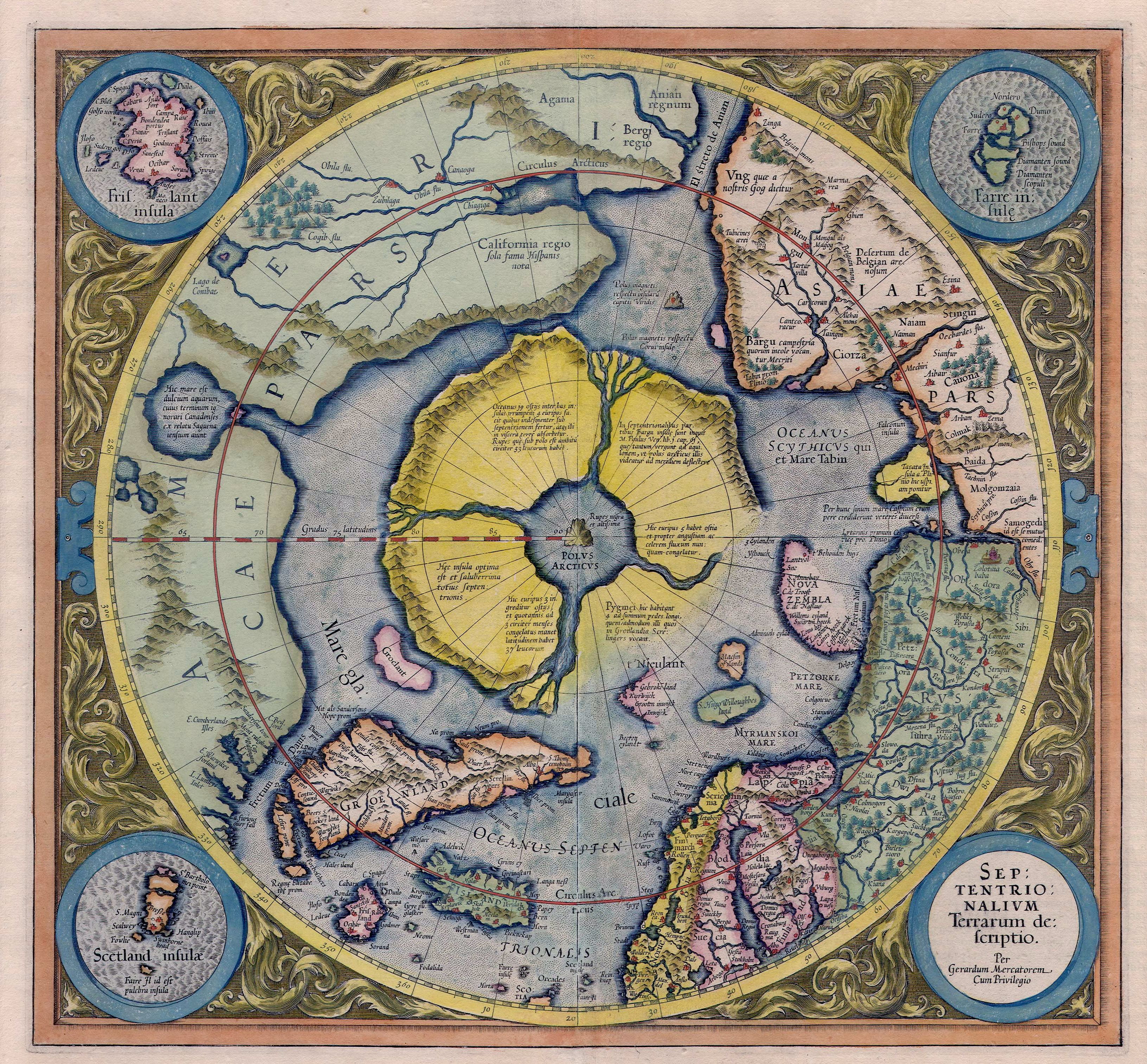
Le continent hyperboréen sur une carte de Gérard Mercator datant de 1595.
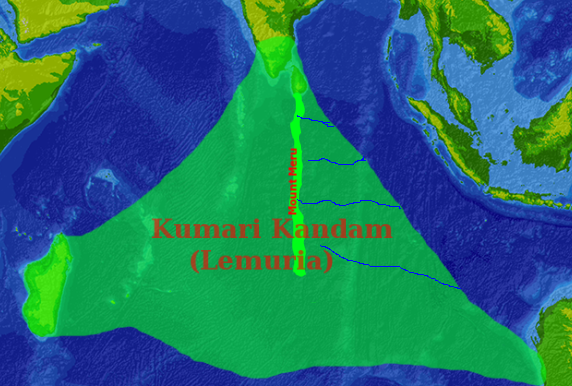
Carte du Kumari Kandam/de la Lémurie
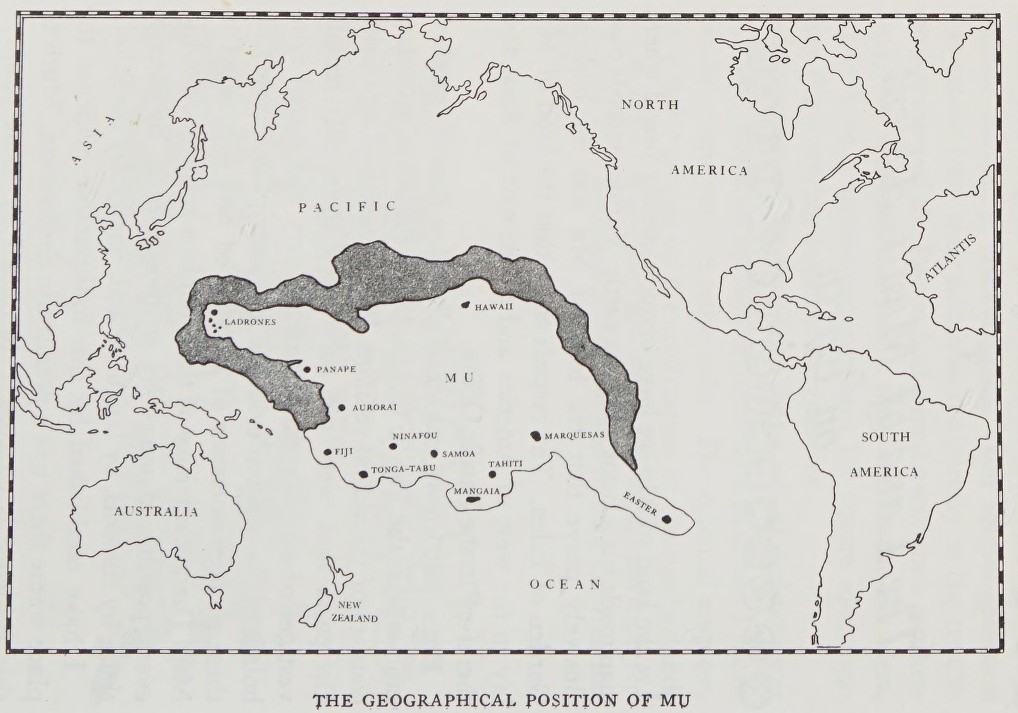
Carte de Mu selon James Churchward.
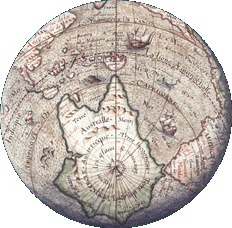
Globe terrestre de Jacques de Vau de Claye représentant une Terre australle (1583).
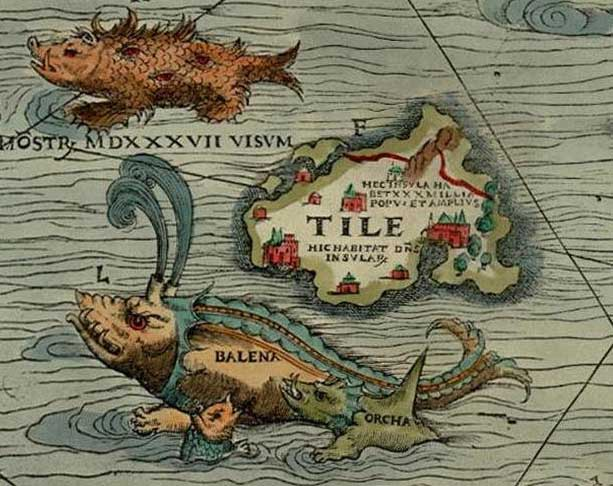
Thulé, sous le nom de Tile, d'après la Carta Marina de Olaus Magnus (1539). Thulé est sur cette carte une île (imaginaire ?) située entre les îles Féroé et l'Islande.
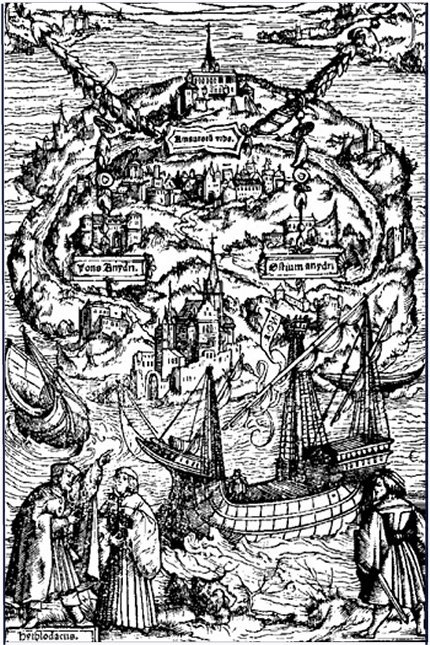
Utopia, gravure d'Ambrosius Holbein.
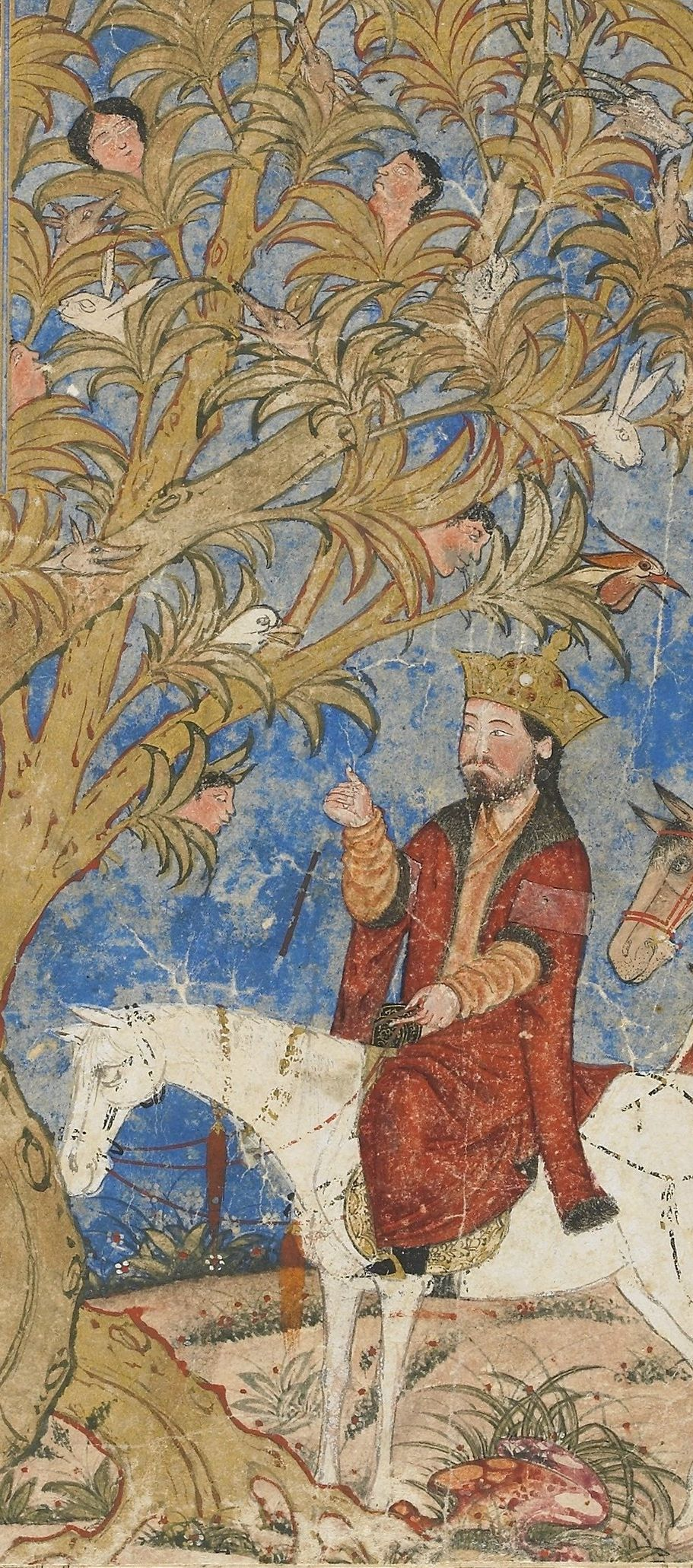
Iskandar conversant avec l'arbre waq-waq, page du Shâh Nâmeh Demotte, XIVe siècle, Iran (Freer Gallery of Art).

## Utopia
L'île d'Utopia est parmi les plus célèbres des îles imaginaires de la littérature. Elle est le fruit de l'imagination de Thomas More, humaniste anglais et chancelier du Roi d'Angleterre Henri VIII au XVIe siècle. Elle est décrite dans le livre du même nom et à l'origine du néologisme et du concept du même nom, basé sur son étymologie grecque (le lieu qui n'existe pas). Elle est demi-circulaire, abrite une grande baie et forme un paradis sans guerre, ni justice, ni police, ni crimes où tous les hommes sont égaux. Inspirée de La République de Platon, elle a souvent été une référence inspirant les penseurs socialistes utopiques et marxistes du XVIIIe siècle et XIXe siècle.

## Îles imaginaires dont on connaît le nom

### Dans la littérature
| Nom                                                           | Localisation (en italique, lieux fictifs) | Caractéristiques/Commentaires | Œuvre | Auteur                                                                      | Date de publication                          |
| ------------------------------------------------------------- | --- | --- | --- | --------------------------------------------------------------------------- | -------------------------------------------- |
| Abarat                                                        | Mer Izabella | Archipel de 25 îles, une pour chaque heure et une pour toutes les heures. | Cycle de l'Abarat (en) | Clive Barker                                                                | 2002 - 2011                                  |
| Abeilles Industrieuses/Diligentes (Île des)                   | Mer Méditerranée : Mer Tyrrhénienne | Ses rues sont si animées par ses habitants occupés à leur labeur, qu'elles rappellent le bourdonnement d'une ruche. | Les Aventures de Pinocchio | Carlo Collodi                                                               | 1881                                         |
| Æpyornis                                                      | Madagascar | Abrite des æpyornis vivants,. | Æpyornis Island (en) | H. G. Wells                                                                 | 1894                                         |
| Aiaié/Ééa                                                     | Mer Méditerranée | Habitée par la magicienne Circé. | Odyssée | Homère                                                                      | Fin du VIIIe siècle av. J.-C.                |
| Alca                                                          | Manche, rattachée à la péninsule du Cotentin | Île flottante peuplée de pingouins changés en hommes par l'archange Gabriel. | L'Île des Pingouins | Anatole France                                                              | 1908                                         |
| Altruria                                                      | | Pays utopique peuplé uniquement d'altruistes. | A Traveler from Altruria (en) | William Dean Howells                                                        | 1894                                         |
| Âmes perdues (Île des)                                        | | Abrite des forces obscures. | De fortabte sjæles ø, adapté en film sous le titre de L'Île aux sorciers.                                                        | Jacob Weinreich (da)                                                        | 2006                                         |
| Amiocap                                                       | Ile du Korsar Az, du royaume souterrain de Pellucidar                                                                                            | Connue pour être l'île de l'Amour, son sous-sol abrite des anthropophages. | Tanar de Pellucidar | Edgar Rice Burroughs                                                        | 1929                                         |
| Amorphe                                                       | | Nommée ainsi de par son absence de forme, étant semblable à du corail mou. Gouvernée par six rois. | Gestes et opinions du docteur Faustroll, pataphysicien                                                                           | Alfred Jarry                                                                | 1898                                         |
| Anciennes (Isles)                                             | Océan Atlantique, archipel situé au sud-ouest des Cornouailles, à l'ouest de la Bretagne                                                         | Constituées d'une grande île nommée Hybras (Hy-Brasil des légendes irlandaises). | Lyonesse | Jack Vance                                                                  | 1983 - 1989                                  |
| Angel Island                                                  | Océan Pacifique | Survolée par des femmes ailées. | Angel Island (en) | Inez Haynes Irwin                                                           | 1914                                         |
| Apedeftes (Île des)                                           | | Ses habitants vivent dans un grand pressoir à vin. Leur principale occupation est de fabriquer un vin appelé "or potable", provenant de vignes appelées "emprunt", "don", ou encore "épargne". Tout dans l'île doit être administré dans la plus grande ignorance (d'où le nom des habitants), sans que la moindre explication ne soit fournie. | Le Cinquième Livre | François Rabelais                                                           | 1564                                         |
| Argyre et Chryse                                              | Océan Indien | Respectivement riches en mines d'argent et d'or. | Indica, Histoire naturelle, Livre des Merveilles du Monde, etc.                                                                  | Mégasthène, Pline l'Ancien, Jean de Mandeville...                           | 310 av. J.-C.                                |
| Al-Asrât                                                      | Océan Indien, l'archipel des Chagos, l'île de Moyuâ au large d'Anjouan et les pêcheries de perles du Bahreïn. Ou bien dans les îles de la Sonde. | Fournit du bois d'aloès. Une autre île, à cinq jours de mer de là, en produit un autre de Chine plus qualitatif. Mais ses habitants sont débauchés et ivrognes. Sinbad le marin y passe après avoir visité d'autres îles riches en épices. Il y troque les noix de coco qu'il a ramassé dans la cité des Singes. Puis, il poursuit par la Mer des perles. | Les Mille et Une Nuit : Sinbad le marin                                                                                          | Anonyme                                                                     |                                              |
| Azania                                                        | Océan Indien | Empire africain insulaire. | Black Mischief (en) | Evelyn Waugh                                                                | 1932                                         |
| Azkaban                                                       | Mer du Nord | S'y trouve la plus célèbre prison de sorciers. | Univers de Harry Potter | J. K. Rowling                                                               | Depuis 1997                                  |
| Baki                                                          | Océan Pacifique, nord de l'Australie | Ancienne possession australienne, foyer d'origine d'Omio. | A House Like a Lotus (en) | Madeleine L'Engle                                                           | 1984                                         |
| Balnibarbi                                                    | Océan Pacifique, à l'est du Japon, voisine des îles de Glubbdubdrib et de Luggnagg                                                               | Sa pauvreté serait due à l'action de planificateurs de Laputa. | Les Voyages de Gulliver | Jonathan Swift                                                              | 1721                                         |
| Barataria                                                     | Espagne, province de Mancha | Seule île au monde à être entourée de terre, gouvernée, un temps, par Sancho Pança. | Don Quichotte | Miguel de Cervantes                                                         | 1605 - 1615                                  |
| Baranka ou île du Comte Zaroff                                | Caraïbes | Habitée par le sinistre comte Zaroff. | The Most Dangerous Game (en) | Richard Connell                                                             | 1927                                         |
| Barbituros (îles)                                             | Caraïbes, à proximité de San Sombrèro | | San Sombrèro (en) | Santo Cilauro, Tom Gleisner (en) et Rob Sitch                               | 2006                                         |
| Barclay (îles)                                                | Caraïbes, à proximité des Bahamas | Territoire britannique d'outre-mer, miné par un trafic de cocaïne. | Le Manipulateur (en) | Frederick Forsyth                                                           | 1991                                         |
| Blefuscu                                                      | Océan Indien, proche de l'Australie, voisine de Liliput                                                                                          | Habitée par des personnages de petite taille. On y trouve les exilés de l'empire voisin de Liliput. | Les Voyages de Gulliver | Jonathan Swift                                                              | 1721                                         |
| Bensalem                                                      | Océan Pacifique, à l’ouest du Pérou | État insulaire utopique. | La Nouvelle Atlantide | Francis Bacon                                                               | 1627                                         |
| Bosses (île des)                                              | | Lieu natal de certains oiseaux de l'île Sonnante. Les enfants y naissent bossus, borgnes, podagres ou contrefaits. | Le Cinquième Livre | François Rabelais                                                           | 1564                                         |
| Bragman/Bragmey/Terre de Foi                                  | Océan Indien, près de l'Inde | Y vivent des brahmanes exempts de péchés et de vices, qui jeûnent quotidiennement. Alexandre le Grand refusa d'envahir des personnes ayant d'aussi bonnes mœurs. | Livre des merveilles du monde | Jean de Mandeville                                                          | 1355 - 1357                                  |
| Bran                                                          | | Formée par le cadavre du Baron Hildebrand, sur laquelle se tient un phare alimenté par son âme. | Gestes et opinions du docteur Faustroll, pataphysicien                                                                           | Alfred Jarry                                                                | 1898                                         |
| Bucéphales (île des)                                          | Océan Atlantique | Habitée par des hommes à tête de bœufs (les Bucéphales) et des cerfs à trois pattes. | Histoires vraies | Lucien de Samosate                                                          | IIe siècle                                   |
| Cabaluse                                                      | Océan Atlantique | Habitée par des femmes aux pieds d'âne (onoscèles) anthropophages. | Histoires vraies | Lucien de Samosate                                                          | IIe siècle                                   |
| Cair Andros                                                   | Au nord d'Osgiliath, Terre du Milieu | Nom donné à un fort du Gondor et à l'île qui l'abrite. | Plusieurs œuvres de l'auteur | J. R. R. Tolkien                                                            | XXe siècle                                   |
| Cairnholm                                                     | Mer d'Irlande, à l'ouest du Pays de Galles (Royaume-Uni)                                                                                         | Une boucle temporelle sert de refuge à des « enfants particuliers », qui possèdent des pouvoirs. | Série Miss Peregrine et les Enfants particuliers                                                                                 | Ransom Riggs                                                                | 2011                                         |
| Caffolos/Caffoles                                             | Océan Indien | Par amitié, les habitants pendent aux arbres leurs proches qui sont malades. Ceux-ci finissent ainsi mangés par des oiseaux, qui sont des anges de Dieu, évitant le déshonneur d'être dévoré par des vers s'ils avaient été enterrés. | Livre des merveilles du monde | Jean de Mandeville                                                          | 1355 - 1357                                  |
| Californie                                                    | Amérique, proche du paradis terrestre | Gouvernée par la reine Calafia, elle est habitée par des femmes noires, qui vivent à la façon des Amazones. Elle aurait donné son nom à l’île fantôme de Californie et la Californie. | Las sergas de Esplandián | Garci Rodríguez de Montalvo                                                 | XVe siècle                                   |
| Calonak/Calanoc                                               | Océan Indien, peut-être au Cambodge | Son roi possède une grande armée d'éléphants, surmontés de howdahs. Annuellement, des poissons marins de toutes les sortes viennent s'échouer sur les rivages et les habitants en prennent autant qu'ils veulent. Ceux-ci pensent que c'est Dieu qui récompense le roi pour avoir obéi à son ordre « Croissez et multipliez-vous et remplissez la Terre ». Elle est enfin peuplée d'escargots géants, dont les coquille peut loger plusieurs personnes en servant de maison. | Livre des merveilles du monde | Jean de Mandeville                                                          | 1355 - 1357                                  |
| Capa Blanca                                                   | Océan Atlantique,Espagne | À la suite d'un pari, le docteur Dolittle parvint à y abolir la corrida. | Les Voyages du docteur Dolittle                                                                                                  | Hugh Lofting                                                                | 1922                                         |
| Caryonautes/Noyers (Île des)                                  | Océan Atlantique | Y vivent des pêcheurs nommés Caryonautes (ou Nucinautes) car naviguant dans des barques en coquilles de noix géantes, ennemis des Colokynthopirates voisins. | Histoires vraies | Lucien de Samosate                                                          | IIe siècle                                   |
| Cassaon                                                       | Asie, peut-être en Chine, près du royaume du prêtre Jean.                                                                                        | Des villes s'y étendent à perte de vue. Elle abonde en vivres, épices et forêts de châtaigniers. Son roi est soumis au grand Chan. | Livre des merveilles du monde | Jean de Mandeville                                                          | 1355 - 1357                                  |
| Caspak/Caprona (en)                                           | Proche de l'Antarctique | Immense île au climat tropical. | Cycle de Caspak | Edgar Rice Burroughs                                                        | 1918                                         |
| Cayuna                                                        | Mer des Caraïbes | Version fictive de la Jamaïque. | Plusieurs œuvres de l'auteur | John Edgar Colwell Hearne (en)                                              | 1959-1961                                    |
| Chairman                                                      | Chili | Île où échouèrent quatorze jeunes Néo-Zélandais. Bien qu'il s'agisse en fait de l'Île Hanovre, au Chili, l'île réelle est totalement différente de celle du roman. | Deux Ans de vacances | Jules Verne                                                                 | 1888                                         |
| Chaneph                                                       | | Peuplée de grenouilles de bénitier, où il y est malgré tout possible de prendre des plaisirs hypocrites avec ses habitantes. | Le Quart Livre | François Rabelais                                                           | 1552                                         |
| Cheli                                                         | À une journée de Procuration | Fertile, il s'y tient un château dont les habitants sont très hospitaliers. | Le Quart Livre | François Rabelais                                                           | 1552                                         |
| Chirons                                                       | Océan Atlantique | Petit archipel comprenant une île nommée Antioche. | Nos frères inattendus | Amin Maalouf                                                                | 2020                                         |
| Coin du Monde (île du)                                        | | Île paradisiaque de par sa nature luxuriante... jusqu'à sa colonisation et son urbanisation par les Français. | Macao et Cosmage ou l'expérience du bonheur                                                                                      | Edy Legrand                                                                 | 1919                                         |
| Colokynthopirates (îles des)                                  | Océan Atlantique | Repaire de pirates naviguant dans d'énormes coloquintes évidées, dont les tiges servent de mât et les feuilles de voiles, ennemis des Caryonautes voisins. | Histoires vraies | Lucien de Samosate                                                          | IIe siècle                                   |
| Comme-Avant                                                   | | Île rattachée à l'Europe, faisant partie de l'archipel Baladar, aujourd'hui disparu. | Lettre des îles Baladar | Jacques Prévert                                                             | 1952                                         |
| Continent des rois/Climat des Rois                            | Océan Pacifique, Japon (possiblement l'île de Kyūshū)                                                                                            | Une rivière passe sous une montagne avant d'aboutir à une riche ville, où le bois de santal se vend à prix d'or. Chaque mois, certains habitants se transforment en oiseau : ce sont des suppôts de Satan. | Les Mille et Une Nuit : Sinbad le marin                                                                                          | Anonyme                                                                     |                                              |
| Corail (Île de)                                               | Océan Pacifique | Île ronde entourée d'un récif de corail, où s'échouèrent trois jeunes hommes. | L'Île de corail | Robert Michael Ballantyne                                                   | 1858                                         |
| Côte d'Ajan                                                   | Océan Indien, à proximité de la côte orientale de l'Afrique                                                                                      | État insulaire où un prince tenta de relever son pays à la suite d'une guerre civile. | Black Mischief (en) | Evelyn Waugh                                                                | 1932                                         |
| Crampcraggiri                                                 | | Île déserte non encore découverte où, dans les montagnes, la tradition orale conserve les Contes hiéroglyphiques, écrits peu avant la création du monde. C'est ce qu'attestent des hommes d'Église qui, avant leur naissance, ont appris cette histoire de vieillards. Leur auteur pourrait être la nourrice de Quat ou Hermès Trismégiste. À moins que ce ne soit Kemanrlegorpikos, bien qu'on ne soit pas sûr de son existence et que le seul ouvrage qui lui soit attesté est un livre de cuisine en vers héroïques. | Contes hiéroglyphiques (préface de l'auteur)                                                                                     | Horace Walpole                                                              | 1785                                         |
| Crâne (Île du)                                                | Mer du Nord, au large du Norfolk, Angleterre. | S'y trouve le sinistre collège de Groosham Grange. | L'Ile du Crâne | Anthony Horowitz                                                            | 1991                                         |
| Cuba/Lamiam/Ianicam                                           | | Est habitée de cannibales géants nus, habitant des grottes, des rochers ou des bois. Au sommet d'une montagne, sur un rocher surmontant une mine d'or, se dresse une tour de bois précieux habitée par deux dragons. Les enfants peuvent recevoir d'eux leurs bienfaits s'ils tuent leurs propres parents, jètent leur chair dans un fossé et utilisent leurs sangs pour laver l'effigie de ces créatures. Au-delà se trouve une autre île, riche en pierres précieuses et épices, qui serait un fragment du Paradis emporté par le Gange. Les femmes qui ont la langue infestée de vers se la font soigner en se la faisant trancher par un couteau en silex par des hommes qui la guérissent avec des herbes. Ils en extraient également un serpent vivant dont les Italiens font du poison. Enfin, des Français qui habitaient jadis l'île furent écorchés comme des serpents. De Cuba enfin, on peut voyager jusqu'à une île aride où coule le Nil.                                   | A Dialogue bothe pleasaunte and pietifull                                                                                        | William Bullein                                                             | 1565                                         |
| Cuho                                                          | Mer des Caraïbes | Pays insulaire dirigé par le dictateur Infidèle Castré. | Ménage tes méninges (série San-Antonio)                                                                                          | Frédéric Dard                                                               | 1962                                         |
| Cyril                                                         | | Île volcanique mobile, propulsée par des hélices et servant de vaisseau au capitaine Kid. | Gestes et opinions du docteur Faustroll, pataphysicien                                                                           | Alfred Jarry                                                                | 1898                                         |
| Île aux dames                                                 | Au large du Cap-Vert | Cette île est totalement consacrée et gouvernée par la sexualité féminine. | L'Île aux dames | Pierre Louÿs                                                                | 1988                                         |
| Démonie (en)                                                  | Planète Mercure | Monarchie peuplée de démons. | Le Serpent Ouroboros | Eric Rücker Eddison                                                         | 1922                                         |
| Désespoir (Île du)/Speranza (« Espérance »), selon les livres | Située au large des côtes sud-américaines | Nommée ainsi par Robinson Crusoé qui y fit naufrage. Elle est toutefois inspirée l'Île Robinson Crusoe, au large du Chili. Cette même île est reprise dans les variantes du roman. | Robinson Crusoé, Vendredi ou les Limbes du Pacifique et Vendredi ou la Vie sauvage                                               | Daniel Defoe et Michel Tournier (pour les deux derniers)                    | 1719, 1967 et 1971                           |
| Dinotopia                                                     | | Île abritant des dinosaures. | Dinotopia | James Gurney                                                                | Depuis 1992                                  |
| Dondun/Dondum/Dondia                                          | Océan Indien, peut-être dans les îles Andaman | Son roi règne sur soixante-quatre autres îles voisines, peuplées de créatures diverses : cyclopes, acéphales... | Livre des merveilles du monde | Jean de Mandeville                                                          | 1355 - 1357                                  |
| Doulichion                                                    | Peut-être en Grèce | Lieu (probablement une île), non formellement identifié. | Iliade et Odyssée | Homère                                                                      | Fin du VIIIe siècle av. J.-C.                |
| Éclots (île des)                                              | Proche de l'île d'Odes | Son monastère est occupé par l'ordre des frères Fredons. À la suite d'une bulle patente obtenue de la dame Quinte Essence d'Entéléchie, les moines sont habillés en brigands. | Le Cinquième Livre | François Rabelais                                                           | 1564                                         |
| Écureuils (île déserte des)                                   | | La princesse Printanière s'y enfuit avec son amant Fanfarinet. Face à la faim, les plantes et les animaux offrirent à la princesse de quoi se nourrir. C'est là que fut vaincue la fée Carabosse. | La Princesse Printanière | Marie-Catherine d'Aulnoy                                                    | 1697                                         |
| Ennassin                                                      | | Rappelle la Sicile par sa forme triangulaire. Tous ses habitants sont unis par divers liens de parenté, généralement difficiles à comprendre. Les couples se donnent entre eux des noms étranges : ma "couenne", mon "procès", mon "fagot"... | Le Quart Livre | François Rabelais                                                           | 1552                                         |
| Entéléchie                                                    | | Sa reine Entéléchie (dame Quinte Essence) fut nommée ainsi par son parrain Aristote. Il lui suffit de jouer le bon air sur ses orgues guérisseuses pour venir à bout de toutes les maladies possibles. | Le Cinquième Livre | François Rabelais                                                           | 1564                                         |
| Été (Îles d')                                                 | | Îles dont les habitants sont spécialisés dans le commerce maritime. | Le Trône de fer | George R. R. Martin                                                         | Depuis 1996                                  |
| Eugéa                                                         | Océan Atlantique | Île des lumières habitée par les Symphytes, qui civilisèrent les lieux et y vénèrent plusieurs divinités. | L'Atlantiade ou la théogonie newtonienne                                                                                         | Népomucène Lemercier                                                        | 1808                                         |
| Farouches (Îles des)                                          | | Ses habitants, les Andouilles, les Boudins sylvestres, les Godiveaux massifs et les Saucissons à cheval, sont ennemis de Quaresmeprenant. Ils vénèrent le dieu Mardi-Gras, qui les asperge de moutarde, équivalent pour eux du Saint Graal. | Le Quart Livre | François Rabelais                                                           | 1552                                         |
| Félicité (île de la) [Madame d’Aulnoy]                        | | Un prince russe qui y avait vécu sept-cent ans en ayant l'impression de n'y avoir passé que quelques jours voulut en sortir. Mais il fut tué par la personnification du temps, qui n'avait aucun pouvoir sur cette île. | L'Île de la Félicité (enchâssé dans Histoire d’Hypolite, Comte de Duglas)                                                        | Marie-Catherine d’Aulnoy                                                    | 1690                                         |
| Félicité (île de la) [Fanny de Beauharnais]                   | | | L’ile de la Félicité, ou Anaxis et Théone [...]                                                                                  | Fanny de Beauharnais                                                        | 1801                                         |
| Felsenbourg                                                   | Mers du sud | Gouvernée par un homme âgé de 97 ans. | L'île de Felsenbourg (de) | Johann Gottfried Schnabel                                                   | 1731 - 1743                                  |
| Ferrements                                                    | À deux jours de Sonnante | Ses arbres ont pour fruits des outils et des armes. Lorsque ceux-ci tombent, ils aboutissent dans des plantes, appelées fourreaux, dans lesquelles ils s'engainent. Il faut alors éviter de se trouver en-dessous, au risque d'être blessé. | Le Cinquième Livre | François Rabelais                                                           | 1564                                         |
| Fragrante                                                     | | Fortifiée de madrépores, les sibylles qui l'habitent ont constaté la formule du bonheur "Soyez amoureuses et soyez mystérieuses". | Gestes et opinions du docteur Faustroll, pataphysicien                                                                           | Alfred Jarry                                                                | 1898                                         |
| Frise                                                         | À quatre jours de l'île de Lanternois | S'y trouve le pays de Satin, où tout est en tissu. Les chemins sont en satin, les plantes en damas ou en velours frappé, les animaux en tapisserie... On y trouve des créatures merveilleuses comme la licorne, le phénix, l'hydre, la harpie, le vampire, la manticore... | Le Cinquième Livre | François Rabelais                                                           | 1564                                         |
| Frivole (Île)                                                 | Océan Pacifique, près de l'archipel Juan Fernandez                                                                                               | Tout y est mou (les arbres sont comme du caoutchouc, les chevaux s'effondrent au moindre fardeau et les bêtes sauvages sont inoffensives. | La découverte de l'isle frivole                                                                                                  | Gabriel-François Coyer                                                      | Vers 1750                                    |
| Gaaldine                                                      | Océan Pacifique méridional, au sud de Gondal | Grande île faisant partie de l'archipel homonyme, colonisé par les Gondaliens. | Juvenilia | Emily et Anne Brontë                                                        | 1831                                         |
| Géants (île des)                                              | | Accessible par un tunnel depuis l'Écosse. | Atlas des géographes d'Orbæ et Le Secret d'Orbæ                                                                                  | François Place                                                              | 1996 - 2000 et 2011                          |
| Glubbdubdrib                                                  | Océan Pacifique, à cinq cents lieues à l'ouest de Balnibarbi                                                                                     | Gouvernée par une tribu de magiciens. | Les Voyages de Gulliver | Jonathan Swift                                                              | 1721                                         |
| Gondal                                                        | Océan Pacifique septentrional, au nord de Gaaldine                                                                                               | Abrite de nombreux lacs et un célèbre collège. | Juvenilia | Emily et Anne Brontë                                                        |                                              |
| Gorre (Royaume de)                                            | | Entourée de marais, elle est accessible uniquement par le Pont sous l'Eau et le Pont de l'Épée. Méléagant y retient prisonnier la reine Guenièvre, qui sera secourue par Lancelot du Lac, chevalier de la Table ronde. | Lancelot ou le Chevalier de la charrette                                                                                         | Chrétien de Troyes                                                          | 1176 - 1181                                  |
| Guichet (Le)                                                  | | Habitée par les terribles chats-fourrés corrompus. Son horrible maître Grippeminaud soumet le visiteur à une énigme. | Le Cinquième Livre | François Rabelais                                                           | 1564                                         |
| Gymnosophe et Oxidrate                                        | Inde, près de Bragmey | Les habitants y sont aussi vertueux que ceux de Bragmey. Ils se moquèrent des ambitions de conquérant d' Alexandre le Grand. | Livre des merveilles du monde | Jean de Mandeville                                                          | 1355 - 1357                                  |
| Île hantée                                                    | Canada, sur un lac | Possède un hôtel hanté. | Ancient Sorceries and Other Stories                                                                                              | Algernon Blackwood                                                          | 1927                                         |
| Harmattan (rochers de l')                                     | Océan Atlantique, golfe du Bénin, bordant un royaume voisin de celui du Dahomey, à environ soixante milles au nord de Fantippo                   | Groupe de petites îles au large des côtes de l'Afrique de l'Ouest. Regorgent d'huîtres perlières. | La Poste du docteur Dolittle | Hugh Lofting                                                                | 1923                                         |
| Hedebyön                                                      | Région du Norrland, rattachée à la Suède par un pont.                                                                                            | S'y déroulait une enquête sur la disparition d'une adolescente, mystère resté irrésolu pendant trente-six ans. | Les Hommes qui n'aimaient pas les femmes (premier épisode de la série Millénium)                                                 | Stieg Larsson                                                               | 2005                                         |
| Hélène (îe d')                                                | Dans un archipel du Pacifique Sud | Surnommé l'Île des gauchers. Abrite une population exclusivement constituée de gauchers. | L'Île des gauchers | Alexandre Jardin                                                            | 1995                                         |
| Her                                                           | | Ceinturée de fortifications octogonales et similaire au bassin d'une fontaine de jaspe, dont la surface est d'eau immobile. | Gestes et opinions du docteur Faustroll, pataphysicien                                                                           | Alfred Jarry                                                                | 1898                                         |
| Hermaphrodites (Isle des)                                     | Au large de Lisbonne | Ses habitants sont mi-homme, mi-femme (des Hermaphrodites). Elle est l'objet de la première anti-utopie de langue française. | Description de l’isle des Hermaphrodites nouvellement découverte                                                                 | Thomas Artus                                                                | 1605                                         |
| Hili-liland                                                   | Près du Pôle Sud, au sud de Tsalal | Pays fondé par la Rome antique, il a une civilisation plus avancée. Il est constitué essentiellement de la ville de Hili-li sur l'île de Hili-li, avec des installations sur d'autres îles voisines. | A Strange Discovery (en) | Charles Romeyn Dake (en)                                                    | 1899                                         |
| Himling                                                       | En Beleriand, Terre du Milieu | Ancienne colline immergée. | Le Silmarillion | J. R. R. Tolkien                                                            | 1977                                         |
| Houyhnhnm (Île des)                                           | Océan Indien, au sud de l'Australie | Gouvernée par les chevaux. Des créatures ressemblant à des humains y sont appelées Yahoos. | Les Voyages de Gulliver | Jonathan Swift                                                              | 1721                                         |
| Hvitsark                                                      | À l'est du Groenland | | Historia de Gentibus Septentrionalibus                                                                                           | Olaus Magnus                                                                | 1555                                         |
| Île des morts                                                 | Monde d'Illyria | Île créée et façonnée par F. Sandow. | Cycle de Francis Sandow | Roger Zelazny                                                               | 1969                                         |
| Imaginaire (Île)                                              | | Au climat délicieux. | La Relation de l'Isle imaginaire, ou l'histoire de la princesse de Paphlagonie                                                   | Anne-Marie-Louise d'Orléans, duchesse de Montpensier                        | 1659                                         |
| Impies (îles des)                                             | Près des îles des Bienheureux | Les criminels y sont envoyés pour y être châtiés. | Histoires vraies | Lucien de Samosate                                                          | IIe siècle                                   |
| Jackson                                                       | États-Unis, sur le Mississippi | Tom Sawyer et ses amis y jouent. | Les Aventures de Tom Sawyer & Les Aventures de Huckleberry Finn                                                                  | Mark Twain                                                                  | 1876 & 1884                                  |
| Joursanspain                                                  | | Lieu natal de la plupart des oiseaux de l'île Sonnante. Ses habitants sont les Assaphis, qui sont menacés de famine s'ils y restent. | Le Cinquième Livre | François Rabelais                                                           | 1564                                         |
| Kâbil/Cassel                                                  | Océan Indien, Indonésie, | Chaque nuit, les habitants font résonner des percussions, au point que les marins de passage la croit habitée par Degial. On y trouve des poissons à tête de hibou. Elle fait partie des îles du royaume du roi Mihrage, qui règne sur une autre île. Chaque nouvelle lune, il ordonne à ses palefreniers d'attacher à c ses juments sur les plages pour qu'elles se fassent féconder par des chevaux marins. Ils doivent ensuite lui apporter l'animal qui naîtra de cette union, valant une fortune. | Les Mille et Une Nuit : Sinbad le marin                                                                                          | Anonyme                                                                     |                                              |
| Karain (semi-continent de)                                    | Océan Atlantique ou océan Pacifique, en fonction des auteurs                                                                                     | Pays isolé volontaire. | Islandia (en) et cycle Islandian novels                                                                                          | Austin Tappan Wright (en) pour le premier, Mark Saxton (en) pour le second  | 1942, 1969 - 1982                            |
| Kinakuta                                                      | Au centre d'un triangle formé par Singapour, les Philippines et l'Australie                                                                      | Sultanat évoquant le Brunei, notamment en raison de sa position géographique et de sa production importante de pétrole. | Cryptonomicon et The Baroque Cycle                                                                                               | Neal Stephenson                                                             | 1999 & 2003 et 2005-                         |
| Kouphonisi                                                    | Mer Méditerranée (Mer Égée), près de Sými, en Grèce                                                                                              | Une mine de plomb y fut exploité au début du XXe siècle, défigurant le paysage. | Ce lieu déshérité | André Dhôtel                                                                | 1949                                         |
| Laïquihire (Île de)                                           | Atlantique nord | Domaine de divinités invisibles, qui se mêlent aux habitants. | Voyage Curieux d'un Philadelphe dans des Pays nouvellement Découverts                                                            | Anonyme                                                                     | 1740                                         |
| Lamary/Lamory et Resengo                                      | Océan Indien, près de Sumatra | Lamory est peuplée de cannibales vivant nus. | Livre des merveilles du monde | Jean de Mandeville                                                          | 1355 - 1357                                  |
| Lanternois                                                    | À quatre jours de l'île de Frise | Ses habitants, les Lichnobiens, sont des lanternes vivantes. | Le Cinquième Livre | François Rabelais                                                           | 1564                                         |
| Laputa                                                        | À l'est du Japon | Île flottante qui erre au-dessus de l'île Balnibarbi. | Les Voyages de Gulliver | Jonathan Swift                                                              | 1721                                         |
| Leap Islands (traduisible en îles du Saut)                    | Antarctique | Archipel composé de dix royaumes indépendants. | Les Monikins (en) | James Fenimore Cooper                                                       | 1835                                         |
| Liège                                                         | Océan Atlantique | À ne pas confondre avec la ville belge Liège. Elle est peuplée d'hommes à pieds de liège, ce qui se révèle pratique pour marcher sur l'eau. | Histoires vraies | Lucien de Samosate                                                          | IIe siècle                                   |
| Liliput                                                       | Au sud-ouest de Sumatra et du détroit de la Sonde, voisine de Blefuscu                                                                           | Peuplée d'humains miniatures. | Les Voyages de Gulliver | Jonathan Swift                                                              | 1721                                         |
| Île Lincoln                                                   | Océan Pacifique, entre la Nouvelle-Zélande et les es Îles Pitcairn                                                                               | Île volcanique, ayant recueilli des naufragés en pleine guerre de Sécession,. | L'Île mystérieuse | Jules Verne                                                                 | 1865                                         |
| Loompa                                                        | Océan Pacifique | Peuplée par les Oompa Loompas, travaillant dans la chocolaterie de Willy Wonka. | Charlie et la Chocolaterie | Roald Dahl                                                                  | 1964                                         |
| Maïna                                                         | Océan Pacifique | Patrie de la tribu des Articoles. | Voyage au pays des Articoles | André Maurois                                                               | 1928                                         |
| Macræons/Macréons (île des)                                   | | Ses habitants vivent longtemps. Panurge constate que l'étymologie du mot macræon est « vieillard ». Il en déduit que le terme de maquerelle en est dérivé, cette activité étant souvent tenue par des dames âgées. | Le Quart Livre | François Rabelais                                                           | 1552                                         |
| Mardi (archipel du)                                           | Océan Pacifique Sud | Groupe d'îles aussi insolites les unes que les autres. | Mardi | Herman Melville                                                             | 1849                                         |
| Medamothi                                                     | | Ses côtes sont constellées de phares et hautes tours de marbre. Sa foire annuelle regorge de merveilles, telles qu'une peinture représentant un écho, des licornes et un tarande. | Le Quart Livre | François Rabelais                                                           | 1552                                         |
| Meïpe                                                         | | Les enfants ne sont pas obligés de s'adresser poliment aux grandes personnes. | Meïpe ou la Délivrance | André Maurois                                                               | 1926                                         |
| Melniboné                                                     | | Son nom signifie « l'île aux dragons », en raison des dragons qui y sont élevés. | Cycle d'Elric | Michael Moorcock                                                            | 1961 – 1989                                  |
| Méropide                                                      | Au-delà d'Océan | Peuplée de géants. La description de cette île parodie celle de l'Atlantide par Platon. | Philippiques | Théopompe de Chios (Claude Élien dans son Histoire variée)                  | IVe siècle av. J.-C.                         |
| Merveilleuses (îles)                                          | Océan Atlantique | Y vivent des centaures, des hommes-singes et des cyclopes. | La Maison des jeux | Charles Sorel                                                               | 1642                                         |
| Mervo                                                         | Mer Méditerranée | Principauté insulaire | The Prince and Betty (en) | Pelham Grenville Wodehouse                                                  | 1912                                         |
| Milke                                                         | Océan Indien | Ses habitants tuent des hommes pour boire leur sang, qu'ils divinisent. Au cours d'une alliance entre deux personnes, chacun doit boire le sang de l'autre. | Livre des merveilles du monde | Jean de Mandeville                                                          | 1355 - 1357                                  |
| Milstorak                                                     | Asie | S'y trouve le repaire de Gathalonabes, grand maître de la secte des Assassins. | Livre des merveilles du monde | Jean de Mandeville                                                          | 1355 - 1357                                  |
| Moahu                                                         | Océan Pacifique | Royaume que souhaite coloniser Dutourd, le perfide français. | Une mer couleur de vin (en), épisode de la saga Aubrey-Maturin                                                                   | Patrick O'Brian                                                             | 1993                                         |
| Mont Analogue                                                 | Océan Pacifique sud | Montagne correspondant à toutes les montagnes évoquées par les traditions et religions anciennes. | Le Mont Analogue | René Daumal                                                                 | 1939                                         |
| Montagne des singes                                           | Océan Indien, Bornéo (et Java pour la deuxième île) ou Salahath (en fait Malaisie),                                                              | Le visiteur qui tente d'échapper aux attaques singes risque de se réfugier dans le château du géant anthropophage. Sinbad put s'en échapper et accosta sur une autre île, où un serpent géant dévora ses derniers compagnons. | Les Mille et Une Nuit : Sinbad le marin                                                                                          | Anonyme                                                                     |                                              |
| Nacumera/Nacameran                                            | Océan Indien, peut-être dans les îles Nicobar | Peuplée de Cynocéphales raisonnés vénérant un bœuf. Son roi est très riche, puissant et pieux. Il porte des bijoux, comme un gros rubis en collier, symbolisant son statut royal, convoité par le grand Chan. | Livre des merveilles du monde | Jean de Mandeville                                                          | 1355 - 1357                                  |
| Navidad                                                       | Mer des Caraïbes, triangle des Bermudes | Sert de repaires à des pirates vivant comme au XVIIe siècle. | L'Île sanglante (en) (adapté au cinéma sous le titre L'Île sanglante)                                                            | Peter Benchley                                                              | 1979                                         |
| Nègre/Soldat (île du)                                         | Manche | Dix meurtriers y sont mystérieusement assassinés. Cette île est inspirée de Burgh Island, dans le comté du Devon (sud-ouest de l'Angleterre). | Dix Petits Nègres/ Ils étaient dix                                                                                               | Agatha Christie                                                             | 1939                                         |
| Neverland/Pays imaginaire                                     | | On y accède en rêvant ou en volant. Principalement accessible aux enfants. | Peter Pan | J. M. Barrie                                                                | 1904                                         |
| New America                                                   | Extension de l'Île d'Ellesmere | | Les Aventures du capitaine Hatteras                                                                                              | Jules Verne                                                                 | 1864                                         |
| Noires/d'Ébène (îles)                                         | | Formées de quatre collines situées à une distance moyenne d'une cité maritime, au milieu d'une vaste plaine et près d'une montagne, entourant un étang. Quiconque y jette un filet en récolte quatre poissons : rouge, blanc, jaune et bleu. Un palais de pierres noires scellées par des crampons de fer, aménagé selon les meilleures configurations astrales, aux salles meublées du sol au plafond, abrite le prince de ces îles. Celui-ci y fut à moitié changé en pierre par son épouse volage. | Le Conte du pêcheur et du démon, des Mille et une Nuits                                                                          | Anonyme                                                                     |                                              |
| Nollop                                                        | Océan Atlantique | État insulaire | Ella Minnow Pea (en) | Mark Dunn (en)                                                              | 2001                                         |
| No-Man's-Land                                                 | Océan Atlantique, golfe du Bénin, au Fantippo | Paradis pour animaux qui y vivent en paix. Ils sont protégés des Hommes qui craignent d'y rencontrer un dragon. | La Poste du docteur Dolittle | Hugh Lofting                                                                | 1923                                         |
| Non Sachante                                                  | Près de la Grande-Bretagne. | Sauvage, peuplée de lions, elle vit naître Ségurant, chevalier de la Table ronde. | Ségurant, le chevalier au dragon                                                                                                 |                                                                             | XIIIe siècle                                 |
| Nouvelle Suisse                                               | | | Seconde Patrie (suite du roman Le Robinson suisse de Johann David Wyss)                                                          | Jules Verne                                                                 | 1900                                         |
| Númenor                                                       | Terre du Milieu | Île du Second Âge des Terres du Milieu | Le Seigneur des anneaux, Le Silmarillion et Contes et légendes inachevés                                                         | J. R. R. Tolkien                                                            | 1954-1955, 1977 et 1980                      |
| Oboubou (île d')                                              | Archipel des Marquises | | Langelot et le commando perdu, roman de la série Langelot                                                                        | Vladimir Volkoff (alias Lieutenant X)                                       | 1985                                         |
| Odes                                                          | À deux jours d'Entelechie | Son nom est issu du grec odos, "chemin". Toutes ses routes sont vivantes et se déplacent comme bon leur semble. Quiconque embarque sur la bonne route est sûr d'arriver à destination. Mais il faut faire attention aux attaques de bandits... | Le Cinquième Livre | François Rabelais                                                           | 1564                                         |
| Ogygie                                                        | Mer Méditerranée ou océan Atlantique | Île mythique où vivait Calypso, « dans une grande caverne », et où aborda Ulysse | Odyssée | Homère                                                                      | Fin du VIIIe siècle av. J.-C.                |
| Oracle de la Bouteille (île de)                               | Près de Lanternois | L'Oracle de la Dive Bouteille y habite un temple souterrain richement décoré. On y trouve une fontaine heptagonale en albâtre. Le visiteur qui s'en approche doit d'abord exécuter des rituels, comme chanter un chant de vendanges. Puis, il doit boire le vin contenu dans un flacon en forme de livre : ce vin contient la vérité. | Le Cinquième Livre | François Rabelais                                                           | 1564                                         |
| Orbæ                                                          | À plusieurs mois navigation au sud de Komodo | Gigantesque île en forme de "O", réputée pour ses cartographes. | Atlas des géographes d'Orbæ et Le Secret d'Orbæ                                                                                  | François Place                                                              | 1996 - 2000 et 2011                          |
| Orofena                                                       | Océan Pacifique | Les habitants vénèrent le dieu Oro. | Quand le monde trembla (en) | Henry Rider Haggard                                                         | 1919                                         |
| Pala                                                          | Indonésie | | Île | Aldous Huxley                                                               | 1962                                         |
| Panchaea/Panchée/Panchaia                                     | Océan Indien | Peut-être imaginaire. Habitée par une société utopique, dirigée par une monarchie théocratique. | L'Écriture sacrée | Évhémère                                                                    | IVe siècle av. J.-C. ouIIIe siècle av. J.-C. |
| Papefigueira (île de)                                         | | Peuplée de gens obèses | Le Moyen de parvenir | François Béroalde de Verville                                               | 1616                                         |
| Papefigues (île des)/îles Gaillardes                          | Voisine des Papimanes | Ses habitants sont soumis aux Papimanes depuis qu’un notable de l'île fit chez eux la figue au portrait du pape. | Le Quart Livre | François Rabelais                                                           | 1552                                         |
| Papimanes (île des)                                           | Voisine des Papefigues | Ses habitants idolâtrent le pape. | Le Quart Livre | François Rabelais                                                           | 1552                                         |
| Paradis (île du)                                              | | Île où vit un lion domestiqué | The adventures and surprizing deliverances, of James Dubourdieu, and his wife                                                    | Ambrose Evans                                                               | 1719                                         |
| Parthalia                                                     | | Pays de Géants mesurant cent pieds de long et très vieux. L'un d'eux fut ouvrier de Rome lors de sa première construction. On y trouve aussi un arbre sur lequel poussent les huîtres. | A Dialogue bothe pleasaunte and pietifull                                                                                        | William Bullein                                                             | 1565                                         |
| Patagons (île des)                                            | Océan Atlantique | D'une forme parfaitement circulaire. | Hurlubleu, Grand Manifafa d'Hurlubière                                                                                           | Charles Nodier                                                              | 1822                                         |
| Patusan (en)                                                  | Mer de Chine méridionale | | Lord Jim | Joseph Conrad                                                               | 1900                                         |
| Pentexoire                                                    | Asie | Y habite le prêtre Jean. | Livre des merveilles du monde | Jean de Mandeville                                                          | 1355 - 1357                                  |
| Perroquets (île des)                                          | Mers du Sud | Habitée par un curieux perroquet. | Azor, ou le prince enchanté | Abbé Pierre-Charles Fabiot Aunillon                                         | 1750                                         |
| Plaisirs tranquilles (île des)                                | | Une fée déçue par son mari devint misandre. Elle installa donc sur cette île sa fille, veillée par des Amazones, pour la protéger des hommes. Depuis, la mère changea d'avis quand la fille tomba amoureuse d'un prince fidèle ; elle déplaça l'île dans son royaume. | Le Prince Lutin | Marie-Catherine d’Aulnoy                                                    | 1698                                         |
| Procuration                                                   | À une journée de Cheli, proche des îles Tohu et Bohu.                                                                                            | Les religieux, avocats ou usuriers de l'île qui en veulent à une personne peuvent lui envoyer un "chicanou". Ce dernier ira insulter sa victime, qui n'aura pas d'autre choix que de le battre. S'ensuit alors un procès, où elle devra lui verser des indemnités, causant souvent sa ruine. | Le Quart Livre | François Rabelais                                                           | 1552                                         |
| Ptyx                                                          | | Monolithe, faite d'une pierre spécifique à ce lieu, ayant la translucidité du saphir blanc | Gestes et opinions du docteur Faustroll pataphysicien                                                                            | Alfred Jarry                                                                | 1898                                         |
| Pyrallis                                                      | | Île volcanique habitée par des Pyrallis, dragons ailés qui se nourrissent de flammes. | Inventorum Natura | Anonyme, attribué à Pline l'Ancien                                          | Ier siècle ?                                 |
| Quinookta                                                     | À plusieurs mois navigation au sud de Komodo, au sud-ouest de Selva.                                                                             | En forme de "Q", peuplée de cannibales qui sacrifiant des humains à leur volcan. | Atlas des géographes d'Orbæ et Le Secret d'Orbæ                                                                                  | François Place                                                              | 1996 - 2000 et 2011                          |
| Rampole                                                       | Au large des côtes brésiliennes | Y vit encore le Megatherium. | Mr. Blettsworthy on Rampole Island (en)                                                                                          | H. G. Wells                                                                 | 1928                                         |
| Rançon                                                        | | Sert de repaires à des bandits. | La Plaine étincelante | William Morris                                                              | 1890                                         |
| Réalisme (île du)                                             | | Peuplée d'adorateurs du soleil. | Introductory: On Gargoyles, dans Alarms and Discursions                                                                          | G. K. Chesterton                                                            | 1910                                         |
| Riallaro                                                      | Sud-est du Pacifique | Archipel dissimulé constamment par le brouillard. Comprend en particulier l'île de Limanora. | Riallaro, the Archipelago of Exiles et Limanora, the Island of Progress                                                          | John Macmillan Brown (en) (sous le pseudo Godfrey Sweven)                   | 1903                                         |
| Roke                                                          | Terremer | Renommée pour ses magiciens. | Terremer | Ursula K. Le Guin                                                           | 1968                                         |
| Ruach                                                         | | Ses habitants vivent de vent. Souvent, ils se réunissent sous un moulin pour comparer la qualité des différents vents, comme on le ferait pour des vins. Lorsqu'ils meurent, ils lâchent des pets. Nombre de leurs maladies peuvent se guérir par un vent offert à Ulysse par Éole. | Le Quart Livre | François Rabelais                                                           | 1552                                         |
| Sacramento                                                    | Mer des Caraïbes | Fortement inspirée de Cuba. | O Senhor Embaixador (pt) | Érico Veríssimo                                                             | 1965                                         |
| Saint-Brendan (île de)                                        | | Découverte par le moine irlandais Saint Brendan, où vivent des bébés aquatiques. | The Water-Babies, A Fairy Tale for a Land Baby                                                                                   | Charles Kingsley                                                            | 1862–1863                                    |
| Saint Honoré                                                  | Mer des Caraïbes | | Le major parlait trop | Agatha Christie                                                             | 1964                                         |
| San Cristobal                                                 | Mer des Caraïbes | | Dans plusieurs romans de l'auteur                                                                                                | George Lamming                                                              |                                              |
| San Lorenzo                                                   | Mer des Caraïbes | Petit État insulaire et rocheux | Le Berceau du chat | Kurt Vonnegut                                                               | 1963                                         |
| Sarek                                                         | Océan Atlantique, un peu au large de l'archipel breton des Glénan                                                                                | Surnommée "Île aux trente cercueils". Cache la légendaire dalle des rois de Bohême. | L'Île aux trente cercueils | Maurice Leblanc                                                             | 1920                                         |
| Scoti Moria ou Summer Island                                  | | Les habitants, les "Naïades", passent leur temps à paresser et jouer aux quilles | L'île flottante (en) | Richard Head (en)                                                           | 1673                                         |
| Selva                                                         | Entre Komodo et Quinookta. | En forme de "S", constituée par un seul arbre, aux multiples ramifications. Les habitants y chassent le tigre-volant. | Atlas des géographes d'Orbæ et Le Secret d'Orbæ                                                                                  | François Place                                                              | 1996 - 2000 et 2011                          |
| Shutter Island                                                | Océan Atlantique, Boston Harbor | Abrite un hôpital psychiatrique | Shutter Island, roman adapté en film                                                                                             | Dennis Lehane                                                               | 2003                                         |
| Singe-araignée                                                | Océan Atlantique, près de l'embouchure de l'Amazone, au Brésil                                                                                   | Ancienne île flottante, fixée sur le Trou Profond (fosse océanique la plus profonde du monde) par le Doctor Dolittle. | Les Voyages du docteur Dolittle                                                                                                  | Hugh Lofting                                                                | 1922                                         |
| Snark (île du)                                                | | Peuplée par le Snark | La chasse au Snark | Lewis Caroll                                                                | 1876                                         |
| Sodor (ou Chicalor en français)                               | Mer d'Irlande, entre la Grande-Bretagne et l'île de Man                                                                                          | | The Railway Series (en) | Wilbert Vere Awdry                                                          | Depuis 1945                                  |
| Soleil (îles du)                                              | Océan indien, sous l'équateur | Archipel de sept îles rondes identiques, séparées par des intervalles égaux, dont les habitants mènent la même vie utopique. | Bibliothèque historique | Diodore de Sicile (citant Jambule)                                          | IIIe siècle av. J.-C.                        |
| Songes (île des)                                              | Océan Atlantique | S'éloigne quand on s'approche d'elle ; est peuplée de songes. | Histoires vraies | Lucien de Samosate                                                          | IIe siècle                                   |
| Sonnante (François Rabelais)                                  | | Lorsque le voyageur s'en approche, il entend sonner des cloches. Ses habitants, les Siticines, étaient autrefois des humains, devenus naturellement des oiseaux de toutes les couleurs. Les mâles sont nommés clergaux, monagaux, prêtregaux, abbégaux, évêgaux, cardingaux et papegaut (qui est unique en son espèce). Les femelles sont appelées clergesses, monagesses, etc. | Le Cinquième Livre | François Rabelais                                                           | 1564                                         |
| Sonnante (Alfred Jarry)                                       | | Sa flore est constituée d'instruments de musique en tous genres. | Gestes et opinions du docteur Faustroll, pataphysicien                                                                           | Alfred Jarry                                                                | 1898                                         |
| Spensonia (en)                                                | | Pays insulaire où s'est mis en place une communauté utopique. | A Supplement to the History of Robinson Crusoe, A Marine Republic, or A Description of Spensonia et d'autres œuvres de l'auteur. | Thomas Spence                                                               | 1782, 1794...                                |
| Standard Island                                               | Proche de la Nouvelle-Zélande | | L'île à hélice | Jules Verne                                                                 | 1895                                         |
| Stella Negra                                                  | Mer Méditerranée | Base des Compagnons de l'Étoile Noire, pour qui travaille L'Oiselle. | Véga la Magicienne | René d'Anjou                                                                | 1909                                         |
| Tabor (île)                                                   | Pacifique sud, entre l'archipel des Tuamotu et la Nouvelle-Zélande                                                                               | Île fantôme, mais aussi île imaginaire, où fut exilé le bandit Tom Ayrton. | L'Île mystérieuse et Les Enfants du capitaine Grant                                                                              | Jules Verne                                                                 | 1875 et 1868                                 |
| Taerg Natrib                                                  | Antipodes de la Grande-Bretagne | Son nom est "Great Britan", écrit presque à l'envers. Elle est peuplée de chrétiens férocement ennemis du pape. Il y a 1 560 églises paroissiales. Autrefois, elle abritait des repaires d'idolâtrie papiste appelés Seiabba, très riches, dont les princes sages cédèrent les terres et les transformèrent en prêtres temporels. Ils en tirèrent une telle richesse et un tel gain et préféraient périr brûlés plutôt que de perdre leurs terres abbatiales. S'y trouve la ville la mieux réformée du monde, nommée Ecnatneper ou Nodnol. Elle est ceinturée de belles fortifications, comme l'était Jérusalem elle-même et ses portes sont presque toutes fermées le dimanche. Ses habitants, hauts de six mètres, sont généreux. Leur loi s'applique à tous, sans considération de richesse, ni de classe. La loi punit sévèrement les crimes (peine de mort pour le vol ou arrachage de langue pour les blasphémateur), si bien qu'aucun crime n'y a été enregistré depuis un siècle. | A Dialogue bothe pleasaunte and pietifull                                                                                        | William Bullein                                                             | 1565                                         |
| Tapinois                                                      | Proche des îles des Macréons et des Farouches | Royaume de Quaresmeprenant, qui viendrait de l'île de Lanternois. Ses habitants font constamment Carême et font la guerre à ceux de l'île des Farouches. | Le Quart Livre | François Rabelais                                                           | 1552                                         |
| Taprobane                                                     | Océan Indien | À ne pas confondre avec Taprobane, qui désigne l'île de Ceylan dans les textes grecs de l'Antiquité. Sert de base pour bâtir une sorte d'ascenseur spatial. | Les Fontaines du paradis | Arthur C. Clarke                                                            | 1979                                         |
| Thalamasse ou Panthey                                         | Océan Indien, peut-être Bornéo | Au bord d'une mer Morte sans fond y pousse du bambou, dans les racines desquels on trouve des bézoards. Parmi les arbres qui s'y épanouissent, certains produisent de la farine, d'autres du miel, d'autres du vin, d'autres encore du venin (dont on ne guérit qu'en consommant ses propres excréments dilués). | Livre des merveilles du monde | Jean de Mandeville                                                          | 1355 - 1357                                  |
| Thermomètre (île du)                                          | Océan Atlantique | Les couples ne peuvent se former que si la température du sexe de chaque partenaire, mesuré avec un thermomètre spécial, est identique. | Les Bijoux Indiscrets | Denis Diderot                                                               | 1748                                         |
| Tilibet                                                       | Océan Pacifique, golfe de Siam | Le temps s'y écoule plus rapidement, les vieillards ont seize ans. | Le nouveau Gulliver ou voyage de Jean Gulliver, fils du capitaine Gulliver, traduit de l'anglois                                 | Pierre François Guyot, abbé Desfontaines                                    | 1730                                         |
| Tohu et Bohu                                                  | Proches de l'île de la Procuration | Résidence du géant Bringuenarilles. Faute de moulins à vent, sa nourriture habituelle, il en fut réduit à manger des poêles, des caquelons des marmites... qui lui tombaient sous la main. Malade, il mourut en avalant une motte de beurre. | Le Quart Livre | François Rabelais                                                           |                                              |
| Tol Eressëa ou île Solitaire                                  | Au large des côtes du pays d'Aman, terre du Milieu                                                                                               | Résidence des Teleris et des Vavyars | Le Seigneur des Anneaux et Le Silmarillion                                                                                       | J.R.R. Tolkien                                                              | 1977                                         |
| Tracoda/Tracorde                                              | Océan Indien | Peuplée de troglodytes, ne s'exprimant qu'en sifflant comme des serpents, dont ils se nourrissent. Leur richesse est faite de pierres aux soixante couleurs nommées tracordice, qu'ils estiment pour sa beauté. | Livre des merveilles du monde | Jean de Mandeville                                                          | 1355 - 1357                                  |
| Tropditieux/Tropdiceux                                        | | Île d'origine des clergaux de l'île Sonnante. Parfois, une famille a tellement d'enfants qu'elle ne peut partager l'héritage sans le dilapider. Dans ce cas, elle envoie les plus jeunes dans l'île Sonnante, où leur subistance est assurée. | Le Cinquième Livre | François Rabelais                                                           | 1564                                         |
| Tsalal                                                        | Océan Austral | Traversée par une rivière à l'eau pourpre. | Les Aventures d'Arthur Gordon Pym et Le Sphinx des glaces                                                                        | Edgar Allan Poe pour l'un, Jules Verne pour l'autre                         | 1837 et 1897                                 |
| Uffa                                                          | Mer d'Irlande, sur la côte ouest de l'île écossaise d'Arran                                                                                      | Île presque inconnue des touristes, séparée d'Arran par un détroit secoué par les tourbillons. Au début de la nouvelle Les Cinq Pépins d'orange, le docteur Watson évoque une liste d'affaires qu'il a vécu avec Sherlock Holmes s'étant déroulées en 1887. L'une d'elle concerne « les singulières aventures des Grice Paterson dans l’île d’Uffa ». Arthur Conan Doyle n'a jamais raconté cette histoire ; René Reouven s'en est chargé dans Le Bestiaire de Sherlock Holmes. Cette île fut réutilisée par Jean-Pierre Croquet et Benoît Bonte dans leur bande dessinée Le Secret de l'île d'Uffa. | - Le Visiteur de minuit et Les Cinq Pépins d'orange, - Le Bestiaire de Sherlock Holmes, - Le Secret de l'île d'Uffa              | - Arthur Conan Doyle, - René Reouven, - Jean-Pierre Croquet et Benoît Bonte | 1891, 1891, 1987 et 2001                     |
| Utopia                                                        | Au large de l'Amérique latine | Île où vit une société idéale. | L'Utopie | Thomas More                                                                 | 1516                                         |
| Vénusia                                                       | Océan Atlantique, près de l'équateur | | L'île des femmes | Raymond Clauzel                                                             | 1922                                         |
| Villings                                                      | Océan Pacifique, fait peut-être partie de l'archipel d'Ellice                                                                                    | Propriété d'un certain professeur Morel, qui se livre à d'étranges expériences. Souhaitant imiter la vie, il fabriqua un appareil pouvant reproduire en trois dimensions toutes sortes d'objets et êtres vivants. Cela lui permit de conserver à jamais l'image de ses amis et faire revivre à volonté leur passé. Toutefois, les rayons générés par la machine pour enregistrer les scènes étant mortels, les habitants de l'île finirent par décéder. | L'Invention de Morel | Adolfo Bioy Casares                                                         | 1940                                         |
| W (île de)                                                    | Océan Pacifique, archipel de Terre de Feu, Chili                                                                                                 | Se déroule l'action de la partie fictive du roman autobiographique de l'auteur. Sa forme est celle « d'un crâne de mouton dont la mâchoire inférieure aurait été passablement disloquée ». Elle est régie selon un idéal sportif, dont les habitants sont maltraités pour les pousser à la victoire lors de diverses épreuves. | W ou le Souvenir d'enfance | Georges Perec                                                               | 1975                                         |
| Winton                                                        | Au milieu d'une mare anglaise | Îlot de taille variable, menant à un labyrinthe souterrain. | Under the Garden, nouvelle publiée dans Un certain sens du réel (en)                                                             | Graham Greene                                                               | 1963                                         |
| Xiros (île de)                                                | Mer Méditerranée (Mer Égée), loin des flux touristiques                                                                                          | En forme de tortue. Possède la particularité de marquer à jamais quiconque l'ayant vu, même de loin. | La isla a mediodía (es), nouvelle publiée dans Todos los fuegos el fuego (es)                                                    | Julio Cortázar                                                              | 1966                                         |
| Ys                                                            | | Située entre le monde certain et le monde incertain provenant d'une parcelle de Bretagne s'étant détachée du continent à la suite d'un cataclysme | Le Livre des étoiles (trilogie de fantasy)                                                                                       | Erik L'Homme                                                                | 2001 - 2003                                  |

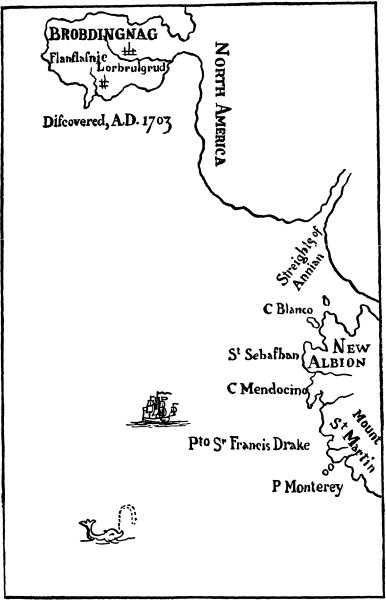
Carte de Brobdingnag, dans Les Voyages de Gulliver.
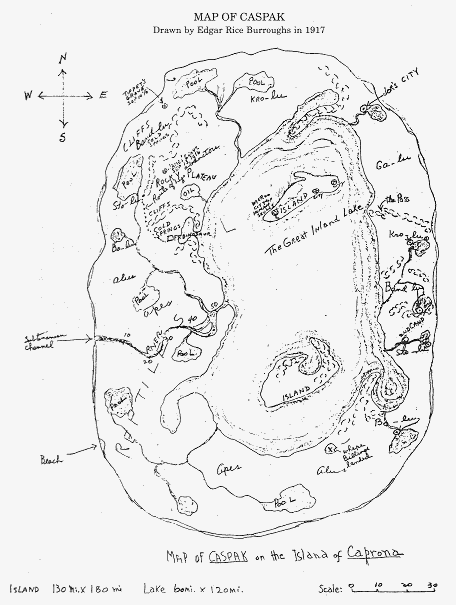
Caspak (ou Caprona (en)), Le Cycle de Caspak.
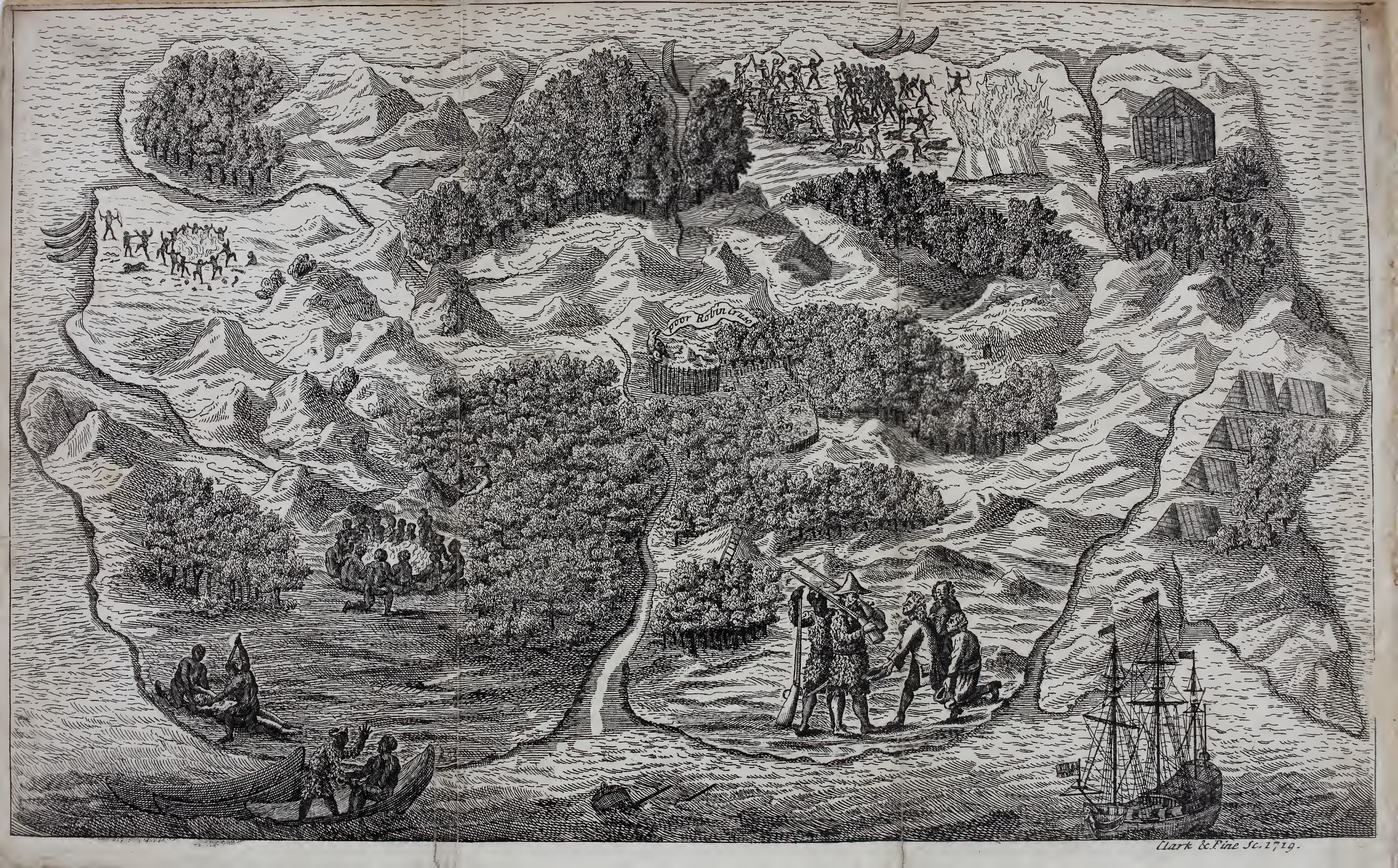
Carte illustrée de l'île de Robinson Crusoe, publiée dans Serious Reflections of Robinson Crusoe par Daniel Defoe.
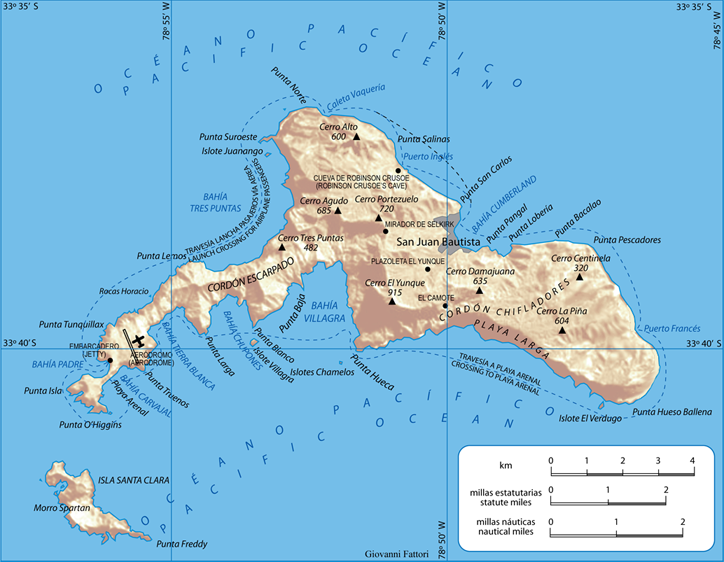
Carte de la "vraie" île de Robinson Crusoé.
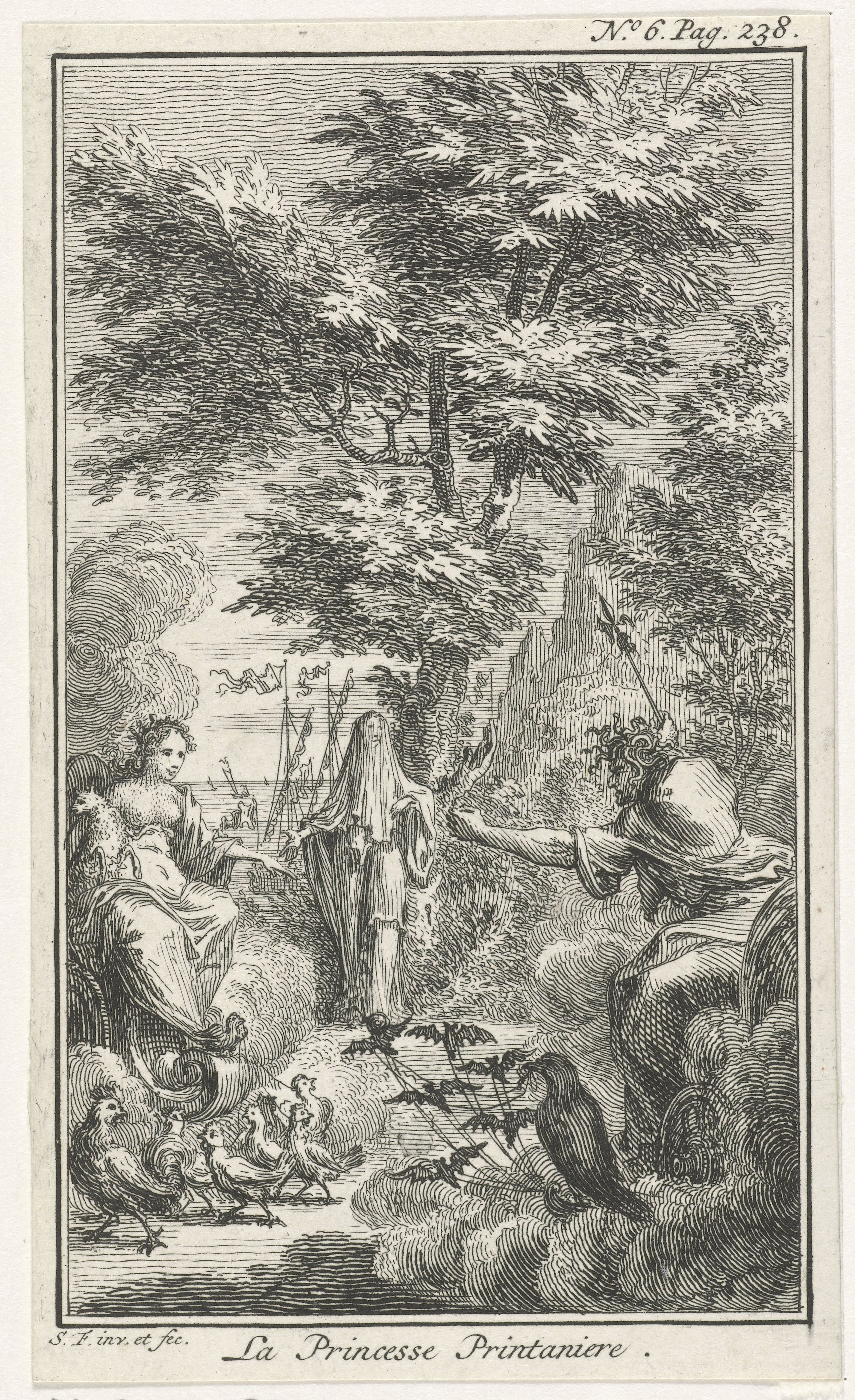
Combat entre deux fées sur l'île déserte des Écureuils, La Princesse Printanière.
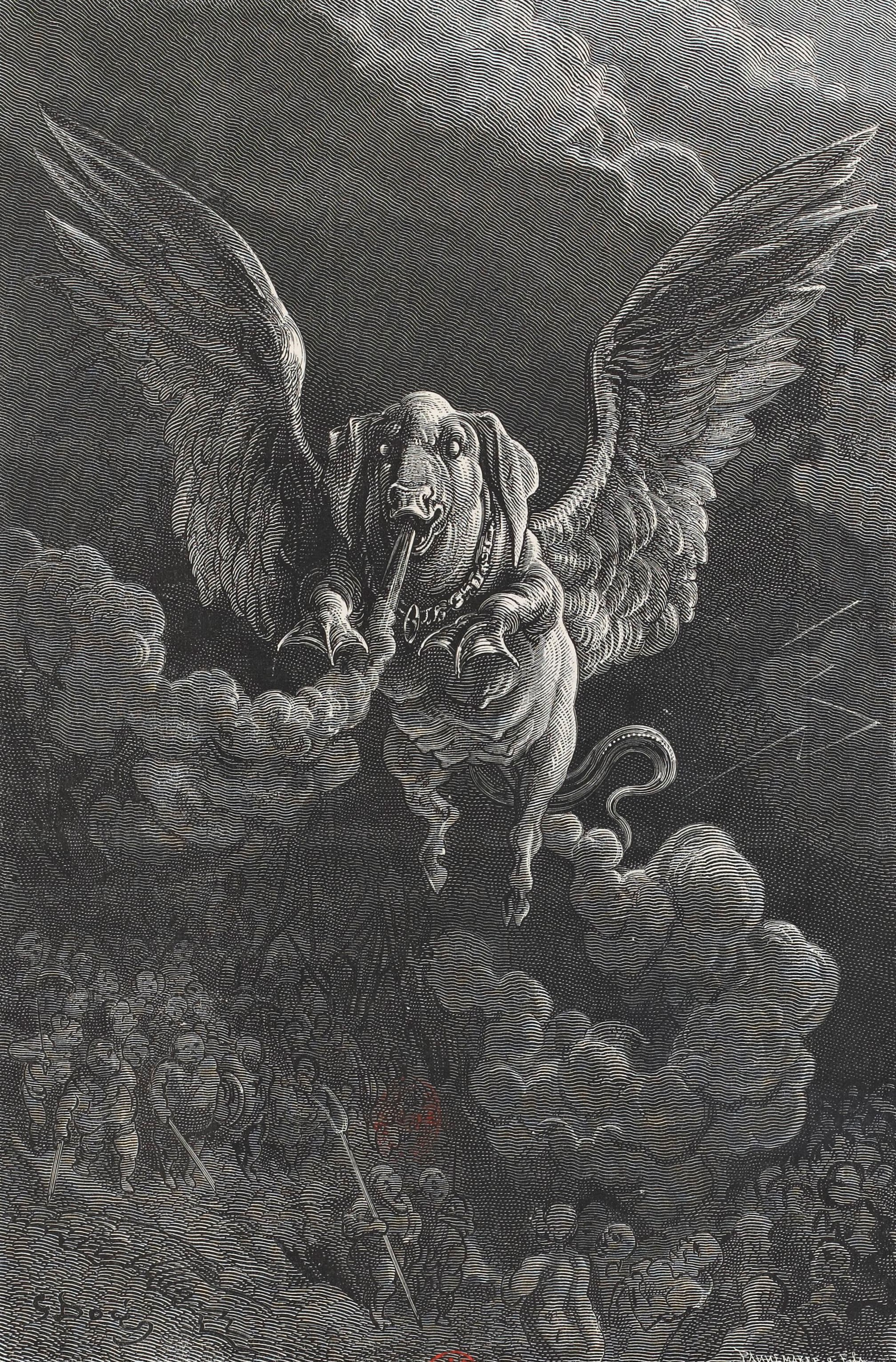
Mardi-Gras, le dieu créateur des Andouilles de l'île des Farouches (gravure de Gustave Doré), Le Quart Livre.
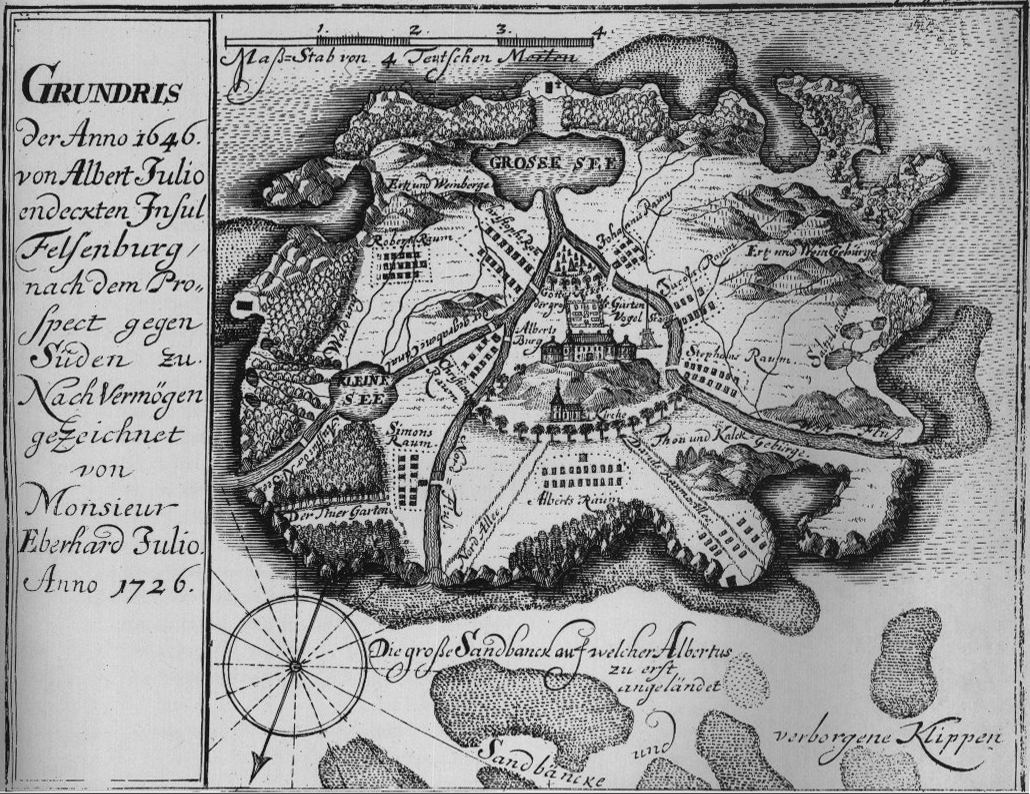
Carte de l'île Felsenburg
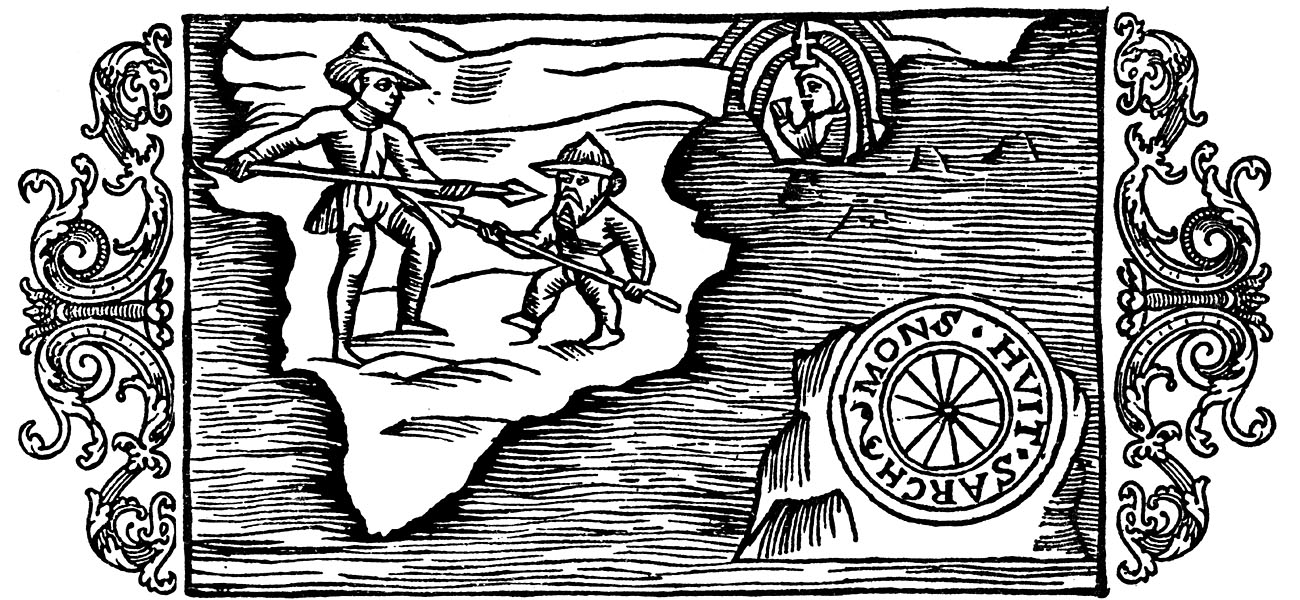
« Sur les nains du Groenland et l'île de Hvitsark », illustration de Historia de Gentibus Septentrionalibus, 1555. L'île imaginaire est à droite, sous la représentation d'un compas.
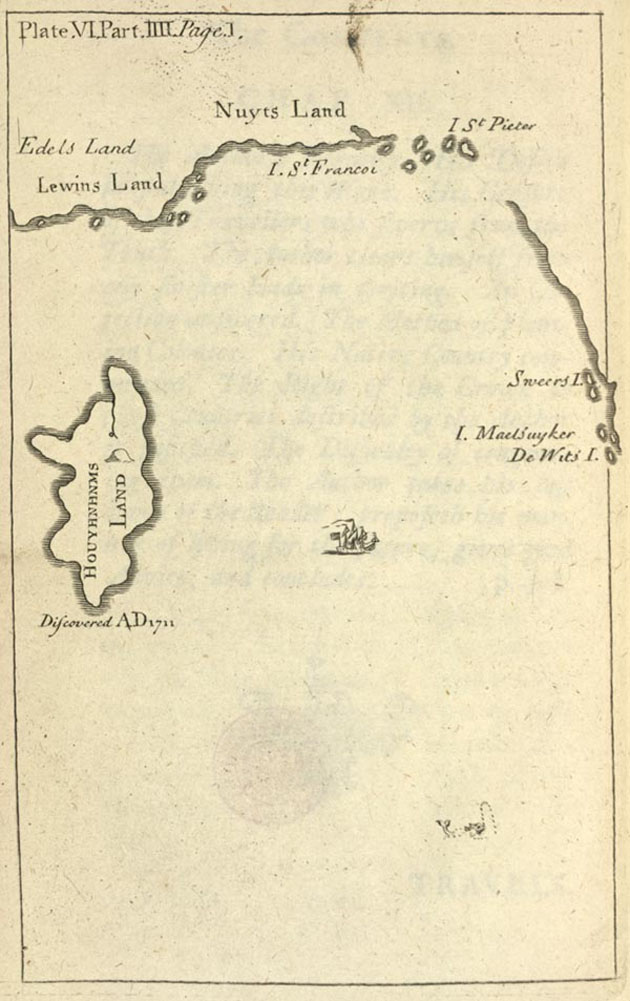
Carte du pays des Houyhnhnm, dans Les Voyages de Gulliver.
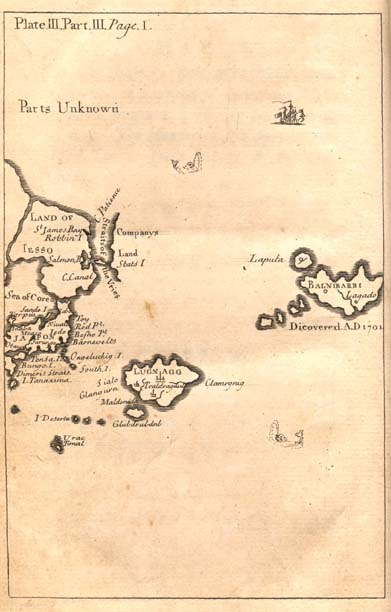
Carte de Laputa et d'autres îles autour, dans Les Voyages de Gulliver.
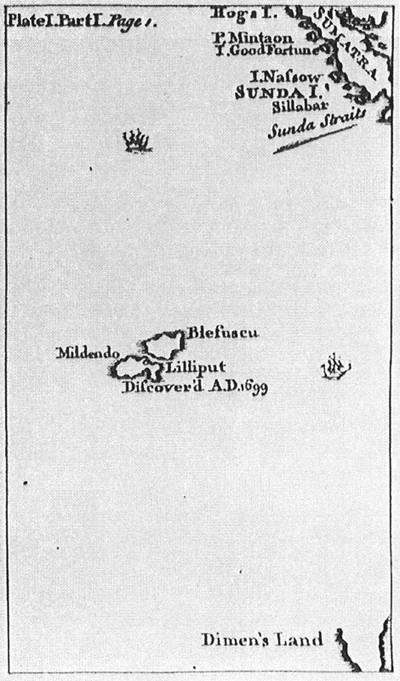
Carte de Lilliput et Blefuscu, dans Les Voyages de Gulliver.
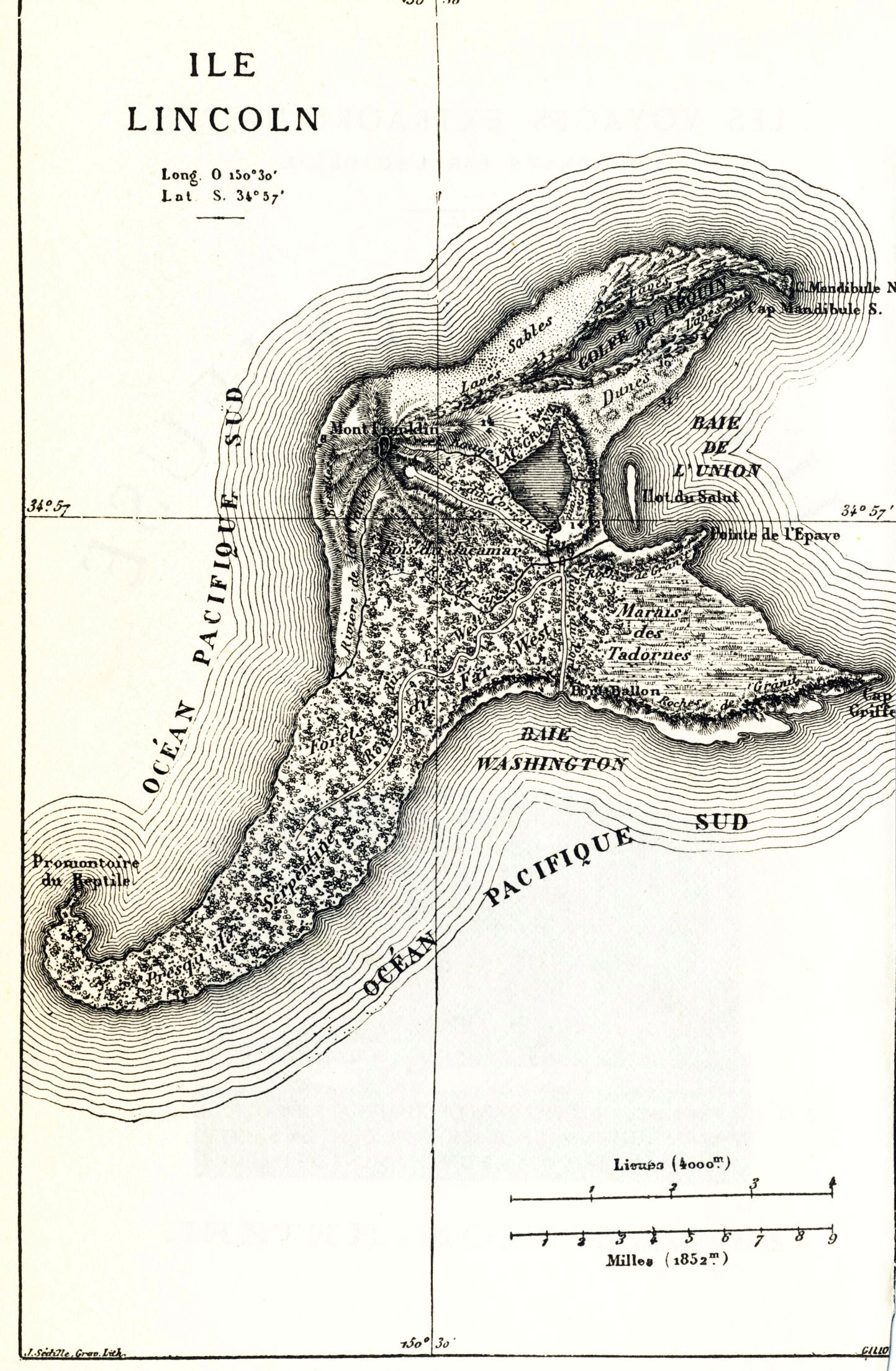
Carte de l'île Lincoln, L'Île mystérieuse.
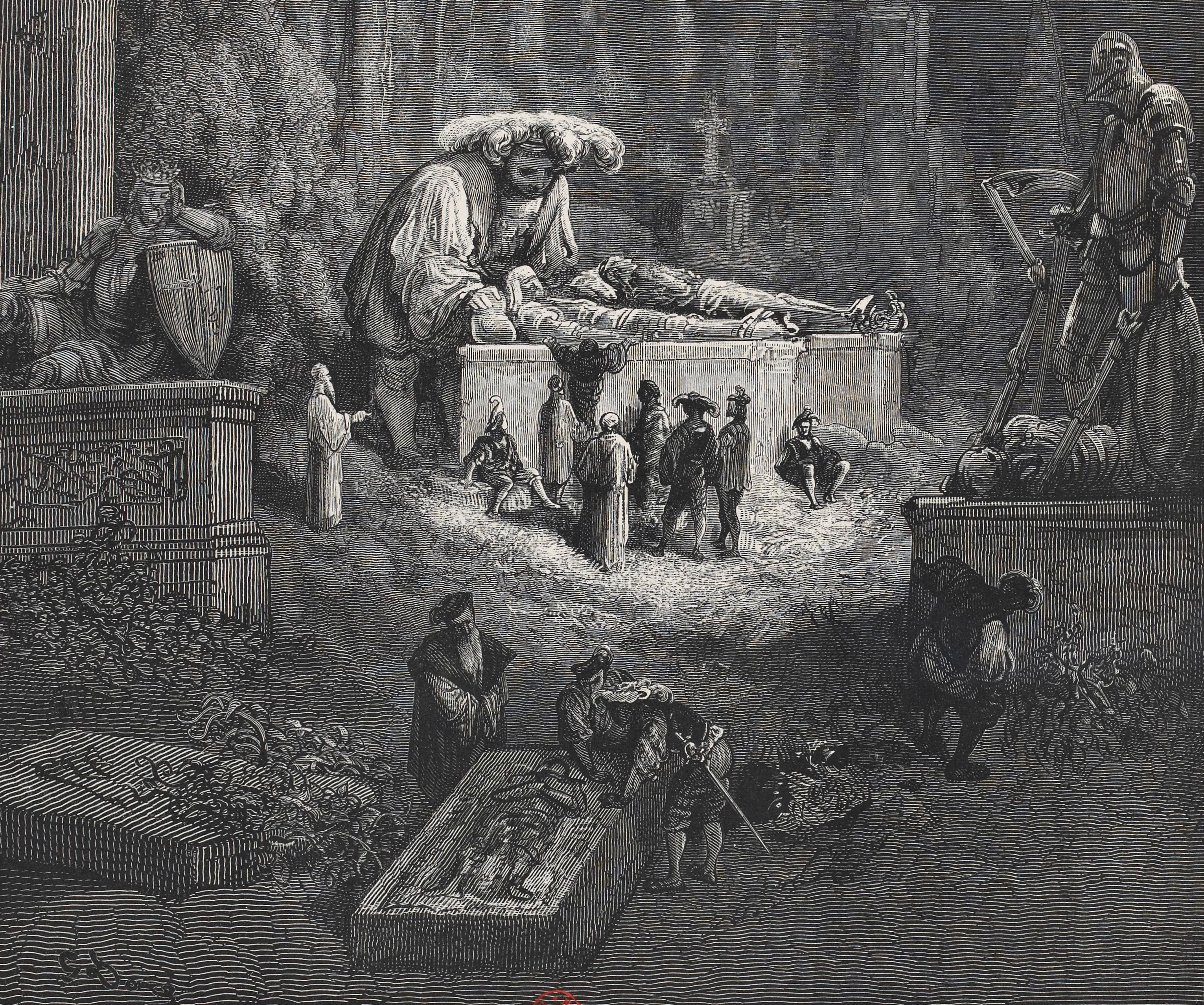
Tombes et antiquités visitées sur l'île des Macraeons (gravure de Gustave Doré), Le Quart Livre.
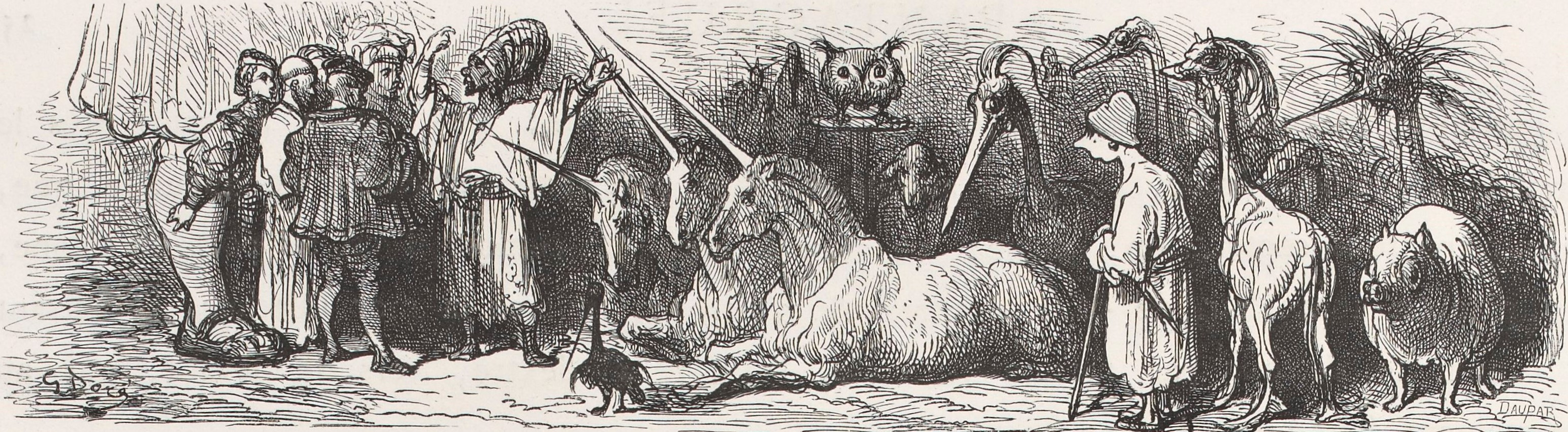
Des licornes sont à vendre dans l'île de Medamothi, Le Quart Livre.
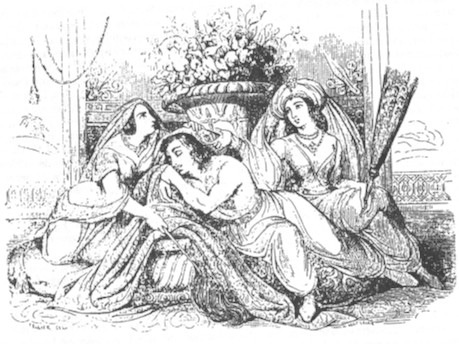
Prince des Îles Noires/d'Ébène, Le Conte du pêcheur et du démon.
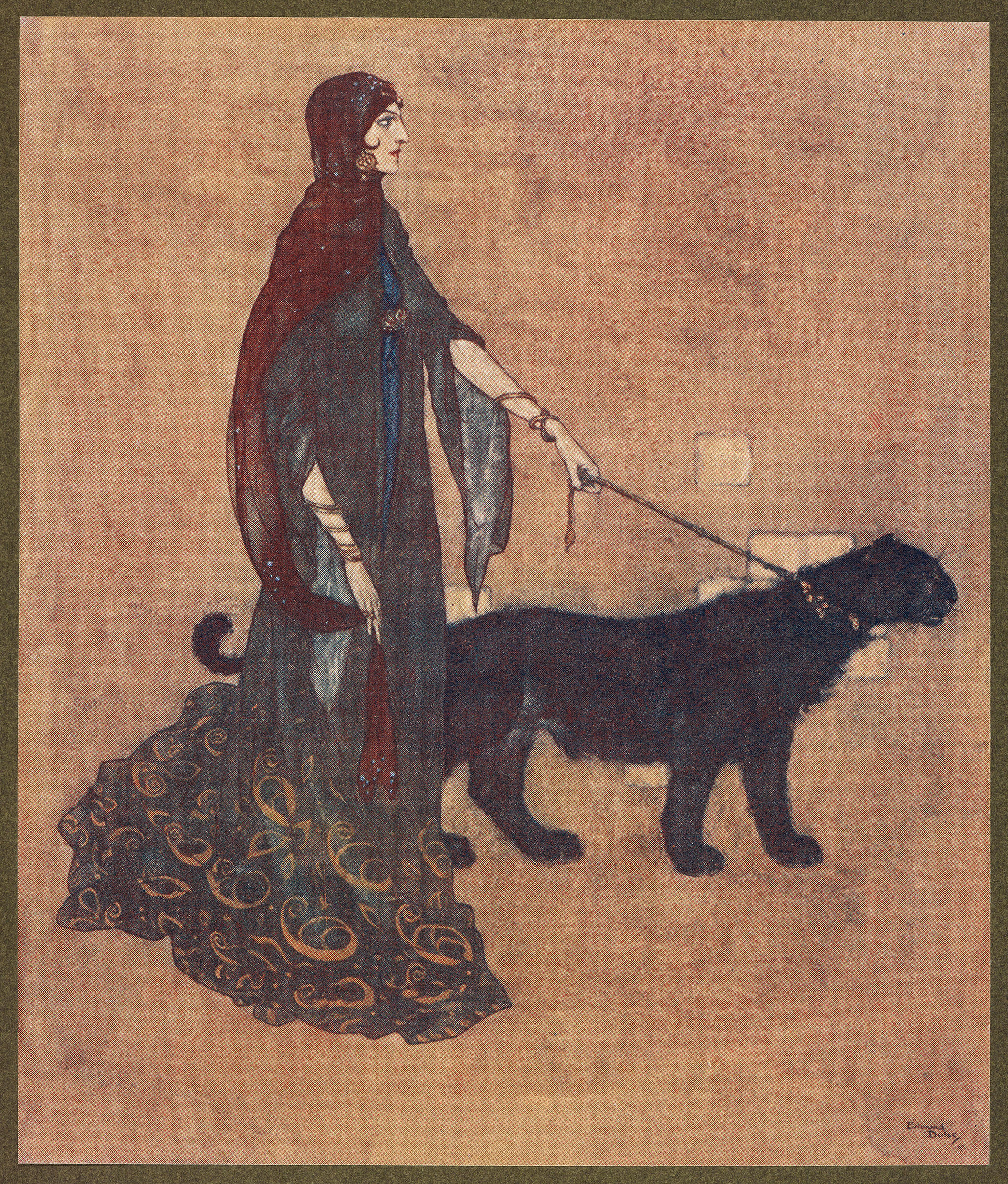
Princesse des Îles Noires/d'Ébène, Le Conte du pêcheur et du démon, illustration par Edmond Dulac (1911).
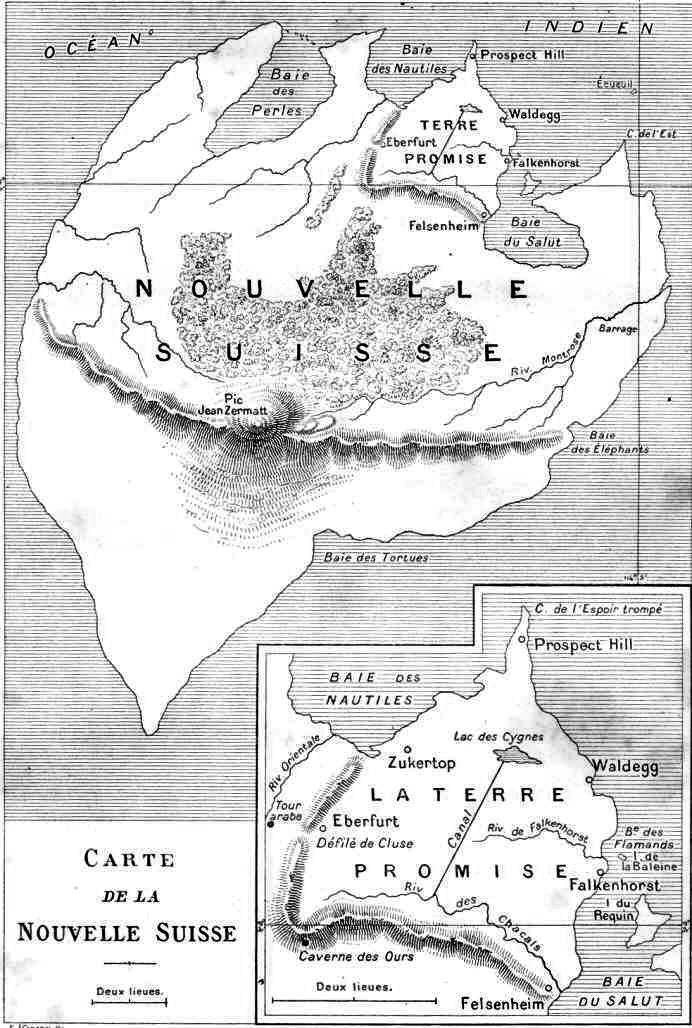
Carte de la Nouvelle Suisse, dans Seconde Patrie.
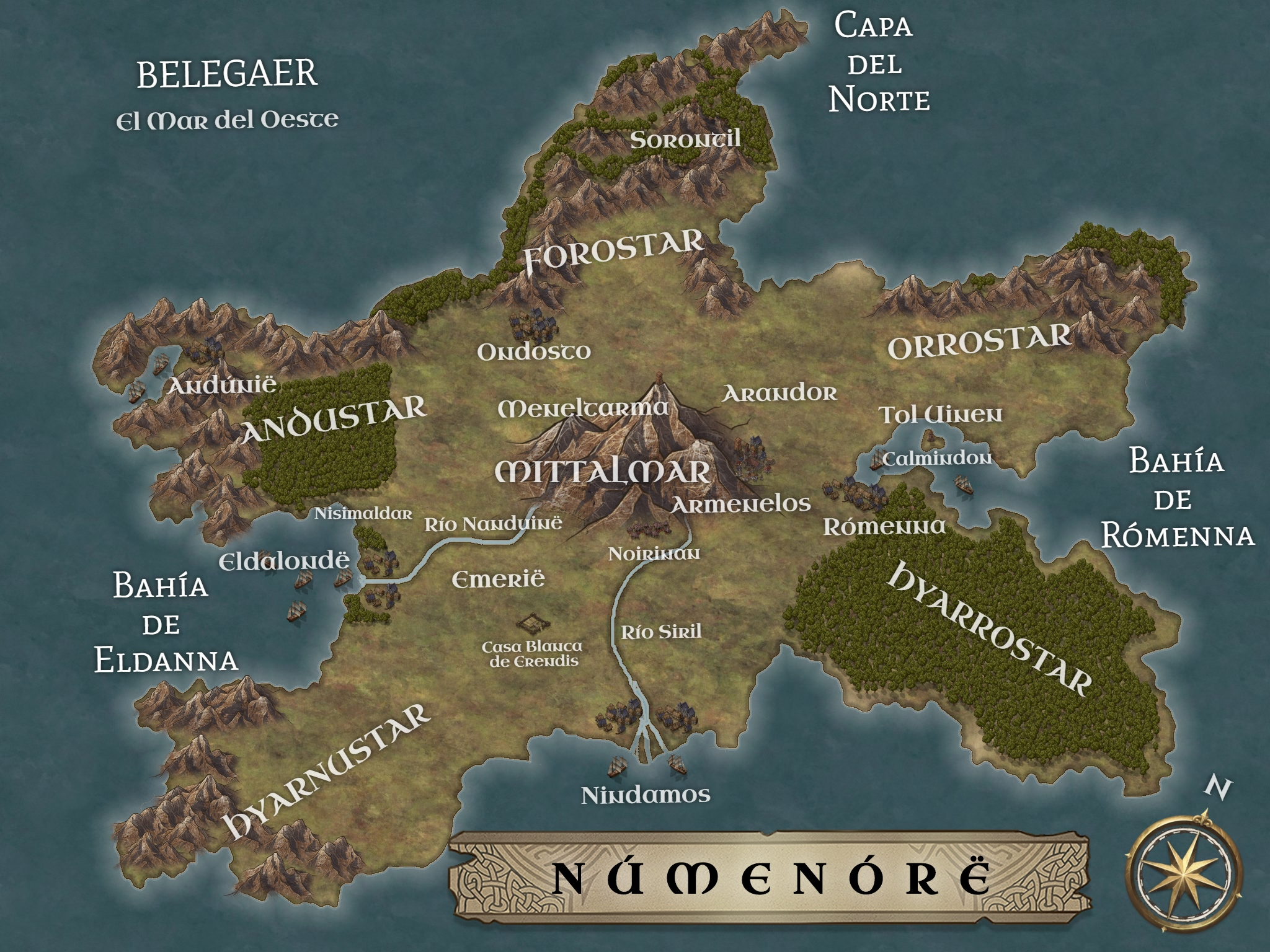
Carte de Númenor
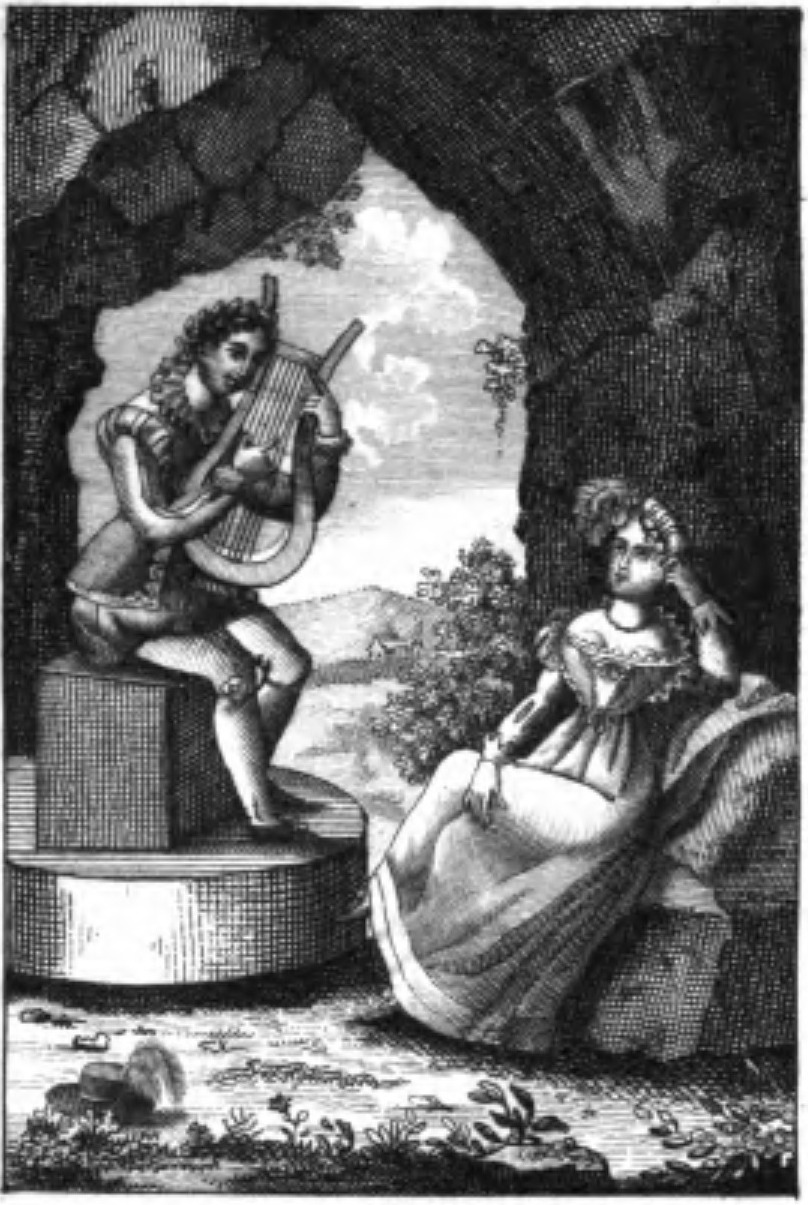
Princesse de l'île des Plaisirs tranquilles dans sa grotte de Diane, Le Prince Lutin.
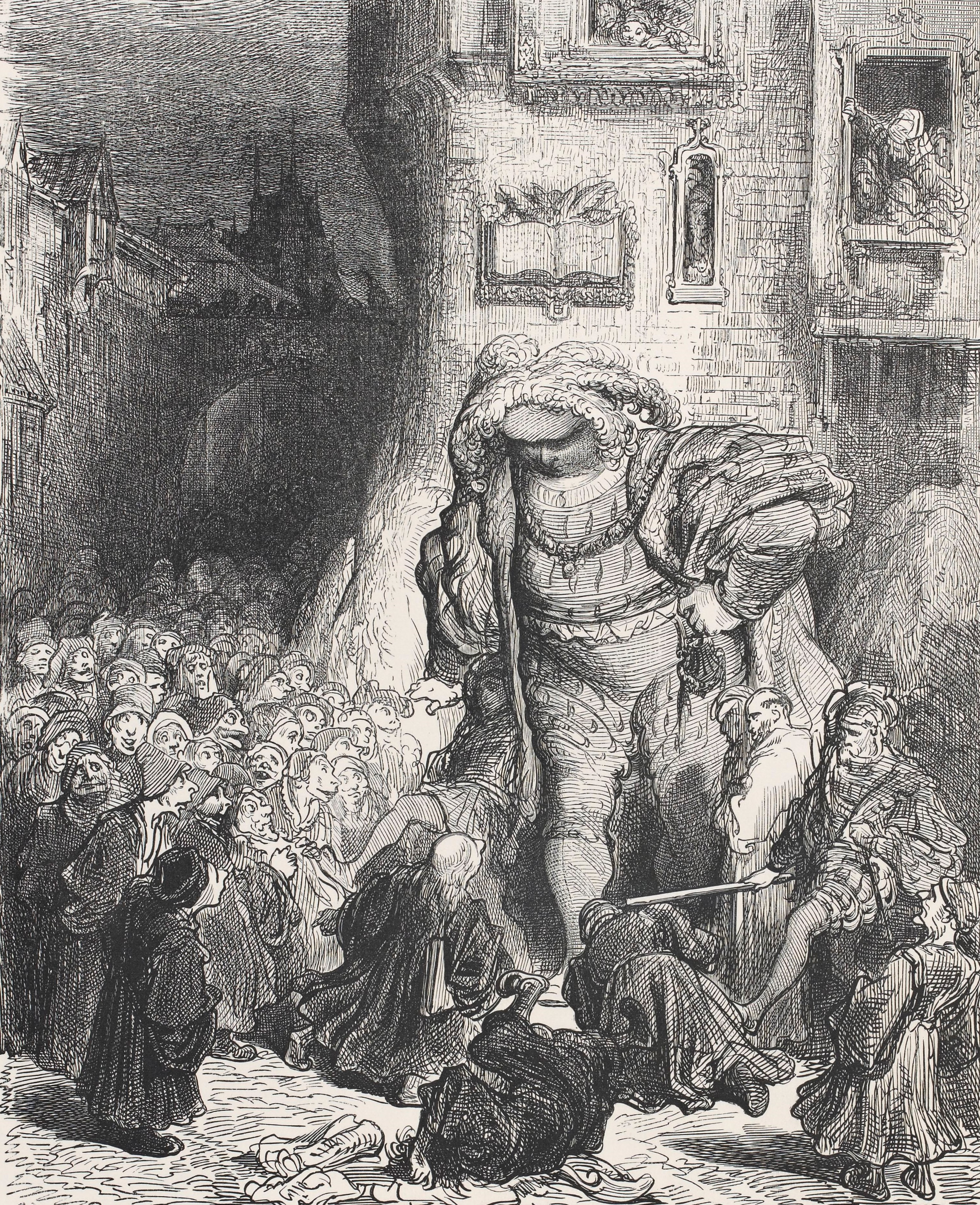
Les Chicanous de l'île de Procuration demandent à être battus (gravure de Gustave Doré), Le Quart Livre.
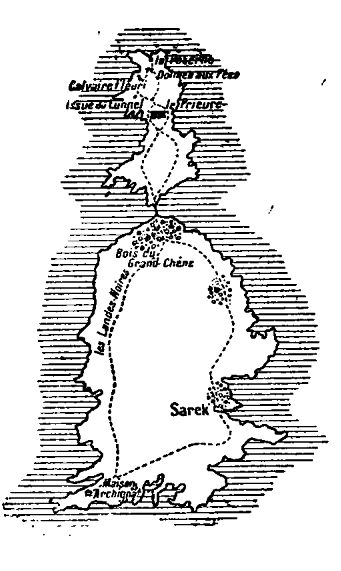
Plan de l'île de Sarek dans L'Île aux trente cercueils.
Carte de l'île de Sodor (ou Chicalor), Thomas et ses amis.

### Au cinéma
| Nom                | Localisation (en italique, lieux fictifs)                                                                   | Caractéristiques | Œuvre                                                                                  | Réalisateur                                                                              | Date                   |
| ------------------ | --- | --- | -------------------------------------------------------------------------------------- | ---------------------------------------------------------------------------------------- | ---------------------- |
| Absolom            | | Île-prison où règne la loi de la jungle. | Absolom 2022                                                                           | Martin Campbell                                                                          | 1994                   |
| Amity Island       | Proche de New York                                                                                          | Île subissant les attaques d'un requin. | Les Dents de la mer                                                                    | Steven Spielberg                                                                         | 1975                   |
| Astragard          | Océan Arctique                                                                                              | Île volcanique du grand nord polaire sur laquelle une colonie viking vit en autarcie depuis des siècles. | L'Île sur le toit du monde                                                             | Robert Stevenson                                                                         | 1974                   |
| Cascara            | Mer des Caraïbes                                                                                            | île minuscule, possession de l'Empire britannique. | Ouragan sur l'eau plate                                                                | Dick Clement                                                                             | 1985                   |
| Crâne (Ile du)     | Au large de Sumatra dans les films de 1933 et de 2005. Dans l'océan Pacifique dans ceux de 1976 et de 2017. | Abrite un singe géant nommé King Kong. | King Kong, ainsi que plusieurs de ses suites, remakes et reboots.                      | Merian C. Cooper et Ernest B. Schoedsack (pour le premier)                               | 1933 (pour le premier) |
| Crusoeland         | Océan Pacifique                                                                                             | Atoll regorgeant d'uranium. | Atoll K                                                                                | Laurel et Hardy                                                                          | 1951                   |
| Dryland            | Mont Everest                                                                                                | Dans un futur où la Terre est totalement recouverte d'eau, cette montagne constitue une île mythique émergeant des mers.                                                                                     | Waterworld                                                                             | Kevin Reynolds                                                                           | 1995                   |
| Guerrelande        | Au large de la Bretagne                                                                                     | Petite île siège d'un royaume indépendant. | King Guillaume                                                                         | Pierre-François Martin-Laval                                                             | 2009                   |
| Moonscar           | États-Unis, dans un bayou de la Louisiane.                                                                  | Scooby-Doo et ses amis se rendent sur cette île hantée pour y enquêter sur une histoire de zombies. | Scooby-Doo sur l'île aux zombies et Scooby-Doo : Retour sur l'île aux zombies          | Jim Stenstrum pour l'un, Cecilia Aranovich Hamilton et Ethan Spaulding (en) pour l'autre | 1998 et 2019           |
| Nublar (Isla)      | Au large du Costa Rica                                                                                      | Rendue célèbre par son parc d'attractions aux dinosaures. | Jurassic Park                                                                          | Steven Spielberg                                                                         | 1993                   |
| Patusan            | Mer de Chine méridionale                                                                                    | Royaume insulaire. | Surf Ninjas                                                                            | Neal Israel                                                                              | 1993                   |
| Petrie             | Océan Atlantique, à l'est de l'Irlande                                                                      | Envahie par des créatures vidant leurs victimes de leurs os. | L'Île de la terreur                                                                    | Terence Fisher                                                                           | 1966                   |
| Plaisirs (île des) | Europe | Ses prêtresses exaucent tous les désirs du visiteur, pouvant leur procurer toutes sortes d'aliments comme l'ambroisie. Mais il n'y a pas de sangliers, au grand dam d'Obélix, qui préféra quitter les lieux. | Les Douze Travaux d'Astérix                                                            | René Goscinny & Albert Uderzo                                                            | 1976                   |
| Poubelle (Île)     | | Île servant de décharge, sur laquelle vivent des chiens bannis. | L'Île aux chiens                                                                       | Wes Anderson                                                                             | 2018                   |
| San Marcos         | Mer des Caraïbes                                                                                            | État en proie à une guerre civile. | Bananas                                                                                | Woody Allen                                                                              | 1971                   |
| San Monique        | Mer des Caraïbes                                                                                            | Dirigée par un dictateur qui est combattu par James Bond. | Vivre et laisser mourir                                                                | Guy Hamilton                                                                             | 1973                   |
| San Sebastian      | Mer des Caraïbes, proche d'Haïti                                                                            | Des rites vaudous y sont pratiqués. | Vaudou                                                                                 | Jacques Tourneur                                                                         | 1943                   |
| Isla Sorna         | Au large du Costa Rica, près d'Isla Nublar                                                                  | Autre île à dinosaures. | Le Monde perdu : Jurassic Park                                                         | Steven Spielberg                                                                         | 1997                   |
| Shutter Island     | Boston Harbor, baie du Massachusetts                                                                        | Île abritant un hôpital psychiatrique. | Shutter Island (adaptation du roman homonyme)                                          | Martin Scorsese                                                                          | 2010                   |
| Swallow-en-Château | Océan Atlantique                                                                                            | | Tempête de boulettes géantes et L'Île des Miam-nimaux : Tempête de boulettes géantes 2 | Phil Lord et Chris Miller pour le premier, Cody Cameron et Kris Pearn pour le second     | 2009 et 2013           |
| Val Verde          | Amérique | Recèle l'épée légendaire du pirate « La Buse ». | Jack Mimoun et les Secrets de Val Verde                                                | Malik Bentalha et Ludovic Colbeau-Justin                                                 | 2022                   |

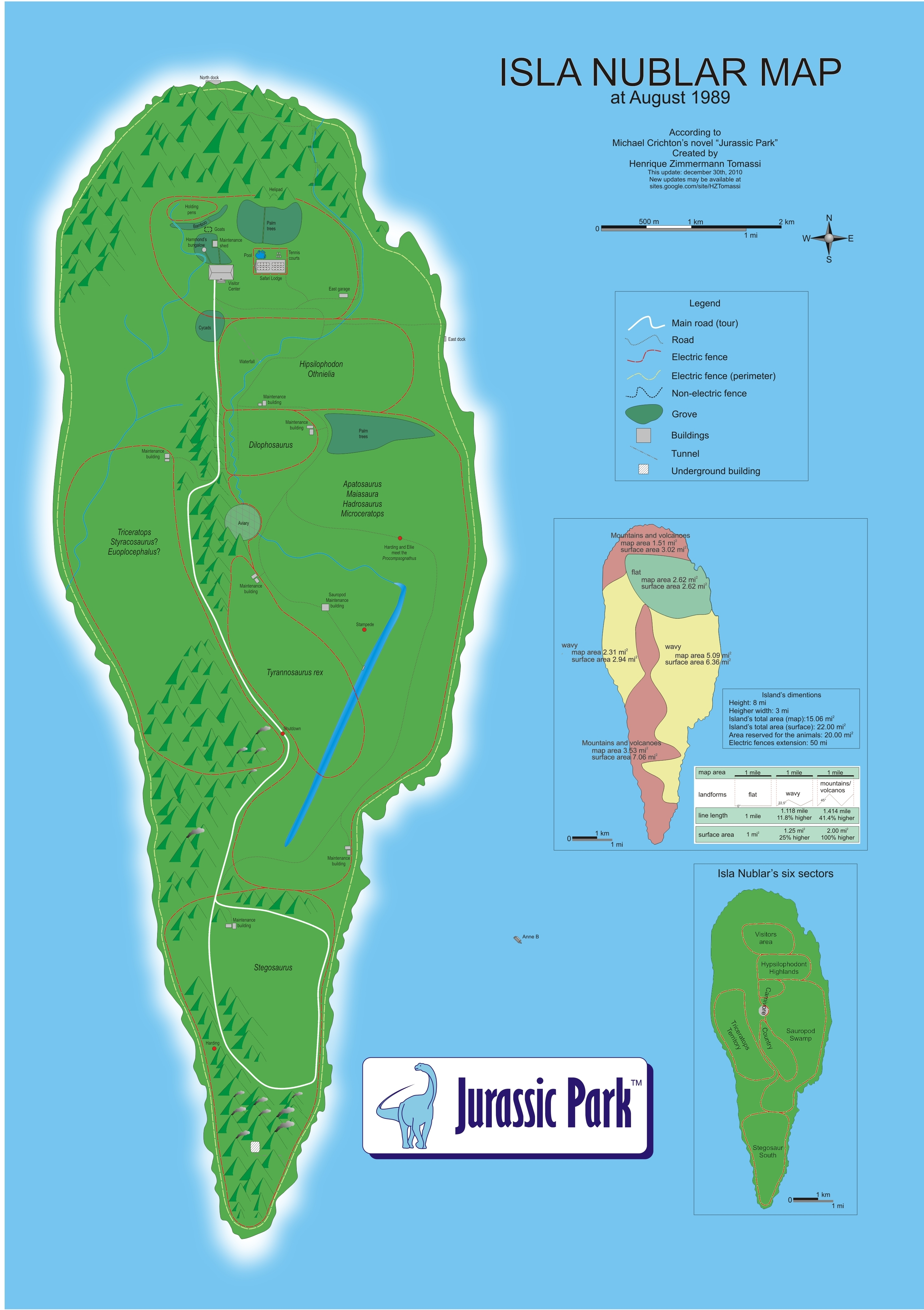
Carte de la Isla Nublar, Jurassic Park.
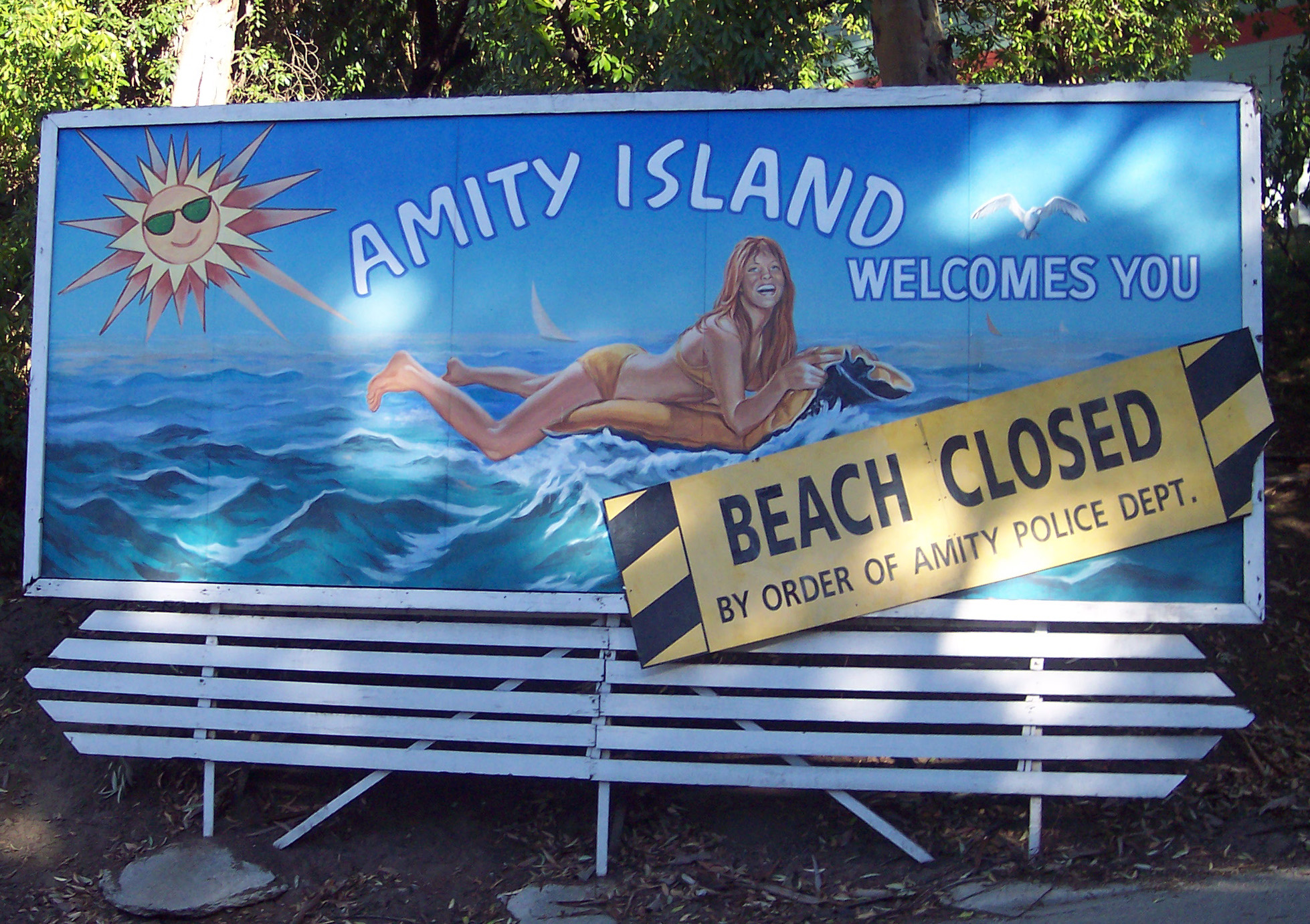
Panneau situé dans les Studios Universal à Hollywood, à l'entrée de l'attraction « Jaws ride », vantant Amity Island (Les Dents de la mer). Il imite celui que l'on voit dans le film, lorsque Martin Brody sort de chez lui pour se rendre sur les lieux de la disparition de la première victime.

### Dans les spectacles vivants
| Nom            | Localisation             | Caractéristiques                                | Œuvre                            | Producteur/Auteur                     | Date |
| -------------- | ------------------------ | ----------------------------------------------- | -------------------------------- | ------------------------------------- | ---- |
| Bali Ha'i (en) | Vanuatu, océan Pacifique | île volcanique, basée sur Ambae, île du Vanuatu | South Pacific (comédie musicale) | Oscar Hammerstein II et Joshua Logan  | 1949 |
| Utopia         | Océan Pacifique sud      | Gouvernée par le roi Paramount                  | Utopia, Limited (en) (opéra)     | Arthur Sullivan et William S. Gilbert | 1893 |

### Dans les jeux vidéo
| Nom                                     | Localisation (en italique, lieux fictifs)                | Caractéristiques | Œuvre                                                                  | Date          |
| --------------------------------------- | -------------------------------------------------------- | --- | ---------------------------------------------------------------------- | ------------- |
| Acidophilus                             | Mer Méditerranée, Grèce                                  | Un PDG y complote afin de débarrasser le monde du lait de vache. | James Renard : Opération Milkshake                                     | 1997          |
| Algonquin                               | Océan Atlantique, nord-est des États-Unis, Liberty City  | Double fictif de Manhattan. | Grand Theft Auto IV                                                    | 2008          |
| Altis et Stratis                        | Mer Méditerranée (Mer Égée)                              | République insulaire située sur ces deux îles. Elles sont inspirées des îles grecques de Lemnos et Ágios Efstrátios.                                                                                       | ARMA III                                                               | 2013          |
| Angel Island                            |                                                          | Île flottante où vit Knuckles et qui abrite des Émeraudes du chaos. | Sonic the Hedgehog 3 et des épisodes ultéreurs                         | 1994          |
| Banoi                                   | Océan Pacifique, proche de la Papouasie-Nouvelle-Guinée  | Un terrible virus y transforme tous les humains en zombies. | Dead Island                                                            | 2011          |
| Blood Island (Île du sang)              | Mer des Caraïbes, près de Skull Island                   | Île enveloppée dans l'obscurité. | The Curse of Monkey Island                                             | 1997          |
| Flickies' Island                        |                                                          | Y vivent les Flickies, des êtres inoffensifs. | Sonic 3D: Flickies' Island                                             | 1996          |
| Jackson Island                          |                                                          | Ancien repaire de pirates | L'Album secret de l'oncle Ernest & L'Île mystérieuse de l'oncle Ernest | 1998 & 2000   |
| Jambalaya Island                        | Mer des Caraïbes, près de Mêlée Island.                  | Ancien repaire de pirates, devenu destination touristique. | Escape from Monkey Island                                              | 2000          |
| J'nanin                                 | Dans un monde parallèle                                  | Âge (monde) pédagogique écrit par Atrus pour ses fils Sirrus et Achenar. Ceux-ci y emprisonnèrent leur ancien pédagogue Saavedro, qui y resta exilé 20 ans. On y trouve quatre tours en forme de défenses. | Myst III: Exile                                                        | 2001          |
| Knuttin atoll                           | Mer des Caraïbes, près de Jambalaya Island               | S'y trouve unr école de rééducation des pirates. | Escape from Monkey Island                                              | 2000          |
| Lucre Island (L'île de Lucre)           | Mer des Caraïbes, près de l'Archipel des Trois Îles      | Île pirate abritant le seul cabinet d'avocats de la région. | Escape from Monkey Island                                              | 2000          |
| Maupiti                                 | Océan indien                                             | Constitue un petit avant-poste colonial. A ne pas confondre avec la bien réelle île de Maupiti, située dans l'océan pacifique.                                                                             | Maupiti Island                                                         | 1990          |
| Mêlée Island                            | Mer des Caraïbes, près de Mêlée Island.                  | Île pirate, une des trois îles gouvernées par Elaine Marley. | Série Monkey Island                                                    | (1990 - 2009) |
| Monkey Island                           | Mer des Caraïbes                                         | Peuplée de singes, que l'on ne peut atteindre que par l'intermédiaire d'un typhon vaudou. | Série Monkey Island                                                    | (1990 - 2009) |
| Myst                                    | Dans un monde parallèle                                  | Aménagée, entre autres d'une bibliothèque, d'une tour, d'un clocher, d'un dirigeable et d'un planétarium.                                                                                                  | Série Myst                                                             | (1993 - 2005) |
| Panao                                   | Au sud de la Thaïlande                                   | Archipel vivant sous dictature. | Just Cause 2                                                           | 2010          |
| Pelago Commonwealth                     | Micronésie, mer de Manaurai                              | | Endless Ocean                                                          | 2009          |
| Plunder Island                          | Mer des Caraïbes                                         | Île pirate, une des trois îles gouvernées par Elaine Marley. | The Curse of Monkey Island                                             | 1997          |
| Resort Island                           |                                                          | S'y déroule un championnat de course. | Sonic R                                                                | 1997          |
| Riven                                   | Dans un monde parallèle                                  | Île tropicale qui se disloqua en un archipel de cinq îles. | Série Myst                                                             | (1993 - 2005) |
| Sahrani                                 | Océan Atlantique                                         | Divisée entre deux pays : la République Démocratique de Sahrani (communiste) au nord, et le Royaume de Sahrani du Sud au sud.                                                                              | ARMA: Armed Assault                                                    | 2006          |
| Shipwreck, Airplane, Volcano et Crystal |                                                          | Groupe d'îles sur lesquelles tentent de survivre des Sims. | Les Sims 2 : Naufragés                                                 | 2007          |
| South Island                            |                                                          | Antre du Dr Ivo Robotnik. | Sonic the Hedgehog                                                     | 1991          |
| Archipel des Trois Îles                 | Mer des Caraïbes                                         | Composé des îles Phatt, Booty (île pirate) et Scabb | Série Monkey Island                                                    | (1990 - 2009) |
| Tropico                                 | Mer des Caraïbes                                         | État insulaire | Tropico                                                                | 2001          |
| West Side Island                        |                                                          | | Sonic the Hedgehog 2                                                   | 1992          |
| Yamatai                                 | Océan Pacifique, « Triangle du Dragon », au sud du Japon | Lara Croft apprend à y survivre en milieu hostile. L'île est inspirée du Yamatai, ancien royaume japonais.                                                                                                 | Tomb Raider (2013)                                                     | 2013          |

### En bande dessinée
| Nom | Localisation (en italique, lieux fictifs)                        | Caractéristiques | Œuvre                                             | Auteur                                                     | Date                     |
| --- | ---------------------------------------------------------------- | --- | ------------------------------------------------- | ---------------------------------------------------------- | ------------------------ |
| Area D |                                                                  | Sert de prison à des humains ayant développés des pouvoirs surnaturels.                                                                        | Area D                                            | Kyōichi Nanatsuki (scénario) et par Yang Kyung-il (dessin) | 2012 – 2016              |
| Alabasta | Océan de Grand Line, dans un autre monde que la Terre.           | Royaume désertique contrôlé par le Capitaine Corsaire Crocodile.                                                                               | One Piece                                         | Eiichirō Oda                                               | 1999 (création)          |
| Las Ananas |                                                                  | Dirigée par l'injuste gouverneur Hernandez de la Banane.                                                                                       | Pépito                                            | Luciano Bottaro                                            | 1951 (création)          |
| Bagalia (en) |                                                                  | Île souveraine peuplée par des Maîtres du mal.                                                                                                 | Univers Marvel                                    |                                                            |                          |
| Bongo |                                                                  | Île tropicale gouvernée par un roi feignant.                                                                                                   | Pim Pam Poum                                      | Rudolph Dirks                                              | 1897 (création)          |
| Corto Maltese (en) | Océan Pacifique, à proximité de la côte de l’Amérique du Sud     | Île déchirée par la guerre. | Univers DC                                        |                                                            |                          |
| Crocodile et du Crabe | Mer des Caraïbes                                                 | L'île Crocodile, au gouvernement dictatorial, domine celle du Crabe, de petite taille.                                                         | La Patrouille des Castors : L'Île du crabe        | Jean-Michel Charlier                                       | 1986                     |
| Drum | Océan de Grand Line, dans un autre monde que la Terre.           | Vit sous le joug du tyran Wapol. | One Piece                                         | Eiichirō Oda                                               | 1999 (création)          |
| Escondida (l’île cachée en espagnol)                                                                                         | Océan Pacifique, au sud du Vanuatu                               | Servant de repaire à un pirate surnommée "Le Moine".                                                                                           | Corto Maltese : La Ballade de la mer salée        | Hugo Pratt                                                 | 1967 à 1969              |
| Génosha | Océan Indien, au nord des Seychelles                             | État insulaire, terre d'accueil pour les mutants de toute la planète.                                                                          | Univers Marvel                                    | Chris Claremont (scénario) Rick Leonardi (en)(dessins)     | 1988 (création)          |
| Laugh Tale | Océan de Grand Line, dans un autre monde que la Terre.           | Le Seigneur des Pirates, Gol D. Roger, y aurait caché le One Piece, fabuleux trésor.                                                           | One Piece                                         | Eiichirō Oda                                               | 1999 (création)          |
| Lilipanga | Océan Atlantique, au large de l'embouchure du fleuve Congo       | Abrite deux tribus pygmées, qui se faisaient autrefois la guerre.                                                                              | Spirou et Fantasio : Spirou chez les pygmées      | Franquin                                                   | 1949                     |
| Madripoor | Océan Indien, près de Singapour                                  | Principauté insulaire. | Univers Marvel                                    |                                                            |                          |
| Maladives (Îles) |                                                                  | Parodie des Îles Maldives | Lovely Planet                                     | Téhem                                                      |                          |
| Maracatoquã | Mer des Caraïbes, au large du Belize                             | Une mission sert de refuge à un homme accusé de meurtre.                                                                                       | Corto Maltese : À cause d’une mouette             | Hugo Pratt                                                 | 1970                     |
| Molmol et Pararakelse | Océan Pacifique, près de la ligne de changement de date.         | La culture et le peuple de Molmol rappellent ceux de l'Inde.                                                                                   | Love Hina                                         | Ken Akamatsu                                               | 1998 – 2001              |
| Muir (Île de) | Écosse, Cap Wrath                                                | Contient notamment le centre de recherches génétiques.                                                                                         | Univers Marvel                                    | Chris Claremont et Dave Cockrum                            | 1977                     |
| Noire (île) | Écosse, près du village côtier de Kiltoch, quelque part au nord. | Sert de repaires à des faux-monnayeurs. | Les Aventures de Tintin : L'Île Noire             | Hergé                                                      | 1938                     |
| "O", "C", "É", "A" et "N" de OCÉAN, ainsi que "A", "T", "L", "second A", "N", "second T", "I", "Q", "U" et "E" de ATLANTIQUE | Océan Atlantique                                                 | Archipel dont les îles forment les lettres de "Océan Atlantique".                                                                              | Philémon                                          | Fred                                                       | 1965 - 2013              |
| Péligros | Sans doute dans le sud-est asiatique                             | Le volcan éteint Matua qui l'orne est en fait une créature ancienne liée par une malédiction qu'il faut renouveler de crainte qu'il ne revive. | Le Spirit : Aventures exotiques                   | Will Eisner                                                | 1978 (édition française) |
| Port-Ducal | Mer des Caraïbes, au sud-ouest de la Guadeloupe                  | République indépendante, où se pratique le culte du vaudou.                                                                                    | Corto Maltese : Vaudou pour Monsieur le président | Hugo Pratt                                                 |                          |
| Pulau-pulau Bomp | Indonésie                                                        | Île volcanique servant de repaire à Rastapopoulos                                                                                              | Les Aventures de Tintin : Vol 714 pour Sydney     | Hergé                                                      | 1968                     |
| Quetzal | Mer des Caraïbes, près de Misteriosa Bank (en)                   | Mène à Mû et l'Atlantide. | Corto Maltese : Mû                                | Hugo Pratt                                                 | 1992                     |
| Songe | Japon                                                            | Île natale de Yoko Tsuno. | Yoko Tsuno                                        | Roger Leloup                                               |                          |
| Suicide Island |                                                                  | Des personnes ayant tenté de se suicider y sont bannis par le gouvernement japonais.                                                           | Suicide Island                                    | Kōji Mori                                                  | 2008 - 2016              |
| Tangerines (Îles) | Océan Atlantique, peut-être en mer des Caraïbes                  | Archipel où vivent des Sélénites. | De cape et de crocs (plusieurs albums)            | Alain Ayroles (scénario) et Jean-Luc Masbou (dessin)       | 1995 - 2002              |
| Themyscira (ou Paradise Island)                                                                                              |                                                                  | Terre natale de Wonder Woman et de ses sœurs Amazones                                                                                          | Univers DC                                        | William Moulton Marston & H. G. Peter                      | 1940 (création)          |
| Tora Torapa | Polynésie                                                        | Contient une ancienne base de Zorglub. | Spirou et Fantasio : Tora Torapa                  | Jean-Claude Fournier                                       | 1973                     |
| Water Seven | Océan de Grand Line, dans un autre monde que la Terre.           | Inspirée de Venise, elle est gouvernée par un maire élu.                                                                                       | One Piece                                         | Eiichirō Oda                                               | 1999 (création)          |

### Dans la musique
| Nom       | Localisation  | Caractéristiques                                              | Œuvre | Auteur       | Date |
| --------- | ------------- | ------------------------------------------------------------- | ----- | ------------ | ---- |
| Aquabania | Pacifique sud | Foyer des membres du groupe The Aquabats dans leur mythologie |       | The Aquabats |      |

### À la télévision
| Nom             | Localisation (en italique, lieux fictifs)               | Caractéristiques | Œuvre                                                        | Créateur                                           | Date                 |
| --------------- | ------------------------------------------------------- | --- | ------------------------------------------------------------ | -------------------------------------------------- | -------------------- |
| Bora Gora       | Océan Pacifique sud, archipel des Marivellas françaises | | Jake Cutter                                                  | Donald Bellisario                                  | 1982 – 1983          |
| Costa Estrella  | Mer des Caraïbes, voisin du Costa Luna                  | État insulaire sous la dictature du général Kane.                                                                               | Princess Protection Program                                  | Allison Liddi-Brown (en)                           | 2009                 |
| Costa Luna      | Mer des Caraïbes, voisin du Costa Estrella              | Royaume insulaire. | Princess Protection Program                                  | Allison Liddi-Brown                                | 2009                 |
| Île aux enfants |                                                         | Île où vit le dinosaure Casimir.                                                                                                | L'Île aux enfants                                            | Christophe Izard                                   | 1974 – 1982          |
| Ishkebar        | Océan Indien, entre l'Inde et la Thaïlande              | Petit État insulaire. | La Vie de palace de Zack et Cody                             | Danny Kallis & Jim Geoghan                         | 2005 – 2008          |
| Isla            | Mer des Caraïbes                                        | Petite île avec un gouvernement dictatorial.                                                                                    | American Dad!, épisode Escapade à l'île d'Isla               |                                                    |                      |
| Jinsy           |                                                         | Basée sur l'île de Guernesey.                                                                                                   | This Is Jinsy                                                | Chris Bran & Justin Chubb                          | 2010 – 2014          |
| Kinkow          | Polynésie, voisine de Mindu                             | Île avec une diarchie élective                                                                                                  | Paire de rois                                                | Dan Cross & David Hoge                             | 2010 – 2013          |
| Lian Yu         | Chine                                                   | Son nom signifie "Purgatoire" en chinois.                                                                                       | Arrow                                                        | Andrew Kreisberg, Greg Berlanti et Marc Guggenheim | 2012 (création)      |
| Mai Chow        | Chine, près de la côte                                  | | Comte Mordicus                                               | John Hambley (en)                                  | 1988 – 1991          |
| Mindu           | Polynésie, voisine de Kinkow                            | | Paire de rois                                                | Dan Cross & David Hoge                             | 2010 – 2013          |
| Moosylvania     | Lac des Bois, le long de la frontière canado-americaine | | The Rocky and Bullwinkle Show                                | Jay Ward, Alex Anderson (en) & Bill Scott          | 1959 – 1964          |
| Mypos           | Mer Méditerranée, près des îles grecques                | Pays insulaire d'origine de Balki                                                                                               | Larry et Balki                                               | Dale McRaven                                       | 1986 – 1993          |
| Nation du Feu   |                                                         | Ses habitants maîtrisent le feu                                                                                                 | Avatar, le dernier maître de l'air                           | Michael Dante DiMartino & Bryan Konietzko          | 2005 – 2008          |
| Patusan         | Mer de Chine méridionale                                | | Le Chevalier lumière                                         | Dan Gordon                                         | 1986 – 1987          |
| Porto Santo     | Mer des Caraïbes                                        | Minuscule État insulaire visité par Steve Urkel. À ne pas confondre avec l'île réelle de Porto Santo dans l'archipel de Madère. | La Vie de famille                                            | William Bickley & Michael Warren                   | 1989 – 1998          |
| Saint George    | Mer d'Arabie                                            | État insulaire. | Yes Minister, épisode A Victory for Democracy                | Antony Jay & Jonathan Lynn                         | 1986                 |
| Saint-Marie     | Mer des Caraïbes, entre la Guadeloupe et la Dominique   | | Meurtres au paradis                                          | Robert Thorogood (en)                              | 2011 – en production |
| San Marcos      | Mer des Caraïbes                                        | Vit sous une dictature. | L'Agence tous risques, épisode The Theory of Revolution (en) | Sidney Hayers, Burt Pearl & Steven L. Sears (en)   | 1986                 |
| Santa Costa     | Mer des Caraïbes, entre Cuba et la côte vénézuélienne   | Sous gouvernement dictatorial                                                                                                   | Mission impossible, Complot à Santa Costa                    | Bernard L Kowalski & Bruce Geller                  | 1966                 |
| Tescala         | Océan Atlantique                                        | Est censée avoir rejoint l'ONU en 1991. Constitue un port franc.                                                                | Les Experts : Manhattan                                      | Jerry Bruckheimer                                  |                      |

### Dans les jeux de société, jeux de rôle et les jouets
| Nom                 | Localisation (en italique, lieux fictifs)                                             | Caractéristiques                                                                         | Œuvre               | Créateur                            | Date            |
| ------------------- | ------------------------------------------------------------------------------------- | ---------------------------------------------------------------------------------------- | ------------------- | ----------------------------------- | --------------- |
| Al Amarja           | Mer Méditerranée méridionale (version originale) Mer des Caraïbes (version française) | État indépendant, centre de presque tous les types de conspiration mondiale imaginables. | Conspirations       | Robin D. Laws (en) & Jonathan Tweet | 1992 (création) |
| Cobra (Île) (en)    | Mer des Caraïbes, golfe du Mexique                                                    |                                                                                          | Univers de G.I. Joe |                                     |                 |
| Éternelle-Rencontre | Mer inviolée, à l'ouest du continent de Féérune, Royaumes oubliés                     | Des elfes s'y sont installés.                                                            | Donjons et Dragons  | Ed Greenwood                        | 1975            |
| Lantan              | Mer inviolée, Royaumes oubliés                                                        | Appelée l’Île des gnomes, elle est constituée de trois îles.                             | Donjons et Dragons  | Ed Greenwood                        | 1975            |

### Canulars et hypothèses infirmées
| Nom             | Localisation (en italique, lieux fictifs)     | Caractéristiques | Créateur                                                     | Date                 |
| --------------- | --------------------------------------------- | --- | ------------------------------------------------------------ | -------------------- |
| Formose         | Asie                                          | Ce Français réussit à faire croire qu'il venait de l'île de Formose (aujourd’hui Taïwan). Il en fournit une description totalement fantaisiste dans son ouvrage Description historique et géographique de Formose, île vassale de l'Empereur du Japon (1704). | George Psalmanazar                                           | XVIIIe siècle        |
| Hy-dud-dye-fee  | Océan Pacifique oriental, archipel des Hi-iay | Y vivraient les Rhinogrades, taxon animalier fictif inventé par ce naturaliste allemand, mentionné dans son livre-canular Anatomie et biologie des Rhinogrades.                                                                                               | Gerolf Steiner                                               | 1960                 |
| Javasu          | Océan Indien                                  | Pays présumé de la Princesse Caraboo. | Mary Baker née Willcocks, autoproclamée « Princess Caraboo » | XIXe siècle          |
| Lémurie         | Océan Indien                                  | Continent hypothétique (hypothèse scientifiquement infirmée). Il est parfois confondu avec le continent Mu situé dans le Pacifique et parfois assimilé au Kumari Kandam.                                                                                      | Philip Lutley Sclater                                        | 1864                 |
| Pacifide        | Océan Pacifique                               | Continent hypothétique, pendant mythique de l'Atlantide, qui devait expliquer le peuplement de l'Océanie. Il a été assimilé au continent Mu par James Churchward.                                                                                             | James Forster                                                | XVIIIe siècle        |
| San Serriffe    | Océan Indien, au nord-est des Seychelles      | État insulaire créé à l'occasion du 1er avril 1977, en guise de farce, par le journal britannique The Guardian. |                                                              | 1977                 |
| Psimythos       | Mer Méditerranée,Grèce                        | Île inexistante, imaginée sur les réseaux sociaux en 2024 pour moquer le tourisme en Grèce : c'est la destination idéale, hors des sentiers battus, qui contraste avec la sur fréquentation de Santorin et Mykonos,.                                          |                                                              | 2024                 |
| Terra Australis | Hémisphère sud                                | Continent hypothétique, apparaissant sur les cartes européennes entre le XVe et le XVIIIe siècle, reprenant parfois les contours de l'Antarctique ou de l'Australie.                                                                                          | Aristote                                                     | IVe siècle av. J.-C. |

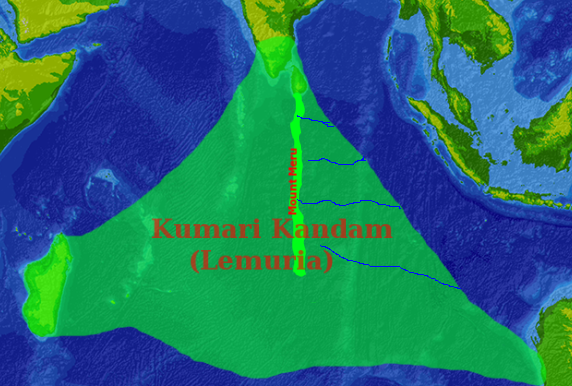
Carte du Kumari Kandam/de la Lémurie
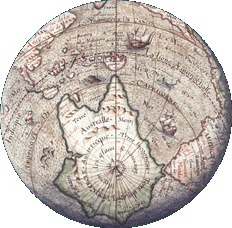
Globe terrestre de Jacques de Vau de Claye représentant une Terre australle (1583).
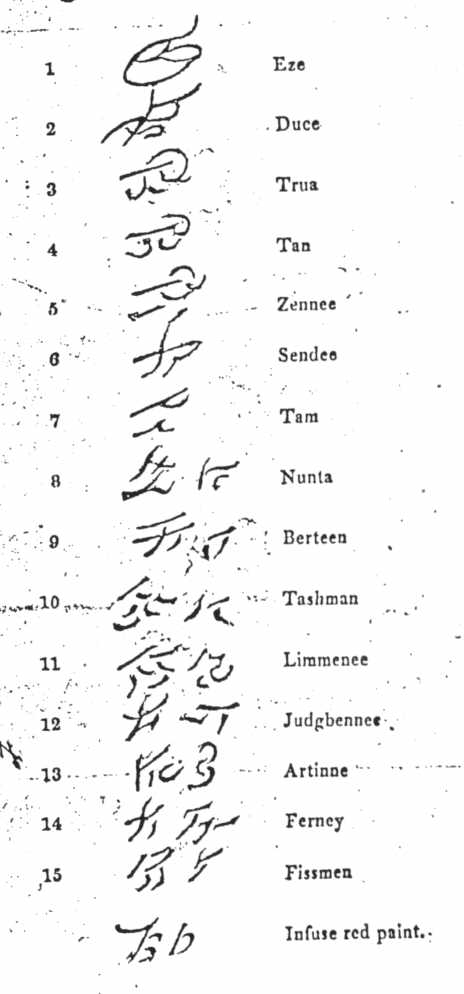
Caractères numériques utilisés par la Princesse Caraboo, avec leurs significations.
Drapeau du San Serriffe : un gros astérisque.
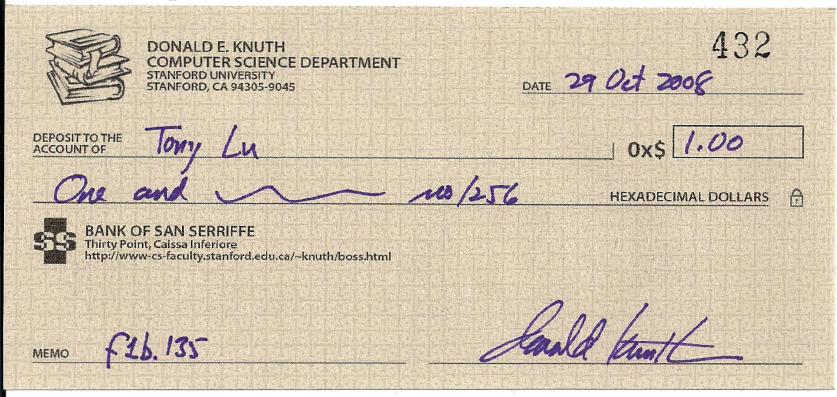
Chèque de récompense émis en 2008 par Donald Knuth auprès de la Bank of San Serriffe (Thirty Point, Caissa Inferiore).

### Divers
| Nom         | Localisation (en italique, lieux fictifs) | Caractéristiques | Créateur | Date |
| ----------- | ----------------------------------------- | --- | -------- | ---- |
| Null Island | Océan Atlantique, golfe de Guinée         | Créée par la base de données géographiques Natural Earth. Cette île, un carré d'un mètre de côté, se situe au croisement de l'équateur et du méridien de Greenwich, aux coordonnées 0°N 0°E. |          | 2011 |

## Îles imaginaires anonyme (ou dont on ignore le nom)

### En littérature
| Localisation (en italique, lieux fictifs) | Caractéristiques | Œuvre                                                    | Auteur                 | Date                        |
| --- | --- | -------------------------------------------------------- | ---------------------- | --------------------------- |
| Océan Pacifique du sud | Un certain docteur Moreau y réalise des expériences sur des animaux. | L'Île du docteur Moreau                                  | H.G. Wells             | 1896                        |
| Océan Pacifique | Île de corail sur laquelle s'échouèrent un groupe d'enfants britanniques. | Sa Majesté des mouches                                   | William Golding        | 1954                        |
| | | Le Meilleur des mondes                                   | Aldous Huxley          | 1931                        |
| Océan Pacifique | Un groupe de mutins tente d'y organiser une société. | L'île                                                    | Robert Merle           | 1962                        |
| Océan Indien | Île sur laquelle une famille fait naufrage. | Le Robinson suisse                                       | Johann David Wyss      | 1812                        |
| | Île volcanique sur laquelle s'installe une colonie. | Le Cratère ou le Robinson américain (en)                 | James Fenimore Cooper  | 1847                        |
| Mer des Caraïbes | Des pirates y ont caché un fabuleux trésor. | L'Île au trésor                                          | Robert Louis Stevenson | 1883                        |
| Océan Pacifique | Île carnivore luxuriante peuplée de suricates. Aussi présente dans l'adaptation cinématographique du roman, L'Odyssée de Pi (2012) | L'Histoire de Pi                                         | Yann Martel            | 2001                        |
| Océan Pacifique, mer de Corail | Y vit un Japonais du nom du Kensuké, dont la famille a été tuée par les bombardements atomiques de Nagasaki. Il préfère rester y vivre pour fuir la violence du monde et s'occuper des singes de l'île. | Le Royaume de Kensuké                                    | Michael Morpurgo       | 1999                        |
| | De couleur rose, regorge d'étranges créatures multicolores. | Capitaine Massacrabord                                   | Mervyn Peake           | 1939                        |
| | | L'Île de la fée                                          | Edgar Allan Poe        | 1841                        |
| France | Île dans un étang, sur laquelle se rendent des animaux orphelins souhaitant être adoptés, grâce à des radeaux tirés par des cygnes. Sur place, lors du rendez-vous des enfants perdus, ils sont ainsi recueillis par une famille d'accueil. | Les Cygnes, dans Les Contes du chat perché               | Marcel Aymé            | 1939                        |
| Mer Rouge | Elle est habitée par le Donestre, créature à moitié humaine capable de parler les langues de toutes les nations. Il étonne les voyageurs de passage en nommant tout leur entourage, pour gagner leur confiance et les tromper. Puis, il les capture et les mange cru, ne laissant que leur tête. Enfin, il s’assoie et pleure ses victimes,. | Wonders of the East (en) et Liber monstrorum             | Anonymes               | VIIIe siècle pour le second |
| Océan Indien | On y trouve la grande ville de Deryabar, dirigée par un roi. Elle est située à quelques jours de navigation d'une autre île, dont le prince est ennemi de celui de Zanguebar, son voisin. | Mille et Une Nuit : Histoire de la princesse de Deryabar | Anonyme                |                             |
| | Dirigée par un des rois de la mer, commandant un million de djinns et adorant une idole de cornaline rouge. Lorsque Salomon lui ordonna de se soumettre et d'abandonner son culte pour celui d'un Dieu unique, il refusa. Ce prophète commanda alors une armée de djinns, bêtes et humains et asservit les habitants de l'île. | Les Mille et Une Nuit : Conte de la Ville de Cuivre      | Anonyme                |                             |
| Océan Indien, près de Madagascar ou au Sri Lanka pour la première île Océan Indien ou Pacifique, sur côte orientale de l'Afrique ou dans les îles de la Sonde pour la seconde, | Des oiseaux si grands qu'ils cachent le soleil, les rokhs, y pondent d'énormes œufs. Des vallées inhospitalières y regorgent de diamants. Quiconque les convoite peut les récupérer en sécurité en y jetant la carcasse d'un animal. Les pierres se collent alors à sa chair. Puis, l'animal est emporté par un rapace attiré par l'odeur et déposé sur une montagne, où des marchands effrayent l'oiseau pour récupérer les richesses. On y trouve aussi des camphriers, des karkadanns et des buffles. Sinbad, qui a exploré cette île lors de son deuxième voyage, en découvrira au cours du cinquième une autre servant également à la nidification des rokhs. | Les Mille et Une Nuit : Sinbad le marin                  | Anonyme                |                             |
| Océan Pacifique, à Belitung ou dans les îles de la Sonde, | Dirigée par un roi cannibale qui ordonne à ses sujets de nourrir les voyageurs d'une plante ôtant leur volonté, pour les pousser à se gaver. Ils sont ensuite abreuvé et frictionné de lait de coco pour être bien gras, puis rôti pour être servi au souverain. | Les Mille et Une Nuit : Sinbad le marin                  | Anonyme                |                             |
| Océan Indien ou Pacifique, dans l'archipel des Cocos ou dans les îles de la Sonde,                                                                                             | Île très riche et amicale, à la capitale regorgeant de grandes demeures, ayant découvert l'usage de la selle grâce à Sinbad. Son seul défaut est sa coutume funéraire lugubre. Quand un habitant marié voit son conjoint mourir, il est enfermé vivant avec lui dans une tombe collective, où il est laissé avec un peu d'eau et de pain. Le couple est ainsi réuni à jamais. | Les Mille et Une Nuit : Sinbad le marin                  | Anonyme                |                             |
| Océan Indien ou Pacifique, sur la côte orientale de l'Afrique ou dans les îles de la Sonde,                                                                                    | Résidence du Vieillard de la Mer, homme sadique sollicitant l'aide du voyageur pour traverser un ruisseau en lui demandant de le porter sur ses épaules. Mais sitôt qu'il est juché sur son bienfaiteur, il serre ses jambes autour de son cou et le traite violemment comme une monture qui le conduirait où il le souhaiterait. | Les Mille et Une Nuit : Sinbad le marin                  | Anonyme                |                             |
| Océan Indien, sur le détroit d'Ormuz | Abrite un cimetière des éléphants. | Les Mille et Une Nuit : Sinbad le marin                  | Anonyme                |                             |
| | Vermeille, verdie de lys et de vergers et dotée d'un golfe entouré de jardins ombreux. | L’Île heureuse                                           | Éphraïm Mikhaël        | 1890 (publication posthume) |

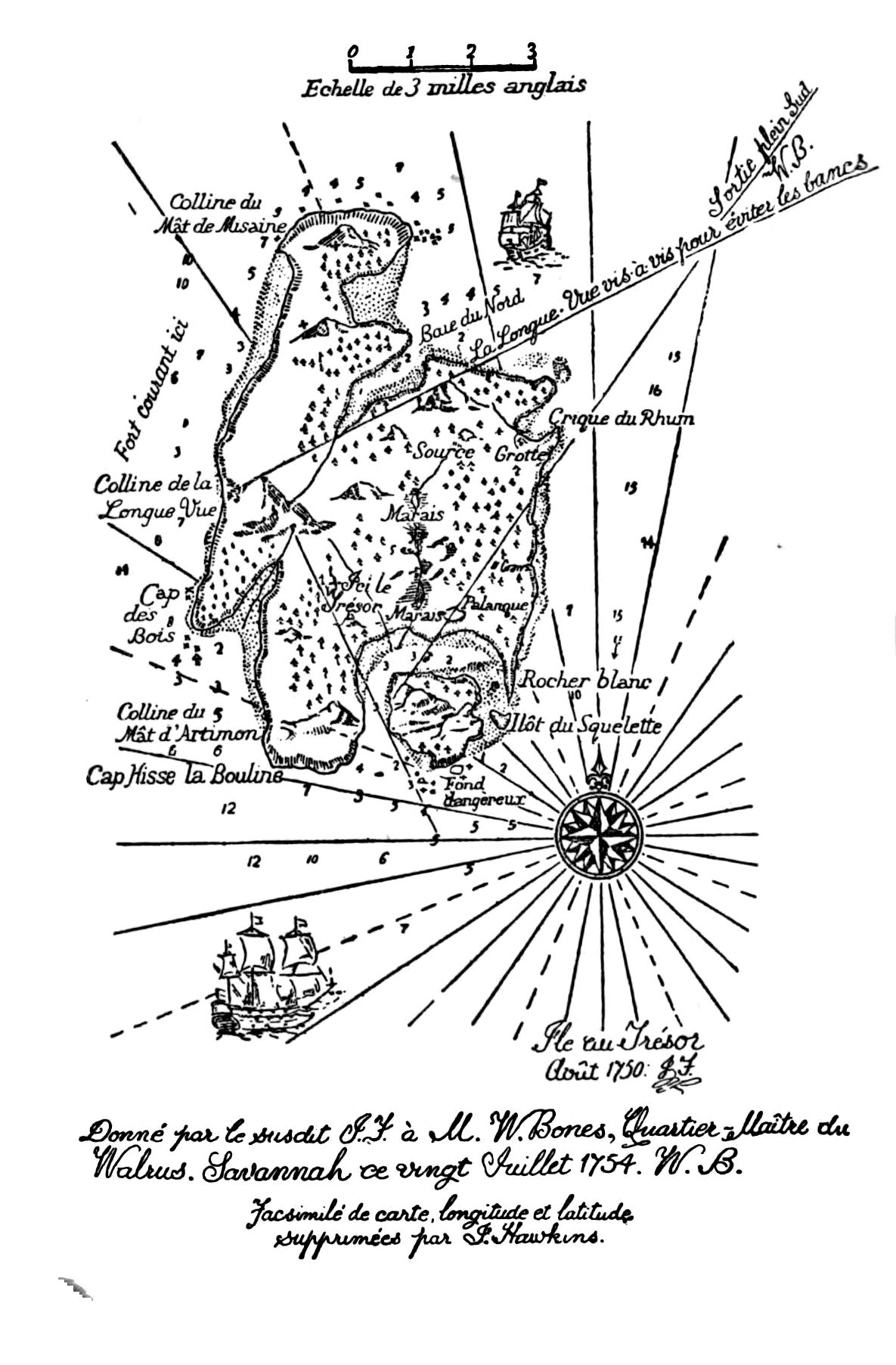
Carte de L’Île au trésor.
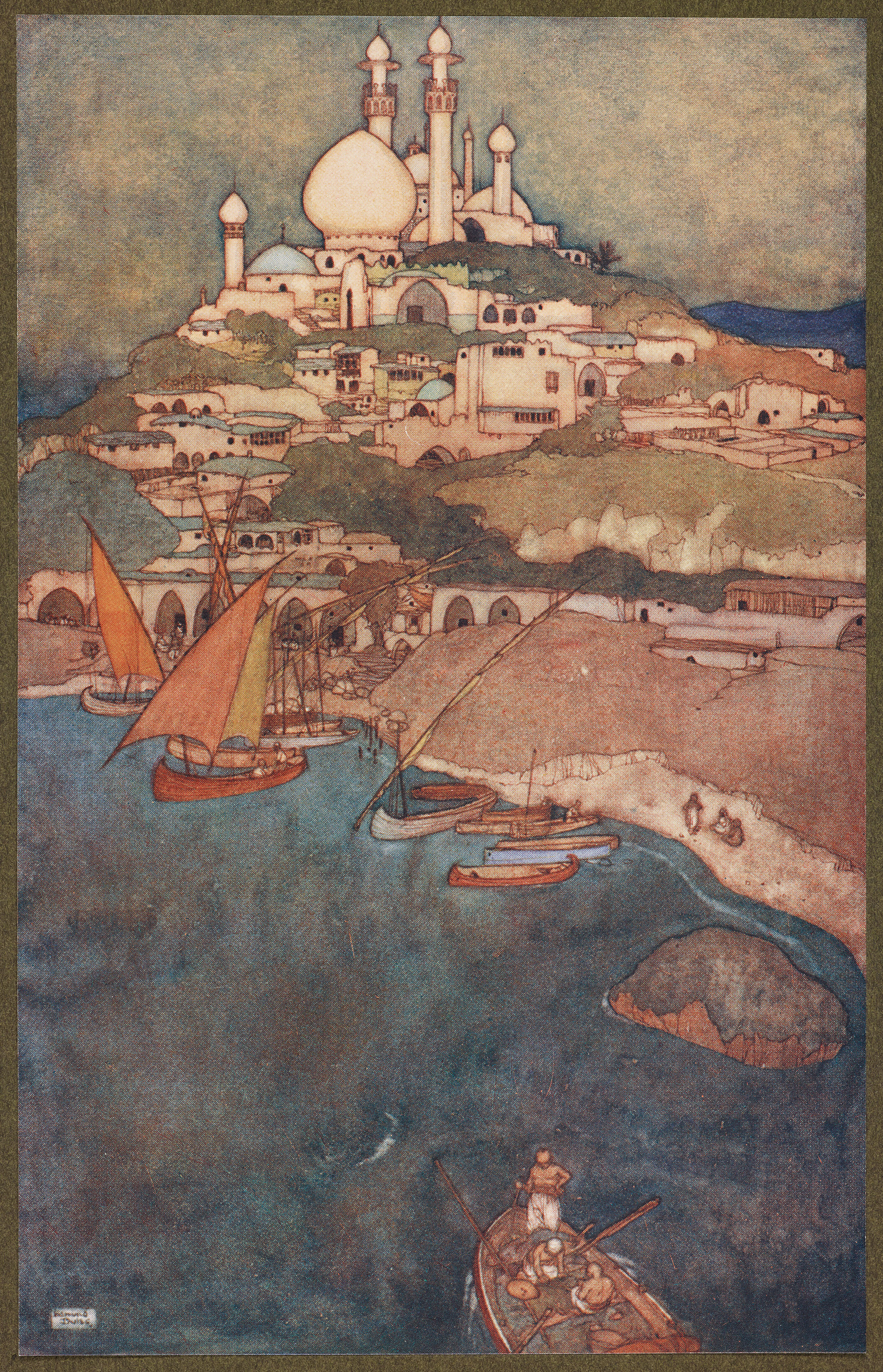
La cité royale de Deryabar, Histoire de la princesse de Deryabar, dessin d'Edmond Dulac (1907).
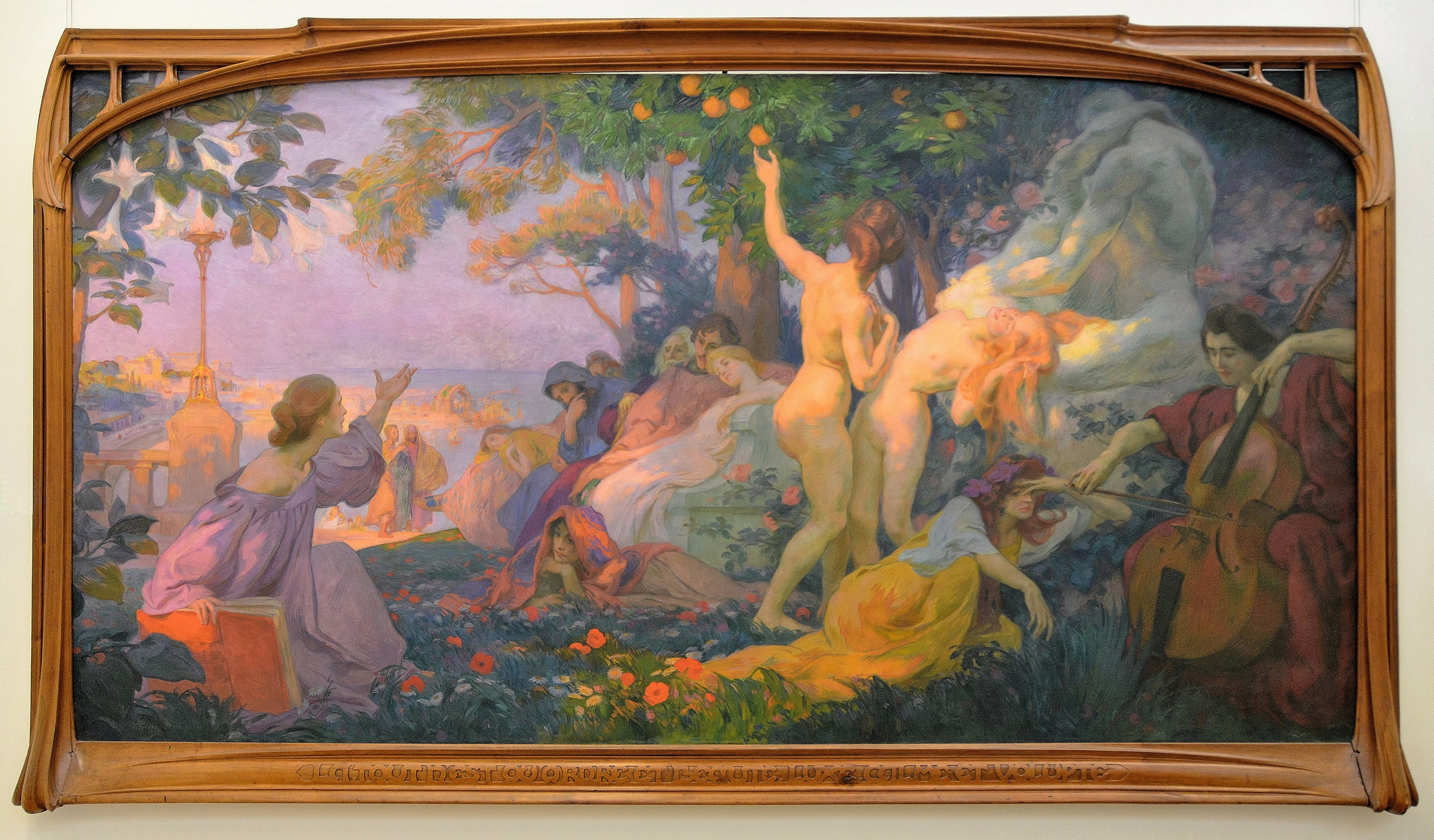
L'Île heureuse, Victor Prouvé, Musée des beaux-arts, Nancy (1902)

### En bande dessinée
| Localisation (en italique, lieux fictifs)                  | Caractéristiques                                                                                 | Œuvre                                                               | Auteur     | Date |
| ---------------------------------------------------------- | ------------------------------------------------------------------------------------------------ | ------------------------------------------------------------------- | ---------- | ---- |
| Mer des Caraïbes, au nord-est de la République dominicaine | Supposée île au trésor, au large de laquelle se trouve l'épave de La Licorne.                    | Les Aventures de Tintin : Le Trésor de Rackham le Rouge             | Hergé      | 1945 |
| Océan Arctique, entre le pôle Nord et l'île Spitzberg.     | Îlot éphémère, constitué par un fragment de météorite.                                           | Les Aventures de Tintin : L'Étoile mystérieuse.                     | Hergé      | 1941 |
| Mer des Caraïbes, dans les Îles Vierges                    | Plusieurs pirates y cachèrent un trésor vers 1700, convoité par des aventuriers du monde entier. | Corto Maltese : ...Et nous reparlerons des gentilshommes de fortune | Hugo Pratt | 1970 |

### Au cinéma
| Localisation (en italique, lieux fictifs) | Caractéristiques                           | Œuvre                                          | Réalisateur                               | Date         |
| ----------------------------------------- | ------------------------------------------ | ---------------------------------------------- | ----------------------------------------- | ------------ |
| Océan Pacifique                           | Deux jeunes cousins y font naufrage.       | Le Lagon Bleu                                  | Randal Kleiser                            | 1980         |
|                                           | Abrite la légendaire fontaine de Jouvence. | Pirates des Caraïbes : La Fontaine de jouvence | Rob Marshall                              | 2011         |
| Océan Pacifique sud                       |                                            | L'Île de Nim et L'Île de Nim 2                 | Jennifer Flackett (en) et Mark Levin (en) | 2008 et 2013 |

### À la télévision
| Localisation (en italique, lieux fictifs) | Caractéristiques                                           | Œuvre                       | Créateur                                       | Date        |
| ----------------------------------------- | ---------------------------------------------------------- | --------------------------- | ---------------------------------------------- | ----------- |
| Océan Pacifique                           | Il s'y déroule des phénomènes étranges, voire surnaturels. | Lost : Les Disparus         | Jeffrey Lieber, J. J. Abrams et Damon Lindelof | 2004 – 2010 |
| Océan Pacifique                           |                                                            | L'Île aux naufragés         | Sherwood Schwartz                              | 1964 -1967  |
| Océan Pacifique                           | Île paradisiaque où n'importe quel désir peut se réaliser. | L'Île fantastique           | Gene Levitt                                    | 1977 – 1984 |
| Océan Pacifique                           | Les habitants y vivent toujours comme au XVIIIe siècle.    | L'Île perdue                | Michael Lawrence et Roger Mirams               | 1976        |
|                                           |                                                            | Goldorak : L'Île de la peur |                                                | 1975        |

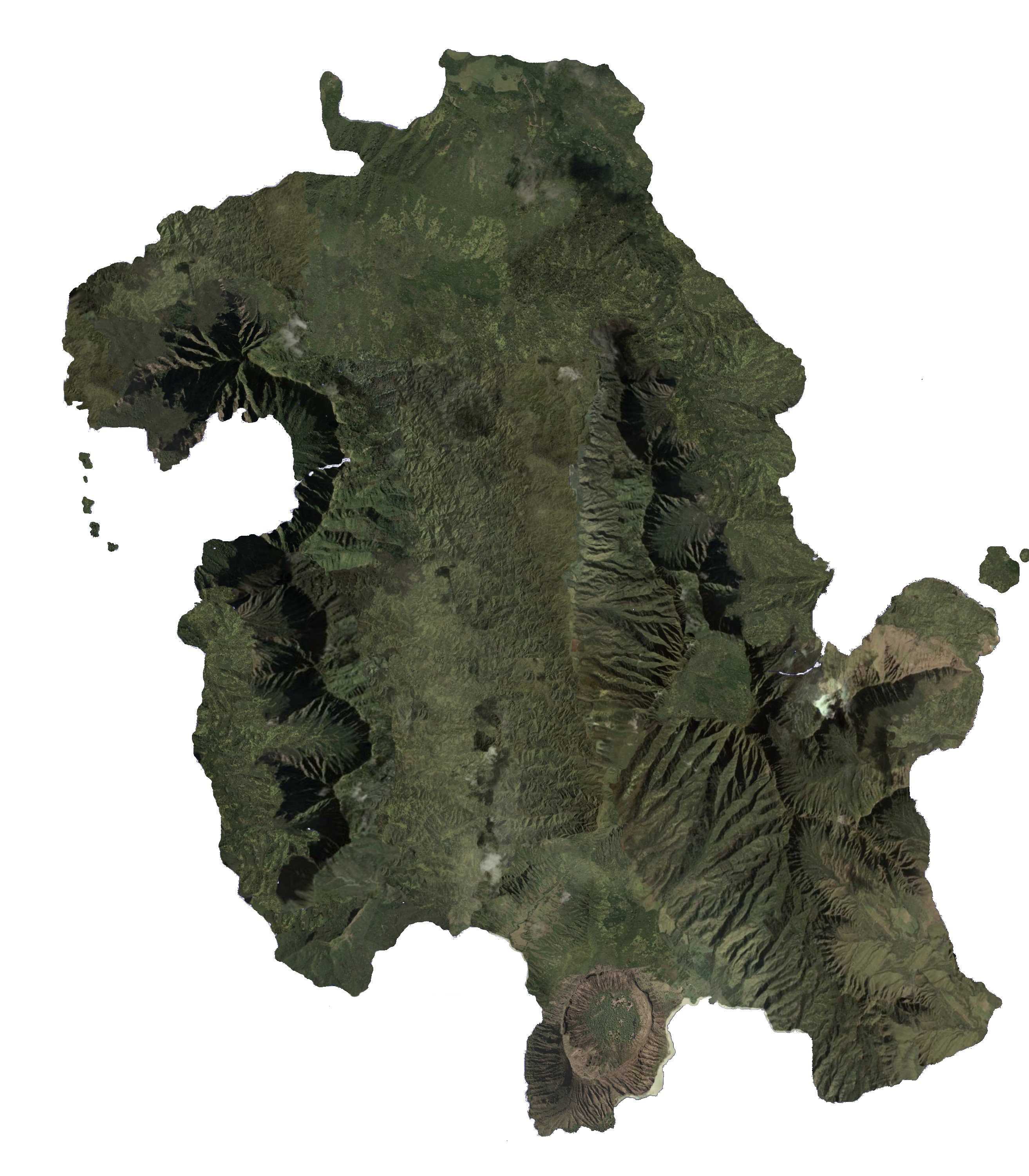
Carte de l'île figurant dans la série Lost : Les Disparus.

### Dans les spectacles vivants
| Localisation          | Caractéristiques                                                           | Œuvre              | Producteur/Auteur | Date |
| --------------------- | -------------------------------------------------------------------------- | ------------------ | ----------------- | ---- |
|                       | Les esclaves y deviennent maîtres et les maîtres esclaves.                 | L'île des esclaves | Marivaux          | 1725 |
|                       | Tous les habitants y sont raisonnables.                                    | L'Île de la raison | Marivaux          | 1727 |
| Peut-être en Amérique | Une usine y construit des machines servant les humains, appelées "robots". | R. U. R.           | Karel Čapek       | 1920 |

### Dans les jeux vidéo
| Localisation (en italique, lieux fictifs) | Caractéristiques           | Œuvre                                      | Date |
| ----------------------------------------- | -------------------------- | ------------------------------------------ | ---- |
| Irlande, près de Connussie                | Île hantée par des démons. | Tomb Raider : Sur les traces de Lara Croft | 2000 |